# Список українських довідкових видань
У цьому списку перелічено українські довідкові видання (словники та довідники). Енциклопедичні словники наведені у списку українських енциклопедій.

## Країнознавчі довідники та словники
- Країни Африки: короткий довідник / М. К. Головко, Р. М. Міхньов. — Київ: Держполітвидав УРСР, 1961. — 211 с.
- Країнознавчий словник-довідник / І. А. Дубович; Львів. нац. ун-т ім. І.Франка. — Л., 2002. — 587 c. — Бібліогр. : с. 577—579. — ISBN 996-613-118-8
- Країнознавчий словник-довідник / І. А. Дубович. — 5-те вид., перероб. і доп. — Київ: Знання, 2008. — 839 с. — ISBN 978-966-346-330-8 (онлайн-версія)
- Слов'янський світ у 2013 році: країнознавчий довідник / Гирич Я. — К. : Центр пам'яткознавства НАН України і УТОПІК, 2015. — 88 с.
- Тлумачний словник-довідник понять і термінів традиційної японської культури виховання: навч. посіб. / Т. П. Кучай; Черкас. нац. ун-т ім. Богдана Хмельницького. — Черкаси: ЧНУ ім. Богдана Хмельницького, 2014. — 99 с. — ISBN 978-966-353-360-5

### Українознавство
- Імена України (онлайн-версія, фрагменти)[1]
- Хто є хто в Україні (онлайн-версія, фрагменти)[2][3][4]
- Словник-довідник з українознавства / [текст та за ред. М. В. Масловської]; Житомир. держ. ун-т ім. Івана Франка. — Житомир: Євенок О. О., 2016. — 788 с. : іл. ; 25 см. — Бібліогр.: с. 744—746 (39 назв). — Алф. покажч.: с. 747—786. — 300 пр. — ISBN 978-617-7483-03-7.
- Українознавчий словник / авт.-уклад. В. М. Демченко. — Х.: Основа, 2013. — 21 см. — (Бібліотека журналу «Вивчаємо українську мову та літературу» ; вип. 11 (120).

Вип. 1. — 2013. — 127 с. — Бібліогр.: с. 117—122. — ISBN 978-617-00-1942-4
- Академіки Академії наук вищої школи України: Довідник / Відп. ред. М. І. Дубина. — К., 1997. — 319 с.
- Академія медичних наук України = Academy of Medical Sciences of Ukraine: Науково-дослідні установи. Дійсні члени АМН України. Члени-кореспонденти АМН України: Довідник / Гол. ред. О. Ф. Возіанов. — К.: Авіцена, 1998. — 284 с. — Текст укр. та англ. мовами.
- Академія наук України: Персональний склад: 1918—1993 / Уклад. Ю. О. Храмов, В. М. Палій. — 2-е вид., перероб. і доп. — К.: Манускрипт, 1993. — 319 с.
- Академія наук Української РСР: Персональний склад: Дійсні члени. Члени-кореспонденти: 1919—1979 / Упоряд. Ю. О. Храмов; Відп. ред. К. М. Ситник. — К. : Наук. думка, 1979. — 229 с.
- Академія правових наук України: Довідник / Підгот. і упоряд. В. П. Колісник; Ред. К. К. Гулий. — Х.: Право, 1996. — 120 с.
- Академія мистецтв України: Інформаційний довідник / Підгот. Г. Г. Васильєва та ін.; Ред. М. О. Криволапов. — Х.: Акта, 1998. — 178 с.
- Аксіоми для нащадків: Українські імена у світовій науці: Збірник нарисів / Упоряд. і передм. О. К. Романчука. — Л.: Каменяр, 1991. — 248 с.
- Аксіоми для нащадків: Українські імена у світовій науці: Збірник нарисів / Упоряд. і передм. О. К. Романчука. — Л.: Істор.-просвіт. організ. «Меморіал», 1992. — 544 с. : іл.
- Вчені України: 100 видатних імен / Шаров І. — К. АртЕк, 2006. — 481 с.
- Винаходи та інновації. Винахідники України: [іст.-імідж. вид. / авт.-упоряд. М. Серб; редкол.: М. А. Серб та ін.]. — Львів: Логос Україна, 2010. — 31 см.

Т. 2. — 2012. — 157, [2] с. : іл., портр. — Бібліогр. : с. 158. — ISBN 978-966-1581-17-2
- Особистості в історії та культурі України: словник-довідник для студ. денної та заоч. форм навчання / укл. З. І. Гриценко, О. М. Голікова ; Харківський національний аграрний ун-т ім. В. В. Докучаєва. — Х.: ХНАУ ім. В. В. Докучаєва, 2003. — 112 с. — Бібліогр. : с. 109—111. — ISBN 966-8457-00-5
- Короткий біографічний словник членів Київської старої громади (друга половина XIX — початок XX ст.) / Побірченко Н. С. — К. : Освітянська компанія; Інтелект, 1999. — 72 с.
- Українці зарубіжжя та Україна. Довідник / Табачник Д. В., Попов Г. Д. — К. : Знання, 2007. — 399 с. — ISBN 978-966-346-369-8
- Українці у світі: довідник / авт.-упоряд. В. М. Воронін, С. А. Дроздовська. — К. : Український Центр духовної культури, 2005. — 143 с. — ISBN 966-8039-52-7
- Будівничі Катедри Українознавства в Австралії: Пропам'ятна книга. — Сідней: Фундація українознавчих студій в Австралії, 1984. — 80 с., іл.
- Галицька еліта: [довідк.-біогр. вид.] / [упоряд. Я. Білейчук ; редкол. : С. Б. Гавриш та ін.]. — К. : Вид-во Логос Україна, 2010. — 136 с. : іл. — ISBN 978-966-96993-5-0
- Провідні вчені Західного регіону України (Економіка та право): довідк. вид. / відповід. ред. М. І. Долішний; Інститут регіональних досліджень НАН України. — Л., 2003. (PDF-файл)
- Україна наукова: довід.-біогр. вид. / упоряд. Болгов В. В. ; Укр. конфедерація журналістів, Ін-т біогр. дослідж., Нац. рейтинги України. — Київ: Нац. рейтинги України, 2005. — 31 см.

Т. 4 : Національна академія аграрних наук України. — 2013. — 207 с. : іл., портр. — Імен. покажч. : с. 203—205. — 5 000 пр. — ISBN 978-966-1523-14-1
- Видатні постаті України: [біогр. довід. / Антонюк О. В., Бабкіна О. В., Баєва О. В. та ін. ; редкол. : Щокін Г. В. (голова) та ін.] ; Міжрегіон. акад. упр. персоналом. — 2-ге вид., доповн. — К. : МАУП: Кн. палата України, 2007. — 1476 с. : портр. ; 30 см. — Авт. зазначено на звороті тит. арк. — Бібліогр. в кінці ст. — Імен. покажч. : с. 1466—1472. — Покажч. авт. ст. : с. 1473—1476. — 500 пр. — ISBN 966-608-672-7
- Видатні постаті українського державотворення: довідник / Т. В. Михайлів, Т. А. Михайлів. — Харків: Основа, 2014. — 125 с. ; 21 см. — (Бібліотека журналу «Історія та правознавство»; вип. 1 (121)). — Бібліогр. : 124—125 (29 назв). — ISBN 978-617-00-1998-1.
- Видатні українці: Культура. Мистецтво. Освіта: довідник / М. І. Преварська ; М. І. Преварська. — К. : Велес, 2016. — 368 с. — (Гордість і слава України). — ISBN 966-8263-46-4.
- Депутати Дніпропетровщини. Всі скликання: [довідк. вид.]. — Харків: ПЕТ, 2013. — 215 с. : портр. ; 29 см. — 213 пр. — ISBN 978-617-7150-98-4
- Краєзнавці Черкащини: біобібліографічний довідник. — Черкаси: Вертикаль, 2016. — 220 с. — ISBN 978-966-2783-85-8 (Коротко про видання)
- Етнічний довідник. — Ч. 2: Етнічні меншини в Україні / Авт. кол. : Л. Аза, В. Бедзір, І. Винниченко, О. Гриценко, О. Данильченко, Я. Дашкевич, Т. Загороднюк, Є. Ісип, К. Кейданський, О. Клевцова, Т. Клинченко, Т. Комаренко, О. Малиновська, А. Малюк, В. Матвеєв, Н. Музиченко, Я. Невелюк, В. Павленко, А. Пономарьов, Т. Рудницька, І. Самарцев, Я. Самборська, В. Трощинський, Джу Хун, К. Чернова, Б. Чирко, А. Шевченко, Г. Щерба; Ред. кол. : В. Євтух (гол. ред.), Л. Аза, Я. Дашкевич, О. Клевцова (відп. секр.), І. Курас, О. Нельга, Я. Самборська, В. Трощинський. Центр етносоціологічних та етнополітичних досліджень Інституту соціології НАН України; Міністерство України у справах національностей та міграції; Інститут етнічних, регіональних та діаспорознавчих студій. — К., 1996. — 176 с. — ISBN 5-87534-108-14
- Народна деревообробка в Україні: слов. нар. термінології / Є. І. Шевченко. — Київ: Артанія, 1997. — 312 с. : ілюстр. — ISBN 966-95170-0-1[5]
- Українська народна тканина / Шевченко Є. І. — К. : Артанія, 1999. — 416 с. : іл.[6]
- Італійці в культурному просторі України (кінець XVIII — 20-ті рр. XX ст.): Історико-біографічне дослідження (словник) / Варварцев М. М. НАН України, Ін-т історії України; Італійський ін-т культури в Києві. — К., 2000. — 323 с.
- Поляки в Ніжині: біогр. довід. / Ніжин. культур.-просвіт. спілка громадян пол. походження «Астер», Центр пол. культури ; [редкол.: Ф. Ф. Бєлінська (голова), Г. Самойленко, В. Пугач [та ін.] ; передм. та післямова Г. Літвін, Ф. Бєлінська, О. Ростовська [та ін.]. — Ніжин: М. М. Лисенко [вид.], 2015. — 228, [4] с. : фот.
- Хто є хто в Україні. 1997: Біогр. словник / Уклад. С. А. Бакута та ін.; Редкол. Ю. О. Храмов (гол. ред.) та ін.; Укр. акад. наук нац. прогресу; Ін-т гуманітарних досліджень. — К. : Фенікс, 1997. — 469 с. — Текст укр., рос. та англ. мовами.
- Україна транспортна. Автомобільний комплекс та дорожнє господарство.
- Шляхи України = Transport in Ukraine. Automobile complex and road facilities of Ukraine. Highways of Ukraine: [довідк.-біогр. вид. / авт.-упоряд. В. В. Болгов]. — К. : Укр. вид. консорціум: Ін-т біогр. дослідж., 2005.

Вип. 2. — 2007. — 191 с. : іл., портр. — Текст: укр., англ. — ISBN 978-966-8178-18-4. — ISBN 978-966-8189-53-1
- Мости дружби. Україна — Грузія: [довідк.-біогр. вид. / авт.-упоряд. В. В. Болгов]. — К.: Укр. акад. геральдики, товар. знаку та логотипу, 2007. — 287 с. : іл., портр. — Текст парал.: укр., груз. — ISBN 978-966-8153-31-0
- Українознавча освіта в Україні і Канаді: поняттєво-персонологічний словник / Мирослава Вовк, Інна Машкова ; Нац. акад. пед. наук України, Ін-т пед. освіти і освіти дорослих. — Київ: Талком, 2018. — 106 с. : іл.

### Країнознавство європейських країн
- Країни і території світу: словник географічних назв / ред. І. Л. Дрогушевська, Д. В. Ісаєв. — Київ: Картографія, 2016. — 56 с.

### Сходознавство
- Сходознавство і візантологія в Україні в іменах: біобібліогр. слов. / НАН України, Ін-т сходознавства ім. А. Кримського. — К. : Видавництво Інституту сходознавства ім. А. Ю. Кримського, 2011. — 260 с.
- Тлумачний словник-довідник понять і термінів традиційної японської культури виховання: навч. посіб. / Т. П. Кучай. — Черкаси: Видавництво ЧНУ ім. Б. Хмельницького, 2014. — 100 с.

## Інші спеціалізовані словники і довідники

### Лісове господарство
- Лісові меліорації: термінологічний словник: навч. посібник для підгот. фахівців напряму 6.090103 «Лісове і садово-паркове господарство» у вищих навч. закл. ІІІ—IV рівнів акредитації / Г. Б. Гладун ; Харківський національний аграрний ун-т ім. В. В. Докучаєва. Навчально-науковий ін-т земельних ресурсів і лісу. — 2-е вид., доп. — Х. : Нове слово, 2008. — 244 с.
- Російсько-англо-український тлумачний лісотехнічний словник: близько 3500 слів / Технічний комітет України зі стандартизації лісових ресурсів ; укл. В. Гордієнко [та ін.] ; ред. М. Власенко. — К., 1995. — 280 с.

### Наука
- Тлумачний словник термінів з освіти, наукознавства, стилістики та красномовства: (для студентів і аспірантів) / [уклад.: Намакштанська І. Є. та ін. ; за заг. ред. І. Є. Намакштанської, В. М. Левченка]. — Донецьк: Донбас, 2014. — 506 с. — ISBN 978-617-638-274-4

#### Астрономія
- Шкільний астрономічний довідник / I. А. Климишин, В. В. Тельнюк-Адамчук. — K. : Радянська школа, 1990. — 287 c.[7]

Шкільний астрономічний словник / І. А. Климишин, В. В. Тельнюк–Адамчук. — Вид. 2-ге, доповн. — Тернопіль: Навчальна книга — Богдан, 2014. — 256 с. : іл. — ISBN 978-966-10-314. (окремі сторінки видання)
- Українські фізики та астрономи: посібник-довідник / авт.-уклад. Віра Шаромова. — Тернопіль: Підручники і посібники, 2007. — 303, [1] с. — Бібліогр. : с. 294—299. — Авт. зазначено на обкл. — ISBN 978-966-07-0800-6 (коротко про видання)
- Путівник по космосу / Юрій Олексійович Храмов. — 2-е вид., перероб. і доп. — Київ: Радянська школа, 1972. — 319 с.[8]

#### Біологія
- Біомеханіка людини. Тлумачний словник-довідник / С. П. Драчук, В. Ю. Богуславська, О. Г. Сокольвак. — Вінниця: Нілан, 2016. — 339 с. : рис., табл. — ISBN 978-966-924-307-2
- Біомеханіка людини. Тлумачний словник-довідник / С. П. Драчук, В. Ю. Богуславська, О. Г. Сокольвак. — 2-е вид., доопрац. і допов. — Вінниця: ТВОРИ, 2019. — 399 с. : іл. — ISBN 978-617-7742-65-3
- Корисні та рідкісні рослини України. Словник-довідник народних назв / Смик Г. К. — К.: УРЕ ім. М. П. Бажана, 1991. — 416 с. — ISBN 5-88500-030-1. (онлайн-версія)
- Отруйні лікарські рослини: посіб.-довід. / К. М. Векірчик ; ред. Б. Є. Будний. — Т. : Навчальна книга — БогДан, 1999. — 143 с. — ISBN 966-7437-46-9
- Лікарські рослини Буковини: довідник / Чернівецький національний ун-т ім. Юрія Федьковича. — Чернівці: Рута, 2002.

Ч. 1 : Природна флора / уклад. М. О. Смолінська [та ін.]. — Чернівці: [б.в.], 2002. — 295 с. — ISBN 966-568-395-0
- Рослини Українських Карпат: ілюстрований довідник / Ю. Й. Нестерук ; НАН України, Інститут екології Карпат, Благодійний фонд української природи «Зелене Око». — Л. : Поллі, 2000. — 236 с.: іл. — ISBN 966-7307-11-5
- Фітораритети Криму: Довідкове вид. / В. Г. Собко, А. П. Лебеда, М. Б. Гапоненко. — К.: Фітосоціоцентр, 2012. — 396 с.; іл. — ISBN 978-966-306-161-0
- Ілюстрований довідник з морфології квіткових рослин: Навчально-методичний посібник / С. М. Зиман, С. Л. Мосякін, О. В. Булах, О. М. Царенко. — Ужгород: Медіум, 2004. — 156 с.[9]
- Мікробіологія і вірусологія. Словник-довідник / Шевчук С. Ю. — Житомир: Вид-во ЖДУ ім. І. Франка, 2008. — 23 с.[10]
- Словник генетичних термінів / Р. М. Гречаник. — Львів: РВВ УкрДЛТУ, 2005. — 128 с.
- Генетика: словник найбільш вживаних термінів i понять / П. Д. Завірюха. — Львів, 2008. — 66 с.
- Біофізика, фізіологія: термінол. довід. / І. Я. Коцан, М. С. Мірошниченко, М. Ю. Макарчук ; Волин. нац. ун-т ім. Лесі Українки. — Луцьк: Вежа, 2007. — 195 с. : табл., портр. — ISBN 978-966-600-297-9
- Фізіологія сільськогосподарських тварин: словник-довідник / В. М. Юдінцева, М. Д. Замазій. — Полтава, 1999. — 239 с. — ISBN 966-95451-6-1
- Геоботаніка: тлумачний словник / Б. Є. Якубенко, С. Ю. Попович, І. П. Григорюк, П. М. Устименко. — К. : Фітосоціоцентр, 2015. — 484 с.
- Біологічний словник : 2-е вид. / за редакцією академіка АН УРСР К. М. Ситника, члена-кореспондента АН УРСР В. О. Топачевського. — К. : Головна редакція УРЕ, 1986. — 680 стор., іл. — 27 000 пр.
- Довідник з біології / Т. Л. Богданова [та ін.] ; ред. К. М. Ситник. — 2.вид., випр. і доп. — К. : Наукова думка, 2003. — 795 с. — Бібліогр.: с. 764—768. — ISBN 966-00-0060-X
- Словник-довідник з біології / І. В. Мороз, Л. І. Мороз ; ред. К. М. Ситник. — К. : Генеза, 2001. — 414 с. — ISBN 966-504-158-4
- Біотехнологія для всіх: тлумачний словник біотехнологічних термінів / В. І. Буцяк [та ін.] ; Львівський національний ун-т ветеринарної медицини та біотехнологій ім. С. З. Гжицького. — Львів: Тріада плюс, 2009. — 116 с.
- Біохімічний і біотехнологічний словник / В. Л. Галяс, А. Г. Колотницький. — Львів: Оріяна-Нова, 2006. — 467 с.
- Біофізичний словник. Видання друге, виправлене і доповнене / Я. Й. Лопушанський. — Львів: Ліга-Прес, 2010. — 410 с.
- Ботанічні терміни. Словник / Якубенко Б. Є. — К. : Вид-во НАУ, 2001. — 103 с.
- Ботаніка. Терміни. Поняття. Персоналії: Словник / Барна М. М. — К: ВЦ «Академія», 1997. — 272 с.
- Словник української біологічної термінології / НАН України, Ін-т української мови, Ком. наук. термінології. — К. : КММ, 2012. — 744 с.
- Словник бріологічних термінів / І. Данилків [та ін.] ; відп. ред. М. Голубець; Нац. академія наук України, Ін-т екології Карпат. — Львів: Арал, 2008. — 149 с.
- Словник сучасних біологічних термінів: навч. вид. / В. І. Глазко; для вчителів біології загальноосвіт. навч. заклад. та студ. біологічних спец. вузів. — Х. : Основа, 2003. — 96 с.
- Основні біохімічні поняття, визначення і терміни / Боєчко Ф. Ф., Боєчко Л. О. — Київ: Вища школа, 1993. — 528 с.
- Біологія: навч.-практ. довід. : повний курс / М. О. Кравченко. — Харків: Торсінг плюс, 2012. — 287, [1] с. : іл., табл., схеми. — ISBN 978-617-030-476-6
- Ембріологічний словник / В. С. Пикалюк [та ін.] ; [за заг. ред. проф. В. С. Пикалюка]. — Сімферополь ; Чернівці: БДМУ, 2013. — 254 с. — ISBN 978-966-697-485-6
- Ембріологічний словник / Ю. Б. Чайковський [та ін.]. — Коломия: Видавничо-поліграфічне товариство «Вік», 2001. — 268 с. — ISBN 966-550-159-3
- Гістологічний тлумачний словник / О. Д. Луцик, А. Й. Іванова, К. С. Кабак. — Львів: Видавництво Львівського медінституту, 1994. — 320 с. — ISBN 5-7707-4819-2
- Екологічна валеологія: словник-довідник / М. С. Гончаренко, Ю. Д. Бойчук ; Харків. нац. ун-т ім. В. Н. Каразіна. — Х. : ХНУ ім. В. Н. Каразіна, 2007. — 223 с. — ISBN 978-966-623-477-6
- Термінологічний словник з гігієни та екології (українсько-російсько-англійський) / [Е. М. Білецька, Н. М. Онул, О. В. Антонова та ін.] ; за ред. Е. М. Білецької. — Дніпро: Акцент ПП, 2019. — 187 с. — ISBN 966-921-228-3.
- Цілющі деревні рослини: навч. посіб.-довід. / Р. М. Лисюк, Я. М. Шляхта. — Київ: Знання, 2014. — 221 с., [16] арк. іл. : іл. — Покажч. латин. та укр. назв дерев. рослин: с. 212—221. — ISBN 978-617-07-0063-6
- Каталог лікарських рослин ботанічних садів і дендропарків України: Довідковий посібник/ За ред. А. П. Лебеди. — К.: Академперіодика, 2009. − 160 с. ISBN 978-966-360-125-0
- Словник українських наукових i народних назв судинних рослин / Кобів Ю. — К.: Наук. думка, 2004. — 800 с.
- Довідник з дендрології та суміжних дисциплін: [понад 700 термінів] / Ігор Йосипович Ситнік ; Харків. нац. аграр. ун-т ім. В. В. Докучаєва; ред. Л. І. Сібенкова. — Харків: Харків. нац. аграр. ун-т ім. В. В. Докучаєва, 2018. — 89 с.
- Риби України: (визначник-довідник) / Ю. В. Мовчан ; НАН України, Нац. наук.-природн. музей, Зоол. музей. — К. : Золоті ворота, 2011. — 444 с. : іл., табл. — Алфавіт. покажч. укр., латин., рос., англ. назв: с. 395—420. — ISBN 978-966-2246-26-1
- Риби придунайських озер України: довідник / [Заморов В. В. та ін.] ; Одес. нац. ун-т ім. І. І. Мечникова, Біол. ф-т. — Одеса: ОНУ, 2015. — 263 с. : рис. — ISBN 978-617-689-108-6
- Риби родини коропових (Cyprinidae) водойм України: довідник / [В. В. Заморов, Ю. В. Караванський, І. Л. Рижко] ; Одес. нац. ун-т ім. І. І. Мечникова, Біол. ф-т. — Одеса: ОНУ, 2015. — 120 с. : рис. — — ISBN 978-617-689-114-7
- Російсько-український тлумачний словник з іхтіології та гідроекології: [понад 1000 ст.] / О. В. Федоненко, Т. С. Шарамок, Н. Б. Єсіпова ; Дніпропетр. нац. ун-т ім. Олеся Гончара. — Д. : ЛІРА, 2013. — 175 с. — ISBN 978-966-383-449-8
- Іхтіологічний російсько-український тлумачний словник = Ихтиологический русско-украинский толковый словарь / Шерман І. М., Пилипенко Ю. В. — К., Видавничий дім «Альтернативи», 1999. — Іл. — 272 стор. — ISBN 966-7217-39-6
- Російсько-український тлумачний словник іхтіологічних і гідробіологічних термінів [Текст]: посібник / О. В. Федоненко [и др.] ; Дніпропетровський національний ун-т. — Д.: РВВ ДНУ, 2004. — 108 с. — Бібліогр.: с. 108.
- Словник-довідник з альгології та мікології / З. Калинець-Мамчур ; М-во освіти і науки, молоді та спорту України, Львів. нац. ун-т ім. І. Франка. — Львів: Вид-во ЛНУ, 2011. — 400 с.: іл. — (Серія «Біологічні Студії»). — — ISBN 978-966-613-821-0
- Зоологія: Словник-довідник. Поняття, терміни / Василь Степанович Талпош. — Тернопіль: Навчальна книга — Богдан, 2000. — 240 с. — ISBN 966-7520-47-1
- Систематика тварин. Зоологічний довідник: навч. посіб. / Г. П. Воловик; МОНМС України, Нац. ун-т вод. госп-ва та природокористування. — Рівне, 2011. — 138 c.
- Атлас комах України / Гусєв В. І., Єрмоленко В. М., Свіщук В. В., Шмиговський К. А. — К. : Рад. школа, 1962. — 307 с.
- Атлас комах-шкідників польових культур / В. М. Єрмоленко. — Київ: Урожай, 1984. — 126 с.
- Комахи України. Довідник / В. Козак. — Тернопіль: Підручники і посібники, 2014. — 144 с. — ISBN 978-966-07-1656-8
- Термінологічний словник анатомії птахів: навч. посіб. / Костюк В. К. [та ін.]. — Київ: Аграр Медіа Груп, 2017. — 339 с. — ISBN 978-617-646-421-1
- Термінологічний словник-довідник з ентомології, фітопатології, фітофармакології: [Навч. посіб. для студентів агр. спец. вищ. навч. закладів III—IV рівнів акредитації] / М. Д. Євтушенко, Ф. М. Марютін ; Харк. держ. аграр. ун-т ім. В. В. Докучаєва. — Х., 1998. — 201 с.
- Ссавці України: довідник-визначник / С. В. Межжерін, О. І. Лашкова. — К. : Наукова думка, 2013. — 358 с.
- Гігієна тварин. Словник-довідник з загальної гігієни / Польовий Л. В., Романенко Т. Д., Поліщук Т. В. — Вінниця: ОЦ ВДАУ, 2010. — 120 с.[11]
- Систематика четвертинних остракод України: довідник-визначник / Дикань Н. І. — К. : ІГН НАН України, 2006. — 430 с.[11]
- Вітаміни в тваринництві: довідник / Паєнок С. М., Гусак Я. С. — Львів: Каменяр, 1988. — 159 с.[12]
- Російсько-український тлумачний словник з молекулярної біології / упоряд. : М. Є. Кучеренко, О. Ю. Пащенко, І. М. Туряниця, З. Й. Фабрі. — К. : Либідь, 1995. — 440 с. — ISBN 5-325-00523-5
- Видатні вітчизняні ботаніки / П. М. Береговий, М. А. Лагутіна. — К. : Рад. школа, 1955. — 224 с. : портр. — Бібліогр. с. 219—222.
- Лісові меліорації агроландшафтів: термінол. слов. / [Гладун Г. Б., БойкоТ. О., Стрельчук Л. М.] ; Херсон. держ. аграр. ун-т, Харків. нац. аграр. ун-т ім. В. В. Докучаєва. — Вид. 3-тє, допов. — Херсон: Грінь Д. С. [вид.], 2015. — 230 с. — ISBN 978-966-930-014-0
- Українсько-англо-російський тлумачний словник з радіоекології і радіобіології / В. І. Глазко [та ін.] ; УААН. — К. : Чорнобильінтерінформ, 2001. — 396 с.

#### Будівництво, техніка, технології
- Спеціальна техніка: основні поняття, терміни та визначення: навч. посіб. / [Кобець М. В. та ін.] ; Нац. акад. внутр. справ. — К. : Аванпост-Прим, 2013. — 189 с. ; 30 см. — Авт. зазначено на обкл. — Бібліогр.: с. 179—187 (140 назв). — 300 пр. — ISBN 978-617-502-044-9
- Словник-довідник з підприємництва та економіки будівництва / А. Г. Загородній, Г. Л. Вознюк. — Львів: Вид-во Держ. ун-ту «Львівська політехніка», 1994. — 294 с. — ISBN 5-7707-6556-9
- Термінологічний словник-довідник з будівництва та архітектури / Р. А. Шмиг, В. М. Боярчук, І. М. Добрянський, В. М. Барабаш. — Л. : ЛНАУ, 2011. — 222 с. — ISBN 978-966-7407-83-4[13][14][15]
- Довідник з будівельного матеріалознавства: навч. посіб. / Л. Й. Дворкін, О. Л. Дворкін, О. М. Бордюженко ; Нац. ун-т вод. госп-ва та природокористування. — Рівне: НУВГП, 2012. — 438 с. : іл., табл., портр. ; 21 см. — Бібліогр. : с. 429—430 (33 назви). — Предм. покажч. : с. 431—438. — 150 пр. — ISBN 978-966-327-200-9.
- Термінологічний довідник у галузі мостобудування / В. М. Косяк. — Д. : Наука і освіта, 2007. — 129 с.
- Український тлумачний словник будівельних термінів / О. М. Лівінський, М. О. Лівінський, О. А. Васильковський та ін. — К. : УАН, «МП Леся», 2005. — 528 с.
- Архітектура і монументальне мистецтво: Терміни та поняття / В. І. Тимофієнко; ІПСМ АМУ. — К. : ІПСМ АМУ; Головкиївархітектура, 2002. — 472 с. — ISBN 966-96284-0-7. (онлайн-версія)
- Архітектура античного світу. Словник-довідник: навч. посіб. для студ. архітектур. спец. вищ. навч. закл. / О. І. Колодрубська. — [2-ге вид., доповн. і переробл.]. — Л. : Укр. бестселер, 2011. — 249 с. : іл. — Бібліогр. : с. 243—247 (65 назв). — ISBN 978-966-2384-15-4.
- Сучасна архітектура. Термінологічний словник / О. Ю. Криворучко. — Львів: Видавництво Львівської політехніки, 2008. — 136 с. — ISBN 978-966-553-686-4
- Словник архітектурних термінів: [в 2 т.] / О. М. Юрчук ; Нац. ун-т вод. госп-ва та природокористування. — Рівне: НУВГП, 2009. — 20 см. — Бібліогр.: с. 387—391 (83 назви).

Т. 1. — 2009. — 391 с. : іл., табл.
- Ілюстрований словник архітектурних термінів. Навчальний посібник / Т. М. Клименюк, В. І. Проскуряков, Х. І. Ковальчук. — 2-ге вид., доп. і пер. — Львів: Видавництво Львівської політехніки, 2014. — 180 с. — ISBN 978-617-607-652-0[16]
- Хто є Хто в будівництві та архітектурі: [довід.-біогр. вид. / упоряд. Болгов В. В.] ; Укр. конфедерація журналістів, Ін-т біогр. дослідж., Нац. рейтинги України, Укр. акад. геральдики, товар. знаку та логотипу, Нац. рейтинги України. — Київ: Укр. конфедерація журналістів, 2003. — 31 см.

Вип. 6. — 2013. — 174 с. : іл., портр. — Імен. покажч. : с. 169—172. — ISBN 978-966-1523-15-8
- Українські та зарубіжні будівельники: вчені, педагоги, інженери, архітектори (із історії будівельної техніки): короткий біографічний довідник / М. М. Жербін ; Київський національний ун-т будівництва і архітектури. — К. : КНУБА, 2001. — 156 с. — Альтернативна назва: Українські та зарубіжні будівельники: вчені, інженери, архітектори/ М. М. Жербін. — Бібліогр. : с. 152—155. — ISBN 966-627-029-3
- Зодчі України кінця XVIII — початку XX століть: Біогр. довідник / В. І. Тимофієнко ; Голов. упр. містобудування та архітектури київ. міської адмін. — К. : НДІТІАМ, 1999. — 477 с. — Бібліогр. : с. 437—475.
- Українсько-англійський словник термінів просторового та регіонального планування / Ю. І. Криворучко, Г. П. Петришин, О. Ю. Криворучко, Я. Ю. Криворучко, Я. О. Онуфрів, С. В. Ганець. — Львів: Видавництво Львівської політехніки, 2014. — 124 с. — ISBN 978-617-607-656-8
- Проектування та будівництво підприємств із виробництва і переробки продукції тваринництва. Словник — довідник: основна термінологія для студентів денної та заочної форми навчання за напрямком підготовки 6.090102 «Технологія виробництва і переробки продукції тваринництва» / Польовий Л. В., Яремчук О. С., Варпіховський Р. Л. Вінницький національний аграрний університет. — Вінниця, 2012.[17]
- Український тлумачний словник радіотехнічних термінів / В. К. Швидкий. — Вид. 2-ге, допов. — Львів: Простір-М, 2018. — 495 с. — ISBN 978-617-7501-74-8
- Сучасний термінологічний словник з радіофізики / уклад. Н. О. Галич [та ін.] ; ред. В. І. Григорук, П. А. Коротков. — К. : КНУ, 2006. — 612 с. — ISBN 966-8126-79-3
- Радіоекологічний термінологічний словник: Навчальне видання / О. І. Бондар, В. П. Фещенко, І. М. Гудков, В. В. Гуреля. — Житомир: Видавець О. О. Євенюк, 2018. — 254 с. (коротко про видання)
- Сучасний термінологічний словник з оптоелектроніки / В. І. Григорук, П. А. Коротков. — К. : Либідь, 2011. — 398 с. — Бібліогр.: с. 398. — ISBN 978-966-0603-6
- Матеріали електронної апаратури: російсько-український тлумачний словник (1000 термінів): навч. посібник для студ. вищих навч. закл. / О. А. Шаповал ; Інститут менеджменту та економіки «Галицька академія». — Івано-Франківськ: [б.в.], 2006. — 144 с. — Бібліогр.: с. 139.
- Словник гірничої термінології (проєкт) // Уклали Василенко П. та Шелудько Ів. — Х.: Радянська школа, 1931. — 142 с. [Електронний ресурс]. — Режим доступу: https://issuu.com/iend/docs/slovnyk_girnuchuj.
- Короткий гірничий словник / Укл. О. В. Колоколов, Т. М. Комишева, О. М. Кузьменко та ін.; Під. ред. О. В. Колоколова. — Д.: ДГІ, 1993. — 212 с.
- Гірничий словник. — Донецьк: Академія гірничих наук, 1995. — 160 с.
- Тлумачний гірничий словник / В. С. Білецький, К. Ф. Сапіцький, Б. С. Панов та ін. // за ред. В. С. Білецького. — Донецьк: Донецький державний технічний університет. — 1998. — 420 с. (електронна версія, читати онлайн, завантажити)
- Словник найуживаніших термінів гірничої справи / уклад.: О. В. Колган. — Слов'янськ, СДПУ, 2007. — 323 с.
- Довідник з гірничого обладнання дільниць вугільних і сланцевих шахт / М. М. Табаченко, Р. О. Дичковський, В. С. Фальштинський, В. Ю. Медяник ; Державний вищий навчальний заклад «Національний гірничий університет». — Дніпропетровськ: НГУ, 2012. — 429 с. — + CD. Гірничі машини: Каталог гірничо-шахтного обладнання. — ISBN 978-966-350-280-9[18]
- Тлумачний словник-довідник з автоматизації, телемеханізації та використання обчислювальної техніки для працівників газової промисловості. Основні терміни: близько 4000 термінів / уклад. В. В. Дубровський [та ін.] ; ред. М. Д. Гінзбург [та ін.]. — Х. : [б.в.], 1997. — 536 с.
- Тлумачний російсько-українсько-англійський словник з надійності газотранспортного обладнання та систем: основні терміни: понад 2500 термінів / Науково-дослідний та проектно-конструкторський ін-т автоматизованих систем управління транспортом газу «НДПІАСУтрансгаз», Українська нафтогазова академія (УНГА). Відділення «Автоматизація технологічних процесів та виробничо-господарської діяльності» ; уклад. М. Д. Гінзбург [та ін.] ; ред. А. А. Руднік. — Х. : [б.в.], 1999. — 560 с.
- Тлумачний російсько-українсько-англійський словник із протикорозійного захисту газопроводів: основні терміни: близько 2800 термінів / уклад. М. Д. Гінзбург [та ін.] ; голов. ред. А. А. Руднік. — Х. : [б.в.], 2000. — 616 с.
- Англо-російсько-український тлумачний словник: [До МЕГАмодульного навч. комплексу «Аеронавігація»] / Національний авіаційний ун-т ; уклад. В. П. Бабак [та ін.]. — К. : Книжкове видавництво НАУ, 2007. — 327 с.
- Тлумачно-термінологічний словник-довідник з нафти і газу (5-ти-мовний — українсько-російсько-англійсько-французько-німецький): у двох томах.

Т. 1: А-К. Близько 4800 статей / В. С. Бойко, Р. В. Бойко. — К. : Міжнародна економічна фундація, 2004. — 560 с.
Т. 2: Л-Я. 5831 стаття / В. С. Бойко, Р. В. Бойко. — Львів: Апріорі, Міжнародна економічна фундація, 2006. — 800 с.
- Машини та обладнання для видобування нафти і газу: довід. посіб. / Світлицький В. М., Кривуля С. В., Матвієнко А. М., Коцаба В. І. ; Публіч. АТ «Укргазвидобування», Укр. НДІ природ. газів. — Харків: Міська друк., 2014. — 351 с. : іл., табл. — 500 пр. — ISBN 978-617-619-151-3
- Глосарій технічних термінів у сфері енергоефективності та відновлюваних джерел енергії = Glossar mit Fachbegriffen aus den Bereich Enerieeffizienz und erneuerbare Energien: довід. вид. / ред. О. Масняк [та ін.] ; пер. з нім. О. Блащук. — Львів: Вид-во Львів. політехніки, 2019. — 212 с. — ISBN 978-966-941-397-0 (коротко про видання)
- Короткий довідник з теоретичної механіки: Навч. посіб. / І. П. Смерека, А. Ф. Барвінський, Б. Д. Білоус, І. В. Кузьо, Я. А. Зінько; ред. : ; Нац. ун-т «Львів. політехніка». — Л. : «Інтелект-Захід», 2001. — 239 c. — Бібліогр. : 14 назв.
- Словник термінів в галузі механіки для студентів всіх напрямів денної та заочної форм навчання / Лещенко Д. Д., Балдук П. Г., Бекшаєв С. Я., Козаченко Т. О. — Одеса: ОДАБА. — 2016. — 114 с. (читати онлайн)
- Термінологічний словник-довідник з прикладної механіки для студентів технічних напрямів підготовки [Електронний ресурс] / [О. А. Кірієнко] ; НТУУ «КПІ». — Електронні текстові дані (1 файл: 5,40 Мбайт). — Київ: НТУУ «КПІ», 2014. — 132 c. — URL: https://ela.kpi.ua/handle/123456789/7505
- Металознавство: Тлумач. слов. / М. А. Сологуб; Нац. ун-т харч. технологій. — К., 2006. — 160 c.
- Сопротивление материалов = Опір матеріалів: рус.-укр. учеб. энцикл. / В. С. Кривцов, В. И. Пустынников, Г. Л. Корнилов ; под общ. ред. Д. С. Кивы ; Нац. аэрокосм. ун-т им. М. Е. Жуковского «Харьков. авиац. ин-т». — Х. : ХАИ, 2013. — 775 c. : ил., табл. ; 31 см. — Парал. тит. л. укр. — Загл. пер., текст парал. рус., укр. — Библиогр. : с. 772—773. — 150 экз. — ISBN 978-966-662-299-3
- Термінологічний словник теплоенергетика: навчальний посібник для студентів вищих навчальних закладів / В. М. Євченко ; Мін. освіти і науки, молоді та спорту України, ДВНЗ «Приазовський державний технічний університет». — Маріуполь: ПДТУ, 2011. — 399 с. (коротко про видання)
- Російсько-український тлумачний теплоенергетичний словник: близько 3500 найпоширеніших техн. термінів з теплоенергетики та суміжних галузей науки і техніки / Й. С. Мисак [та ін.] ; заг. ред. Й. П. Мисак, М. Т. Крук. — Львів: Видавництво Національного ун-ту «Львівська політехніка», 2001. — 408 с. — (Термінологічна серія «СловоСвіт» ; № 2).
- Тлумачний російсько-українсько-англійський словник з енергетики: основні терміни: понад 3500 термінів / Українська нафтогазова академія (УНГА). Відділення «Автоматизація технологічних процесів та виробничо-господарської діяльності» ; уклад. М. Д. Гінзбург [та ін.] ; заг. ред. А. А. Руднік. — Х. : [б.и.], 1999. — 752 с. — Альтернативна назва: Енергетика (назва корінця).
- Атомна енергетика в питаннях та відповідях: довідник / Укладачі В. К. Бронніков, С. В. Барбашев, М. М. Дубовенко, І. О. Ловцова, В. І. Дудкіна. За ред. В. К. Броннікова, С. В. Барбашева. — Острог: Видавництво Національного університету «Острозька академія», 2010. — 128 с.[19]
- Глосарій технічних термінів у сфері енергоефективності та відновлюваних джерел енергії / [за ред. О. Масняка та ін.; пер з нім. О. Блащук]. — Львів: Львівська політехніка, 2019. — 212 с. — ISBN 966-941-397-0.
- Гідроаеродинамічні машини та насосні станції: конструкції, експлуатація, надійність. Словник-довідник / Гурин В. А., Євреєнко Ю. П. — Рівне: НУВГП, 2008. — 188 с.[20]
- Словник термінів у військово-технічній сфері стосовно озброєння та військової техніки / уклад. : М. І. Васьківський, С. М. Гімбер, О. О. Головін та ін. ; М-во оборони України, ЦНДІ озброєння та військ. техніки Збройних Сил України ; за заг. ред. І. Б. Чепкова. — Київ: Вид. дім Дмитра Бураго, 2015. — 616 с.
- Довідник зварника / О. Г. Биковський ; Т-во зварників України. — К. : Основа, 2014. — 442 с., [3] арк. іл. : іл., табл. ; — 500 пр. — ISBN 978-966-699-674-2
- Словник-довідник зі зварювання та склеювання пластмас / Максим Володимирович Юрженко, Анатолій Миколайович Шестопал, Володимир Леонідович Гохфельд, Микола Георгійович Кораб, Юрій Степанович Васильєв ; НАН України, Ін-т електрозварювання ім. Є. О. Патона ; за ред. Борис Євгенович Патон. — Київ: Наукова думка, 2018. — 361, [2] с. — (Проект «Наукова книга»).
- Термінологічний словник з тепломасообміну: словник / О. Д. Горбунов ; Дніпродзержин. держ. техн. ун-т (ДДТУ). — Дніпродзержинськ: ДДТУ, 2014. — 107 с. : портр. — 300 пр. — ISBN 978-966-175-101-8
- Технологія конструкційних матеріалів і матеріалознавство: словник-довідник / Василь Попович, Віталій Попович. — Л. : Світ, 2010. — 303 с. — ISBN 978-966-603-649-3
- Технології: термінологічний словник-довідник: вчителям трудового навчання (технологій) / упоряд. В. М. Бойчук, М. Ю. Кадемія, О. Ю. Пінаєва та ін.; за ред. д. пед. наук, професора P. С. Гуревича. — 2-е вид., доп. — Вінниця: ФОП Данилюк В. Г.; 2009. — 335 с.
- Інформаційно-комунікаційні технології навчання: термінологічний словник (рекомендовано МОН України лист № 1/11-3856 від 02.06.2009 р.) / М. Ю. Кадемія — Львів: Вид-во «СПОЛОМ», 2009. — 260 с.
- Український тлумачний словник електронних видань / Тетяна Киричок. — К. : НТУУ «КПІ», 2012. — 127 с., [6] арк. іл. : іл., табл. ; 22 см. — Бібліогр. : с. 126—127 (28 назв). — 1 000 пр. — ISBN 978-966-622-535-4
- Відділення механіки НАН України. Історико-біографічний довідник / Нац. акад. наук України ; [ред. О. Ю. Палкіна]. — Київ: Академперіодика, 2015. — 343 с. : портр. — ISBN 978-966-360-289-9
- Словник термінів у військово-технічній сфері стосовно озброєння та військової техніки / уклад. : М. І. Васьківський, С. М. Гімбер, О. О. Головін [та ін.] ; М-во оборони України, ЦНДІ озброєння та військ. техніки Збройних Сил України ; за заг. ред. І. Б. Чепкова. — Київ: Вид. дім Дмитра Бураго, 2015. — 616 с.
- Тлумачний словник з автоматизації виробничих процесів / С. А. Саган. — К. : Вища школа, 1997. — 220 с.
- Словник основних транспортних і суміжних термінів / Уклад. Б. І. Торопов. — К. : Державний економіко-технологічний університет транспорту, НВО ГІПРОТРАНС,2013. — 200 с.
- Термінологічний словник-довідник з трибології, надійності та нанотехнологій / [Івщенко Л. Й., Черкун В. Ю., Кубіч В. І., Черкун В. В.]; За заг. ред. Л. Й. Івщенка — Запоріжжя: ЗНТУ, 2016. — 116 с. — ISBN 978-617-529-151-1
- Термінологічний словник-довідник з трибології (український, російський, англійський): навчальний посібник / Богуслаєв В. О., Івщенко Л. Й., Кубіч В. І., Фролов М. В. ; за заг. ред. Л. Й. Івщенка — Запоріжжя: ПАТ «Мотор Січ», 2018. — 218 с. — ISBN 978-966-2906-79-0
- Словник з дистанційного зондування Землі / За ред. чл.-кор. НАН України В. І. Лялько та д-ра техн. наук М. О. Попова. — К.: СМП «АВЕРС», 2004. — 170 с.
- Англо-російсько-український тлумачний словник з комп'ютерної графіки та аналізу зображень / Укл. Р. М. Паленичка. — Львів: Червона калина, 1998. — 552 с.
- Англо-український тлумачний словник з обчислювальної техніки, Інтернету і програмування / Е. М. Пройдаков, Л. А. Теплицький; Ред. О. В. Кисла, О. В. Мірошниченко. — 2-е вид., допов. і доопрацьоване. — Київ: СофтПрес, 2006. — 824 с. — Створено за підтримки компанії «Майкрософт Україна». — ISBN 966-530-027-X
- Англо-український глосарій з нанонауки / І. С. Чекман, С. О. Радзієвська ; [худож. обкл. Перловська М. І.] = Inglish-Ukrainian Glossary of Nanoscience Terms / Ivan Chekman, Svitlana Radziievska: [навч.-метод. посіб.]. — Київ: Знання України, 2011. — 111 с. — Бібліогр. : с. 101—102. — Назва на обкл. англійською мовою. — ISBN 978-966-316-293-5
- Російсько-український тлумачний словник з технічної діагностики / О. С. Пономарьов, Л. М. Паламар. — К. : Либідь, 1996. — 103 с.
- Матеріалознавство, технологія конструкційних матеріалів і машинобудування. Українсько-англійський тлумачний словник у 2-х книгах. Книга 1 / уклад. Є. Г. Афтанділянц, О. В. Зазимко, К. Г. Лопатько, Г. М. Похиленко. — К.: НУБіП, 2017. — 618 с.
- Українсько-російський тлумачний словник сучасної загальноінженерної термінології / Є. С. Ємельянова, А. І. Клімова ; [за заг. ред. Є. С. Ємельянової]. — Харків: Цифрова друкарня № 1, 2013. — 228 с. — ISBN 978-617-7017-57-7

#### Географія, демографія, геодезія, геологія, мінералогія, картографія, землевпорядкування
- Міжнародна термінологія у сфері міграції: українсько-англійський тлумачний словник /– К.: БЛАНК-ПРЕС, 2015. — 100 с. (PDF-файл)
- Гідролого-руслознавчий словник-довідник / уклад. : О. В. Кирилюк, С. М. Кирилюк ; Чернівец. нац. ун-т ім. Юрія Федьковича. — Чернівці: Чернівец. нац. ун-т, 2013. — 51 с. : іл., табл.
- Гідролого-екологічний тлумачний словник / А. В. Яцик [та ін.] ; ред. А. В. Яцик. — К. : Урожай, 1995. — 157 с.
- Топонімічний словник-довідник Української РСР / Микола Тимофійович Янко ; Ред. А. А. Москалюк. — Київ: Радянська школа, 1973. — 179 с. — Дод. 1 л. карт. — Бібліогр. : с. 171—179.
- Топонімічний словник України: Словник-довідник / Янко М. Т. — К. : Знання, 1998. — 432 с.[21]
- Водний фонд України: Штучні водойми — водосховища і ставки: Довідник / За ред. В. К. Хільчевського, В. В. Гребеня. — К.: Інтерпрес, 2014. — 164 с.
- Географія: словник-довідник / Авт.-уклад. Ципін В. Л. — Х. : Халімон, 2006. — 175 с.
- Географія: Короткий тлумачний словник / О. О. Бейдик. — Київ: Либідь, 2001. — 192 с. — ISBN 966-06-0061-5[22]
- Словник-довідник з географії туризму, рекреалогії та рекреаційної географії / Бейдик О. О. — К. : Палітра, 1998. — 130 с.
- Географія туризму та рекреація. Словник-довідник / Смаль І. В. — Т. : Навчальна книга — Богдан, 2010. — 208 с. — ISBN 978-966-10-0281-3
- Словник-довідник учителя географії / Твердохлєбов І. Т., Таракчеєв М. Р. — К. : Радянська школа, 1981. — 136 с.[23][24][25]
- Словник-довідник учня з економічної і соціальної географії світу: навч. посіб. / П. О. Масляк, Я. Б. Олійник, А. В. Степаненко ; ред. І. Н. Гальчук. — К. : Лібра, 1996. — 328 с.
- Геоекологія: термінологічно-тлумачний словник / П. Г. Шищенко, О. П. Гавриленко. — Київ: ДІРЕКТ-ЛАЙН, 2016. — 411, [1] с. : табл. — Бібліогр.: с. 408—410 та у підрядк. прим. — ISBN 978-617-696-449-0
- Шкільний геологічний словник-довідник / А. М. Безуглий, I. Г. Співачевський. — К. : Радянська школа, 1976. — 164 с. (+12 с. з іл.)[26]
- Геологічний словник: для студентів вищих навчальних закладів / Вовк В. М. — Кіровоград: КОД, 2012. — 504 с. — ISBN 978-966-1508-92-6 (онлайн-версія)
- Словник геологічної термінології / НАН України, Ін-т енциклопедичних дослідж. — К. : Інститут енциклопедичних досліджень, 2008. — 172 с.
- Базові терміни і поняття економічної геології: навч. посіб. / В. А. Михайлов, М. М. Курило. — К. : Київський ун-т, 2015. — 527 с. — ISBN 966-439-732-9.
- Російсько-український тлумачний словник загальних геологічних термінів / Е. А. Калниня, І. М. Кульчинський // Науковий вісник Волинського національного університету імені Лесі Українки / Волинський національний університет імені Лесі Українки. — Луцьк, 2008. — № 4 : Філологічні науки. — С. 271—275. — ISSN 1729—360Х
- Мінералогічний словник / Укл. : Білецький В. С., Омельченко В. Г., Горванко Г. Д. — Маріуполь: Східний видавничий дім, 2016. — 488 с. (PDF-файл)
- Мінералогічний словник / Лазаренко Е. К., Винар О. М. — К.: Наукова думка, 1975. — 774 с.
- Систематика магматичних порід. Посібник з курсу «Петрографія» / Г. Г. Павлов, Ю. Л. Гасанов, О. В. Митрохин, О. О. Павлова — К. : ВПЦ «Київський університет», 2010. — 65 с.
- Базові терміни і поняття геотектоніки: навч. посіб. / В. А. Михайлов. — Київ: Київський ун-т, 2018. — 335 с. — ISBN 966-933-007-9.
- Короткий термінологічний словник-довідник з фізичної географії материків і океанів: Навчальний посібник / Рівне: Міжнародний економіко-гуманітарний університет — 80 с.[27]
- Топографія. Геодезія. Аерокосмічні методи дослідження Землі. Картографія: Словник-довідник / Р. Д. Бойко, Б. В. Заблоцький. Вид. друге, доповнене [укладач М. В. Потокій]. — Тернопіль, 2002. — 122 с.[28]
- Топографо-географічний словник / Лозинський В. — Львів: Видавничий центр ЛНУ імені Івана Франка, 2007. — 252 с.
- Тлумачний словник з метеорології та кліматології: навч. посіб. для студ. неметеорологічних спец. / В. І. Затула, Л. М. Титаренко ; рец. : М. М. Талерко, І. М. Щербань. — Черкаси: Видавництво ЧНУ ім. Б. Хмельницького, 2009. — 76 с.
- Словник мікротопонімів і мікрогідронімів північно-західної України та суміжних земель: у 2-х т. / упоряд. Г. Л. Аркушина ; Волинський нац. ун-т. — Луцьк: Вежа. — ISBN 978-966-600-301-3

Т. 1 : А — К. — 2006. — 536 с.
Т. 2 : Л — Я. — 2007. — 536 с. — ISBN 978-966-600-302-0
- Словник мікротопонімії Черкащини / уклад. : Т. О. Гаврилова, З. М. Денисенко. — Черкаси: Чабаненко Ю. А., 2010. — 493 с.
- Словник географічних назв / М. С. Бондарський ; пер. з вид. Учпедгізу 1954 р. — К. : Радянська школа, 1955. — 363 с.
- Словник рекреаційних термінів / Уклад. С. С. Бєляєва. — К. : Академія, 2011. — 184 c. — (Nota bene).
- Наукові постаті сучасної суспільної географії України: бібліогр. довід. / Київ. нац. ун-т ім. Тараса Шевченка ; упоряд. : Я. Б. Олійник та ін. — Київ: Прінт-Сервіс, 2014. — 80 с. : портр. ; 21 см. — 300 пр. — ISBN 978-617-7069-10-1
- Словник основних термінів землевпорядкування та кадастру / О. М. Тур, Л. В. Туровська; Кременчуц. нац. ун-т ім. Михайла Остроградського. — Кременчук: Вид-во ПП Щербатих О. В., 2012. — 140 с. — 300 пр. — ISBN 978-617-639-015-2
- Картографо-топографічний словник-довідник: [навч. посіб.] / В. В. Лозинський, Ю. М. Андрейчук ; за наук. ред. І. П. Ковальчука ; Нац. ун-т біоресурсів і природокористування України, Львів. нац. ун-т ім. Івана Франка. — Київ: НУБіП України ; Львів: ЛНУ ім. І. Франка, 2014. — 253 с. — Бібліогр. : с. 225—226. — ISBN 976-966-1633-75-8
- П'ятимовний словник основних термінів і визначень з геодезії, фотограмметрії та картографії / Крохмаль Є. М., Левицький І. Ю., Благонравіна Л. О., Харківський державний аграрний університет ім. В. В. Докучаєва. — Харків: Б.в., 1995. — 145 с.
- Соціальна географія: словник-довідник / М. І. Білецький, І. В. Ванда, Л. І. Котик. — Львів: ЛНУ імені Івана Франка, 2014. — 164 с. — ISBN 978-617-10-0133-6.
- Міжнародна термінологія у сфері міграції: українсько-англійський тлумачний словник / Міжнародна організація з міграції. — К. : БЛАНК-ПРЕС, 2015. — 100 с. — ISBN 978-966-8843-18-1[29]
- Сучасна суспільна географія України в персоналіях: бібліогр. довід. / Київ. нац. ун-т ім. Тараса Шевченка ; [упоряд.: Я. Б. Олійник, Т. В. Нич]. — Київ: Прінт-Сервіс, 2017. — 63 с. : портр. ; 21 см. — 300 пр. — ISBN 978-617-7069-48-4
- Російсько-український тлумачний словник термінів з медичної географії / О. О. Бейдик, О. М. Ліщишина; КУ ім. Тараса Шевченка. — Київ: Київський університет, 1997. — 120 с.

##### Географія. Словники-перекладачі
- Російсько-український тлумачний словник термінів з медичної географії / Бейдик О. О., Ліщишина О. М. — К. : РВЦ «Київський університет», 1997. — 119 с.
- Російсько-український етимологічно-тлумачний словник фізико-географічних термінів / О. О. Кисельова, Ю. О. Кисельов ; Луганський національний педагогічний ун-т ім. Тараса Шевченка, Луганський відділ Українського географічного товариства. — Луганськ: Альма-матер, 2007. — 192 c.
- Українсько-російський словник термінів і понять з географії туризму і рекреаційної географії / Бейдик О. О. — К. : РВЦ «Київський університет», 1997. — 300 с.

#### Дизайн
- Дизайн: Словник-довідник / За ред. М. І. Яковлєва; Упоряд. : Ю. О. Іванченко та ін. Ін-т проблем сучасн. мист-ва НАМ України. — К. : Фенікс., 2010. — 382 с.
- Дизайн і реклама: ілюстрований глосарій (основні терміни та поняття). 2-ге вид., випр. і доповн. / Прищенко С. В. — Київ: Видавничий дім «Кондор», 2020. — 208 с.
- Дизайн середовища: словник-довідник / Ірина Станіславівна Рижова, Володимир Федорович Прусак, Станіслав Павлович Мигаль, Наталія Олександрівна Рєзанова ; за ред. Ірина Станіславівна Рижова. — Львів: Простір-М, 2017. — 323 с., [14] с. іл. : порт. (Коротко про видання)
- Довідник сучасного ландшафтного дизайнера: для студентів спеціальності 8.09010303 «Садово-паркове господарство» за освітньо-кваліфікаційним рівнем «Магістр», напряму підготовки 6.090103 «Лісове та садово-паркове господарство» / Прокопчук В. М., Циганський В. І., Монарх В. В., Матусяк М. В. Вінницький національний аграрний університет. — Вінниця, 2016.[30]
- Термінологічний словник-довідник фахівця з садово-паркового будівництва і ландшафтної архітектури / С. В. Роговський ; Білоцерків. нац. аграр. ун-т. — Київ: КНТ, 2018. — 139 с.

#### Екологія
- Еколого-економічний тлумачний словник-довідник / А. В. Толстоухов [та ін.] ; Європейський ун-т. — К. : Видавництво Європейського ун-ту, 2003. — 256 с.: рис.
- Екологія. Охорона природи: Словник-довідник / М. М. Мусієнко, В. В. Серебряков, О. В. Брайон. — К. : Знання, 2002. — 550 с.[31]

Екологія. Охорона природи: словник-довідник / М. М. Мусієнко, В. В. Серебряков ; рец. : С. А. Мороз. — К. : Знання, 2007. — 624 с.
- Екологія: тлумачний словник / М. М. Мусієнко, В. В. Серебряков, В. О. Брайон. — К. : Либідь, 2004. — 376 с. — Парал. назв. рос. мовою. — ISBN 966-06-0331-2
- Екологічна безпека: термінологічний словник-довідник / Кушерець В. І., Хилько М. І. — К. : Знання України, 2006. — 144 с.
- Екологія: короткий навчальний словник-довідник / Бедрій Я. І., Піча В. М. — Львів: Магнолія 2006, 2009. — 241 с.
- Природничо-екологічний тлумачний словник для вчителів і студентів: навч. посібник / уклад. О. А. Біда, Т. П. Кучай ; Уманський держ. педагогічний ун-т ім. Павла Тичини. — Умань: Софія, 2007. — 124 c.
- Українсько-російський екологічний тлумачний словник: близько 2 400 термінів і понять / пер. В. М. Копоруліна ; упоряд. А. М. Котляр. — Х. : Факт, 2005. — 336 с. — (Словник фахівця).
- Українсько-російський тлумачний словник еколого-гігієнічних термінів / Нац. ун-т біоресурсів і природокористування України ; уклад. М. О. Захаренко [та ін.]. — Київ: Центр учб. літ., 2020. — 775 с.
- Глосарій з моніторингу та охорони довкілля : 6000 слів і термінологічних словосполучень / С. Б. Проценко, В. А. Ковальчук. — Рівне: ВАТ «Рівненська друкарня», 2003. — 496 с. — ISBN 966-7358-42-9
- Тлумачний словник із сільськогосподарської екології / Укладачі: Л. Л. Товажнянський, Г. І. Гринь, А. А. Лісняк та інші. — Харків: НТУ «ХПІ». — 2009. — 220 с.
- Екологія: словник-довідник поширеної термінології: навч. посіб. для студ. вищ. навч. закл. / П. І. Мороз, І. С. Косенко. — Умань: УДАУ, 2003. — 278 с.
- Словник-довідник з екології / Є. М. Кондратюк, Г. І. Хархота. — К. : Урожай, 1987. — 159 с.
- Словник-довідник з екології: навчально-методичний посібник / укл. О. Г. Лановенко, О. О. Остапішина. — Херсон: ПП Вишемирський В. С., 2013. — 226 с. (PDF-файл)
- Екологія для всіх: словник-довідник / Р. Ю. Ільєнко. — К. : Центр навчальної літератури, 2006. — 156 с.
- Словник термінів з питань екології та безпеки життя і діяльності: навч. посіб. / Г. Г. Філіпчук; за ред. Б. Г. Чижевського, І. Б. Жиляєва. — Чернівці: Зелена Буковина, 2003. — 752 с.
- Довідник з охорони природи в сільському і лісовому господарстві / Ю. С. Шемшученко, В. Л. Мунтян, М. І. Малишко та ін. — К. : Урожай, 1981. — 168 с.
- Біоіндикація: словник-довідник / Олена Василівна Барабаш ; Нац. транспортний ун-т. — Київ: НТУ, 2017. — 91 c.
- Радіобіологічний та радіоекологічний термінологічний словник / Кушнір С. Л. Вінницький національний аграрний університет. — Вінниця, 2014.[32]
- Українсько-англійсько-російський тлумачний словник з радіології та радіологічного захисту: понад 1000 термінів / Ю. В. Бездробний [та ін.] ; НАН України, Ін-т фізики, Ін-т теорет. фізики ім. М. Боголюбова. — К. : [б.в.], 2007. — 320 c. — Бібліогр.: с. 316—318.
- Українсько-англо-російський тлумачний словник з радіоекології, радіобіології / В. І. Глазко, Ю. О. Іванов, Т. Т. Глазко, А. М. Архіпов. — К. : Чорнобильінтерінформ, 2001. — 395 с.
- Гідролого-екологічний тлумачний словник / А. В. Яцик [та ін.] ; ред. А. В. Яцик. — К. : Урожай, 1995. — 157 с.
- Екологія та неоекологія. Термінологічний українсько-російський словник-довідник / Некос А. Н. — Вид. 2-ге доп. та перероб. — Х. : ХНУ імені В. Н. Каразіна, 2007. — 379 с.[33]
- Словник рекреаційних термінів / уклад. С. С. Бєляєва ; наук. ред. О. І. Бондар. — К. : Академія, 2011. — 184 с.
- Словник-довідник сучасних екологічних та природоохоронних термінів / [укл. Гончаренко Г. Є., Совгіра С. В.]. — К. : Наук. світ, 2010. — 67 с. (PDF-файл)
- Англійсько-український словник-довідник інженерії довкілля: близько 15000 термінів / уклад. Т. Балабан. — Львів: Львівська політехніка, 2000. — 400 с. — (Термінографічна серія СловоСвіт ; № 1). — ISBN 966-553-164-6. (Інформація про видання)
- Англо-український тлумачний словник термінів і термінологічних скорочень з екології та охорони довкілля / уклад. М. О. Клименко [та ін.] ; Рівненський держ. технічний ун-т. — Рівне: [б.в.], 2001. — 338 с.
- Тлумачний російсько-українсько-англійський словник з екології: основні терміни: Близько 3 500 термінів / уклад. М. Д. Гінзбург [та ін.] ; ред. А. А. Руднік ; Національна акціонерна компанія «Нафтогаз України», Українська нафтогазова академія (УНГА). Відділення «Автоматизація технологічних процесів та виробничо-господарської діяльності». — Х. : [б.в.], 2000. — 736 с.

##### Червона книга
- Червона книга України. Рослинний світ: довідникове видання / Ред. Ю. Р. Шеляг-Сосонка. — К. : Укр. енциклопедія ім. М. П. Бажана, 1996. — 608 с. : іл. — ISBN 5-88500-064-6[34][35]
- Червона книга України. Тваринний світ / За заг. ред. М. М. Щербака. — К. : Українська енциклопедія, 1994. — 464 с. — ISBN 5-88500-064-6[36][37][38]

#### Економіка
- Фінансовий словник / А. Г. Загородній, Г. Л. Вознюк, Т. С. Смовженко. — Львів: Вид-во Держ. ун-ту «Львівська політехніка», 1996. — 2-ге вид., випр. та допов. — Львів: Центр Європи, 1997. — 3-тє вид., випр. та допов. — К. : Знання, КОО, 2000. — 4-е вид., випр. та доп. — К. ; Л. : Знання ; К. ; Л. : ЛБІ НБУ, 2002. — 567 с. — ISBN 966-7330-42-7. — ISBN 966-620-103-8
- Фінансово-економічний словник / Загородній А. Г., Вознюк Г. Л. — Львів: Видавництво Національного університету «Львівська політехніка», 2005. — 714 с.
- Фінансово-економічний словник / Загородній А. Г., Вознюк Г. Л. — К.: Знання, 2007. — 1072 с.

Фінансово-економічний словник / Загородній А. Г., Вознюк Г. Л. — 3-тє вид., випр. і доп. — Львів: Видавництво Національного університету «Львівська політехніка», 2011. — 844 с. — ISBN 978-617-607-139-6
- Фінансово-інвестиційний словник: навч. посіб. / Б. А. Карпінський, О. В. Герасименко. — Л. : Магнолія Плюс, 2006. — 304 с.
- Інвестиційний словник: Навч. посібник / Загородній А. Г., Вознюк Г. Л., Партин Г. О. — Львів: Видавництво «Бескид Біт»,2005. — 512 с. — ISBN 966-8450-17-5
- Політичний і фінансово-економічний словник. Понад 3000 термінів, понять, імен / Сліпушко О. — К. : Криниця, 1999. — 390 с. — ISBN 966-7575-05-5
- Фінанси. Бюджет. Податки: національна та міжнародна термінологія: у 3 т. / за ред. Т. І. Єфименко, А. І. Мярковського ; Держ. навч.-наук. установа «Акад. фінанс. упр.». — Вид. 2-ге, перероб. й допов. — Київ: Акад. фінанс. упр., 2013. — 27 см. — ISBN 978-966-2380-65-1

Т. 1 / П. М. Леоненко, В. Д. Базилевич, В. В. Білоцерківець та ін. — 727 с. : іл. — Авт. зазначено на звороті тит. арк. — Бібліогр. в кінці ст. — Алф. покажч. : с. 719—727. — 300 пр. — ISBN 978-966-2380-66-8
Т. 2 / В. П. Кудряшов, Н. І. Атамась, В. Д. Базилевич та ін. — 2013. — 661 с. : табл. — Авт. зазначено на звороті тит. арк. — Бібліогр. в кінці ст. — Алф. покажч. : с. 647—661. — 300 пр. — ISBN 978-966-2380-69-9
Т. 3 / Ю. Б. Іванов, З. С. Варналій, В. П. Вишневський та ін. — 663 с. : іл., табл. — Авт. зазначено на звороті тит. арк. — Бібліогр. в кінці ст. — Алф. покажч. : с. 649—663. — 300 пр. — ISBN 978-966-2380-68-2
- Фінанси: термінологічний словник: навчальний посібник / Б. А. Карпінський, Т. Б. Шира. — Київ: Професіонал, 2008. — 603 с. : табл. — Бібліогр. : с. 591—603 (137 назв). — ISBN 978-966-370-094-6
- Управління фінансами: словник-довідник юридичних термінів / Д. I. Котельніков, М. Д. Нестеренко. — Київ: Кондор, 2009. — 160 с. — ISBN 978-966-351-253-2
- Управління людськими ресурсами: понятійно-термінологічний словник. Навчальний посібник для ВНЗ / За ред. Щокіна Г. В., Антонюка О. В., Головатого М. Ф. — К. : МАУП, 2006. — 496 с.
- Управління підприємством: словник-довідник юридичних термінів / Котельніков Д. І., Нестеренко А. В. — К. : Кондор, 2009. — 228 с.
- Публічне управління та адміністрування: словник-довідник / Укладачі: Руденко О. М., Шершньова О. В., Бакуменко В. Д., Філіпова Н. В., Ткаленко Н. В. — К. : Кондор-Видавництво, — 2016. — 178 с. (PDF-файл)
- Словник нормативних термінів з фінансового контролю / Верига Ю. А., Соболь Г. О. — К. : ЦУЛ, 2014. — 168 с.
- Генеза ринкової економіки (політекономія, мікроекономіка, макроекономіка, економічний аналіз, економіка підприємства, менеджмент, маркетинг, фінанси, банки, інвестиції, біржова діяльність, планування): Терміни. Поняття. Персоналії: Навч. екон. слов.-довід. для студ. вищ. закл. освіти усіх рівнів акредитації / ред. : Г. І. Башнянин, В. С. Іфтемічук. — Л. : Магнолія плюс, 2004. — 682 c.
- Словник-довідник термінів з організації управління, економіки та фінансування у сфері охорони здоров'я / ДУ «Укр. ін-т стратег. дослідж. МОЗ України» ; [уклад. : Слабкий Г. О., Дудник С. В.]. — Київ: [б. в.], 2016. — 156 с. — Бібліогр. : с. 156. — 50 пр.
- Довідник базових термінів і понять з мікроекономіки / Слухай С. В. — К. : Аграр Медія Груп, 2015. — 374 с.
- Словник фінансово-правових термінів / за заг. ред. д. ю.н., проф. Л. К. Воронової. — 2-ге вид., переробл. і доповн. — К. : Алерта, 2011. (PDF-файл)
- Словник-довідник фінансового ринку / Фещенко В. В., Резнікова О. О., Романченко О. В., Новошинська Л. В., Стасюк Ф. Ф. — К. : УАФР, 2005. — 324 с.[39]
- Ринок фінансових послуг: Термінологічний словник: підруч. для студ. вищ. навч. закл. / А. Г. Загородній, Г. Л. Вознюк. — Л. : Бескид Біт, 2008. — 543 с.
- Геоекономічна політика України в термінах та іменах: словник-довідник / Розпутенко І. — К. : НАДУ, 2011. — 228 с. — ISBN 978-966-619-303-5[40]
- Економічний словник-довідник/ За ред. С. В. Мочерного. — Київ: Феміна, 1995. — 368 с.[41]
- Економічний словник / Й. С. Завадський, Г. В. Осовська, О. О. Юшкевич. — К. : Кондор, 2006. (PDF-файл)
- Економічний словник: наук. вид. / Г. В. Осовська. — К. : Кондор, 2007. — 358 с.
- Економіка від А до Я: понят.-термінол. слов. / О. В. Куроченко, М. А. Копнов, В. П. Сладкевич, А. Д. Чернявський, А. С. Шнипко, Л. М. Берестецька; Міжрегіон. акад. упр. персоналом. — К. : Вид. дім «Персонал», 2008. — 368 c.
- Економічний словник. Тлумачно-термінологічний / Конопліцький В. А., Філіна Г. І. — К. : КНТ, 2007. — 580 с. — ISBN 978-966-373-266-4
- Економічний термінологічний словник-довідник: економіка, фінанси, менеджмент / [уклад.: Бабенко А. Г. та ін. ; за заг. ред. С. А. Корнієнка, В. Я. Олійника] ; Дніпропетров. держ. фін. акад. — Дніпропетровськ: ДДФА, 2013. — 460 с. — ISBN 978-966-8866-78-4
- Словник термінів з менеджменту / [розроб.: Бідняк М. Н. та ін.] ; Нац. трансп. ун-т. — Київ: НТУ, 2016. — 192 с. : табл.
- Словник термінів з менеджменту, маркетингу і товарознавства у фармації та біотехнології для студентів Інституту хімії та хімічних технологій базових напрямів 6.051401 «Біотехнологія», 6.120201 «Фармація» / М-во освіти і науки, молоді та спорту України, Нац. ун-т «Львів. політехніка» ; [уклад.: Д. Б. Баранович, А. М. Кричковська, Л. Р. Журахівська, Л. І. Лубенець, О. В. Швед, І. І. Губицька, В. П. Новіков]. — Л. : Вид-во Львів. політехніки, 2012. — 128 с.
- Словник сучасного маркетингу / О. Ю. Могилевська, Л. В. Романова, О. М. Скиба ; Київ. міжнар. ун-т. — Київ: КиМУ, 2018. — 213 с. — Бібліогр.: с. 204—210.
- Ринкова економіка: основні терміни, поняття і визначення. Навчальний економічний словник в 2-х томах / Агєєв Є. Я., Піча С. В. — Львів: Новий світ-2000, 2011. — 506/500 с.
- Короткий тлумачний словник митника / Донецький держ. ун-т економіки і торгівлі ім. М.Туган-Барановського. Кафедра українознавства ; уклад. І. Х. Баширов [та ін.]. — Донецьк: ДонДУЕТ, 2003. — 245 с.
- Тлумачний митний словник-довідник: близько 1400 термінів, визначень і понять / О. П. Петров. — О. : Пласке ЗАТ, 2005. — 591 с.
- Страхування: Довід. / В. Й. Плиса; Львів. нац. ун-т ім. І.Франка. — Л., 2001. — 197 c. — Бібліогр. : 41 назва.
- Страхування: термінологічний словник / А. Г. Загородній, Г. Л. Вознюк. — Л. : Бескид Біт, 2002. — 103 с.
- Зовнішньоекономічна діяльність: Термінологічний словник / Загородній А., Вознюк Г. — К. : Кондор, 2007. — 168 с. — ISBN 966-351-077-3
- Зовнішньоекономічний словник-довідник / Батрименко В. В., Борисов С. В., Відякіна М. М., Вовк І. Г. / За ред. Філіпенка А. С. — К. : Академія, 2009. — 248 с.
- Економічний словник: банківська справа, фондовий ринок (українсько-англійсько-російський тлумачний словник) / Л. М. Алексеєнко, В. М. Олексієнко, А. І. Юркевич. — Київ: Максимум, Економічна думка, 2000. — 592с. — ISBN 966-7411-79-6
- Цінні папери. Фондовий ринок: термінологічний словник / А. Г. Загородній, Г. Л. Вознюк. — 2.вид., випр. та доп. — Л. : БаК, 1999. — 166 с. — (Бібліотечка фінансиста). — ISBN 966-7065-26-Х
- Економічний тлумачний словник: понятійна база законодавства України у сфері економіки / Гордієнко К. Д. — 2-ге вид., перер. та доп. — Київ: КНТ, 2007. — 360 с. — ISBN 978-966-373-307-4
- Економічний тлумачний словник: власність, приватизація, ринок цінних паперів: (українсько-англійсько-російський): навчальний посібник для студентів / Л. М. Алексеєнко, В. М. Олексієнко. — Тернопіль: Астон, 2003. — 672 с. — ISBN 966-308-031-0
- Тлумачний словник економіста / С. М. Гончаров, Н. Б. Кушнір. — К. : Центр учбової літератури, 2009. — 268 с. — ISBN 978-966-364-783-8[42]
- Економічний тлумачний словник. Понятійна база законодавства України у сфері економіки / упорядкув. : Д. Д. Гордієнко. — К. : КНТ, 2006. — 307 с.
- Економіко-правовий глосарій / за ред. Поляк О. В. [та ін.] ; ПрАТ "ВНЗ «Міжрегіон. акад. упр. персоналом», Чернівец. філія. — Чернівці: Букрек, 2014. — 162, [1] с. : табл. ; 15х21 см. — Бібліогр. : с. 132—155 (217 назв) та в тексті. — Алф. показник глосарію: с. 156—162. — 300 пр. — ISBN 978-966-399-569-4
- Податки, збори, обов'язкові платежі. Термінологічний словник. Вид. 2-е, виправлене та доповнене / Загородній А. Г., Вознюк Г. Л. — Львів: Національний університет «Львівська політехніка» (Інформаційно-видавничий центр «Інтелект+» Інституту післядипломної освіти), «Інтелект-Захід», 2003. — 192 с. — ISBN 966-7597-35-0
- Податки: словник-довідник: навч. посіб. / Б. А. Карпінський, Н. С. Залуцька, О. Б. Карпінська. — К. : ВД «Професіонал», 2008. — 464 с. — ISBN 978-966-370-073-1
- Податки у термінах і визначеннях. Короткий словник-довідник податківця / К. : ІВЦ ДПА України, 2008. — 736 с. — ISBN 978-966-1609-02-9
- Податки. Оподаткування. Податкове планування: Термінологічний словник / А. Г. Загородній, Г. Л. Вознюк, Л. М. Лучишин, В. Я. Оліховський. — Львів: ЗУКЦ, 2017. − 512 с. − ISBN 978-617-655-157-7
- Економіка країн світу: Довідник / Є. Ф. Ростов. — К. : НВП «Картографія», 1998. — 383 с.
- Інтелектуальна власність: словник-довідник: у 2-х т. : Т. 1 : Авторське право і суміжні права / укл. В. С. Дроб'язко, Р. В. Дроб'язко ; ред. О. Д. Святоцький, В. С. Дроб'язко ; Державне патентне відомство України. — К. : Видавничий Дім «Ін Юре», 2000. — 356 с. — ISBN 966-7752-06-2
- Інтелектуальна власність: словник-довідник: у 2-х т. : Том 2. Промислова власність / За ред. О. Д. Святоцького, В. Л. Петрова. Уклад. : Г. П. Добриніна, А. В. Кочеткова, Н. І. Мова та ін. — К. : Видавничий Дім «Ін Юре», 2000. — 272 с. — ISBN 966-7752-03-8[43][44]
- Реклама: словник термінів / Всеукраїнський фонд сприяння розвитку книговидання та преси ; підгот. Р. Г. Іванченко. — К., 1998. — 207 с. — ISBN 966-7288-43-9
- Бухгалтерський словник: словник / Ф. Ф. Бутинець, Н. Г. Виговська, С. В. Івахненков та ін.; за ред. Ф. Ф. Бутинця. — Житомир: Рута, 2001. — 221 с.
- Бухгалтерський облік і аудит. Термінологічний українсько-російсько-англійський словник: навч. посіб. / Ю. А. Верига, В. Л. Іщенко, Т. В. Гладких та ін. — К. : «Центр учбової літератури», 2012. — 292 с. — ISBN 978-617-673-102-3
- Облік і аудит: Термінол. слов. / А. Г. Загородній, Г. Л. Вознюк, Г. О. Партин. — Л. : Центр Європи, 2002. — 671 c. — Бібліогр. : 60 назв. — ISBN 966-7022-30-7
- Облік і аудит: термінологічний словник / А. Г. Загородній, Г. Л. Вознюк, Г. О. Партин, Л. М. Пилипенко. — 2-ге вид., доопр. та доп. — Львів: Видавництво Львівської політехніки; ПП. НВФ «Біарп», 2012. — 632 с. — ISBN 978-617-607-294-2
- Облік, контроль та аналіз: словник-довідник. Навчальний посібник для ВНЗ / Пилипенко І. І., Пантелєев В. П., Шевчук В. О. та ін. За ред. Пантелеєва В. П., Шевчука В. О. — К. : Бізнес Медіа Консалтинг, 2011. — 368 с.
- Шахрайство на фінансовому ринку. Практичний посібник з протидії / К. : Укр. агентство фін. розвитку, 2011 р. — 424 c.[45]
- Словник-довідник маркетингової термінології: навч. посіб. для студ. вищ. навч. закл. / А. П. Загнітко, Д. П. Шапран, І. Х. Баширов ; Донец. нац. ун-т економіки і торгівлі ім. М. Туган-Барановського, Каф. українознав. — Донецьк: ДонНУЕТ, 2011. — 160 с.
- Торгівля, маркетинг, реклама: термінологічний словник / Загородній А. Г., Вознюк Г. Л., Комарницький І. М. — Львів: Вид-во Львівської політехніки, 2011. — 312 с. — ISBN 978-617-607-066-5
- Акції. Акціонерні товариства: термінологічний словник / А. Г. Загородній, Г. Вознюк. — К. : Кондор, 2007. — 84 с.
- Біржа, біржові операції: термінологічний словник / Загородній А. Г., Вознюк Г. П. — К. : Алерта, 2008. — 186 с. — ISBN 978-966-8533-77-8
- Тлумачний словник термінів біржової торгівлі та біржове законодавство України / Берлач А. І. — К. : Ун-т «Україна», 2007. — 185 с.
- Менеджмент та маркетинг у громадському харчуванні. Тлумачний термінологічний словник / Ковальчук Т. І. — К. : ЦУЛ, 2008. — 208 с.
- Податковий кодекс. Коментарі до термінів: коментарі до базових термінів Податкового кодексу, ексклюзивні роз'яснення держорганів щодо термінів, не визначених Податковим кодексом, але вживаних у ньому / Тихонов С. — Х. : Фактор, 2011. — 272 с.
- Швейне виробництво та матеріалознавство: словник / Лазур К. Р., Олійник Т. М. — Львів: Новий світ-2000, 2012. — 248 с.
- Просторова організація систем послуг: словник-довідник / Стадницький Ю. І., Мальська М. П. — К. : ЦУЛ, 2013. — 270 с.
- Тлумачний словник кулінара. Навчальний посібник / Висоцька Л. Є., Страцинська І. А. За заг. ред. Радкевич В. О. — Львів: Новий світ-2000, 2009. — 416 с.
- Соціальна термінологія: слов.-довід. / П. М. Василенко, В. С. Васильченко, В. М. Галицький, П. В. Швець. — К. : Знання України, 2007. — 367 c. — ISBN 978-966-316-203-4
- Словник-довідник соціального працівника: Навч. посіб. / П. М. Василенко, В. С. Васильченко, В. М. Галицький; Ін-т підгот. кадрів держ. служби зайнятості України. — К., 2007. — 321 c.
- Словник-довідник з підприємництва та економіки будівництва / А. Г. Загородній, Г. Л. Вознюк. — Львів: Вид-во Держ. ун-ту «Львівська політехніка», 1994. — 294 с. — ISBN 5-7707-6556-9
- Гроші. Валюта. Валютні цінності: Термінологічний словник / Загородній А. Г., Вознюк Г. Л. — Львів: БаК, 2000. — 184 с.
- Інвестиції: термінологічний словник / Карпінський Б. А., Шира Т. Б. — К. : Видавничий дім «Професіонал», 2009. — 464 с.
- Словник-довідник з питань управління проектами/ Бушуев С. Д. Украинская ассоциация управления проектами. — К. : Издательский дом «Ділова Україна», 2001. — 640 с.

##### Банки і банківська діяльність
- Словник банківських термінів. Банківська справа: термінологічний словник / А. Загородній, О. Сліпушко, Г. Вознюк, Т. Смовженко. — К. : Аконіт, 2000. — 605 с. — (Нові словники). — ISBN 966-7173-17-8
- Кредитування: термінологічний словник / А. Г. Загородній, Г. Вознюк, Г. Партин. — К. : Кондор, 2007. — 168 с. — ISBN 978-966-351-085-9
- Вексельні, акредитивні та карткові операції комерційних банків України: Практичний посібник / К. : УАФР, 2003. — 242 с.[46]
- Вексель. Вексельний обіг: термінологічний словник / А. Г. Загородній [и др.]. — 2. вид., випр. і доп. — Л. : Центр Європи, 1999. — 43 с. — ISBN 966-7022-28-5
- Міжнародний банківський бізнес: базові категорії, поняття, терміни. Навчальний посібник / Віднійчук-Вірван Л. А. — Львів: Магнолія 2006, 2011. — 312 с.

##### Безпека життєдіяльності
- Безпека життєдіяльності. Короткий термінологічний словник-довідник / Бедрій Я. І., Піча В. М. — Львів: Магнолія 2006, 2015. — 217 с.
- Безпека життєдіяльності. Словник-довідник / Зеркалов Д. В. — К. : Основа, 2011. — 168 с.[47]
- Безпека життєдіяльності: словник-довідник: для студентів ОКР «Бакалавр» напрямів підготовки «Харчові технології та інженерія», «Машинобудування», «Агрономія» / Шаманська О. І., Кормановський С. І., Спірін А. В., Рудницький Б. О. Вінницький національний аграрний університет. — Вінниця, 2014.[48]
- Словник термінів і понять з безпеки життєдіяльності: навч. посіб. для студ. вищ. навч. закл. всіх спец. / М. М. Ярошевський, В. М. Ярошевська, Д. М. Диновський. — К. : Професіонал, 2004. — 256 с.
- Цивільний захист: пожежно-рятувальна справа: ілюстрований словник-довідник / М. М. Козяр, А. А. Шадрін, І. М. Кочан. — Львів: Сполом, 2006. — Ч.1. — 568 с.

##### Матеріалознавство
- Матеріалознавство (понад 10 000 терм.): тлумачний словник в 2-х томах для технічних спеціальностей ВНЗ / Криль Я. А., Флюнт О. Р., Криль Г. В. За ред. Криля Я. А. — Львів: Новий світ-2000, 2011. — 432/448 с.
- Словник-довідник текстильних матеріалів / Яценко Ю. М. — Київ : Київ. нац. торг.-екон. ун-т., 2007. — 240 c.[49]
- Тлумачний словник з матеріалознавства та текстильних виробництв / Слізков А. М., Луцик Р. В. — Київ: Арістей, 2004. — 304 с. — ISBN 966-8458-13-3. Режим доступу: https://er.knutd.edu.ua/handle/123456789/12363 [50]

##### Туризм
- Релігійний туризм: термінол. слов.-довід. / [авт.-упоряд. Т. І. Божук]. — Львів: Укр. бестселер, 2010. — 152 с. : іл. — Бібліогр. : с. 133—135 (56 назв). — ISBN 978-966-2384-04-8
- Словник-довідник з географії туризму, рекреалогії та рекреаційної географії / Бейдик О. О. — К. : Палітра, 1998. — 130 с.
- Словник-довідник зі спортивного туризму та активної рекреації / Олександр Васильович Колотуха. — Кропивницький: Александрова М. В., 2018. — 217 с.
- Спортивний туризм: довідник / Войтенко С. М., Совик Л. А., Ковбій Н. М. Вінницький національний аграрний університет. — Вінниця, 2012.
- Туристський словник-довідник: Навч. посіб. / уклад. : В. К. Федорченко, І. М. Мініч; Київ. ін-т туризму, економіки і права. — К. : Дніпро, 2000. — 155 c.

##### Економіка. Словники-перекладачі
- Англо-український тлумачний словник економічної лексики = English-Ukrainian explanatory dictionary of economic terms / Анна Шимків. — Київ: КМ Академія, 2004. — 429 с. — ISBN 966-518-293-5
- Українсько-російсько-англійсько-німецький тлумачний та перекладний словник термінів ринкової економіки / уклад. А. С. Д'яков [та ін.] ; ред. Т. Р. Кияк. — К. : Обереги, 2001. — 622 с.

#### Інформатика, кібернетика, робототехніка
- Інформатика та обчислювальна техніка: короткий тлумачний словник / За ред. проф. В. П. Гондюла. — Київ: Либідь, 2000. — 320 с. — ISBN 966-06-0079-8
- Тлумачний словник з інформатики / Г. Г. Півняк, Б. С. Бусигін, М. М. Дівізінюк та ін. — Дніпропетровськ, Нац. гірнич. ун-т, 2010. — 600 с. — ISBN 978-966-350-087-4[51][52]

##### Інформатика, кібернетика, робототехніка. Словники-перекладачі
- Англо-український тлумачний словник з обчислювальної техніки, Інтернету і програмування / Е. М. Пройдаков, Л. А. Теплицький; Ред. О. В. Кисла, О. В. Мірошниченко. — 2-ге вид., допов. і доопрацьоване. — Київ: СофтПрес, 2006. — 824 с. — Створено за підтримки компанії «Майкрософт Україна». — ISBN 966-530-027-X
- Новий російсько-український-англійський тлумачний словник з інформатики: Основні терміни: близько 3300 термінів / За ред. М. Д. Гінзбурга; Укл. Гінзбург М. Д., Білоусова Л. І., Корніловська І. М. та інші. — Харків: Корвін, 2002. — 656 с. — ISBN 966-7930-01-7
- П'ятимовний тлумачний словник з інформатики / Р. В. Іваницький, Т. Р. Кияк. — К. : [б.в.], 1995. — 372 с.

#### Історія
- Ім'я вашого міста: Походження назв міст і селищ міського типу Української РСР. / Кругляк Ю. М. — К. Наукова думка, 1978.[53][54]
- Історія міст і сіл УРСР[55][56]
- Історія Академії наук УРСР / Редколегія: Б. Є. Патон (голов. ред.) та ін. — К. : Наук. думка, 1982.
- Українці: Історико-етнографічна монографія: У 2 кн. / За ред. А. Пономарьова — Опішне : Українське народознавство, 1999. ISBN 966-7322-03-3
- Ілюстрований словник-довідник з воєнної історії України / М. М. Верховський, А. Г. Морозов. — Сміла: Тясмин, 2009. — 440 с.
- Голокост в Україні (1941—1944): словник-довідник / Український центр вивчення історії Голокосту. — К. : Сфера, 2009. — 100 с.
- Українська еміграція: Культурна праця української еміграції між двома світовими війнами: 1919—1939 / С. Наріжний. Ч. 1. Прага, 1942 (2-ге вид. — Львів—Кент—Острог, 2008). (PDF 1-ї частини)[57]

Українська еміграція: Культурна праця української еміграції, 1919—1939: Матеріали, зібрані С. Наріжним до частини другої / С. Наріжний; Редкол. : Федорук О. (голова) та ін.; Упоряд. : Яковлева Л. (керівник) та ін. ; Нац. коміс. з питань повернення в Україну культур. цінностей при Кабінеті Міністрів України та ін. — Київ: Вид-во ім. Олени Теліги, 1999. — 272 с. : іл. — 1000 екз. — 24 см.
- Світова історія XIX—XX століття: Словник / І. З. Підкова, О. Джеджора; В.о. Львів. нац. ун-т ім. І. Франка. Ін-т істор. досліджень. — Львів: ЛНУ ім. І. Франка, 2000. — 368 с. — ISBN 966-02-1610-6
- Короткий історичний довідник: (поняття, події, терміни, персоналії) / Я. Й. Малик, В. В. Павлюк ; Львів. регіон. ін-т держ. упр. Нац. акад. держ. упр. при Президентові України, Нац. ун-т «Острог. акад.». — Львів: ПАІС, 2009. — 475 с. — ISBN 978-966-1585-33-0
- Словник-довідник з археології / За ред. Н. О. Гаврилюка. — Київ: Наукова думка, 1996. — 430 с.[58]
- Історія країн світу: довідник / І. І. Дахно. — К. : Центр учбової літератури, 2007. — 816 с.
- Словник-довідник з історії: навч. посіб. / Г. К. Базильчук; Міжрегіональна академія управління персоналом. — К. : МАУП, 2005. — 368 с.[59]
- Історична наука: термінологічний і понятійний довідник / Ред. В. М. Литвин. — K. : Вища школа, 2002. — 430 c. — ISBN 966-642-073-2 (PDF-файл)[60][61]
- Словник історичних термінів і понять / І. С. Мартинова. — Х. : Прапор, 2011. — 288 с. — ISBN 966-1643-19-1
- Малознані українські історичні терміни, слова та словосполучення: тлумачний словник / [зібрав та упоряд. В. Туркевич]. — Київ: Сучасність, 2013. — 134 с. — ISBN 966-96584-7-1.
- Спеціальні історичні дисципліни: довідник: навч. посіб. для студ. вищ. навч. закл. / І. Н. Войцехівська (кер. авт. кол.), В. В. Томазов, М. Ф. Дмитрієнко та ін. — К. : Либідь, 2008. — 520 с. — ISBN 978-966-06-0538-1[62]
- Історія державності та правові пам'ятки України: довідник / Т. А. Михайлів, Т. В. Михайлів. — Х. : Основа, 2013. — 93 с. ; 22 см. — (Бібліотека журналу «Історія та правознавство» ; вип. 12 (120)). — ISBN 978-617-00-1966-0
- Національна та історична пам'ять: словник ключових термінів / Солдатенко В. Ф., Кривошея В. В., Вєдєнєєв Д. В. ; Укр. ін-т нац. пам'яті. — К. : НВП «Пріоритети», 2013. — 434, [1] с. — 100 пр. — ISBN 978-966-8809-88-0
- Словник історичних зброєзнавчих термінів: (за матеріалами озброєння Київської Русі) / В. Г. Бережинський; Науково-дослідний центр гуманітарних проблем Збройних Сил України. — Київ, 2000. — 69 с.
- Історіографічний словник: Навч. посіб. для студентів історичних факультетів університетів / С. І. Посохов, С. М. Куделю, Ю. Л. Зайцева та ін.; За ред. С. І. Посохова. — X. : Східно-регіональний центр гуманітарно-освітніх ініціатив, 2004. — 320 с. — ISBN 966—7922—85—5 (PDF-файл)
- Словник-довідник з історії мореплавства: [довідкове вид.] / О. П. Безлуцька ; Херсонська держ. морська акад. — Херсон: ХДМА, 2016. — 280 с. : іл.

##### Історія. Персоналії
- Дослідники історії Південної України: біобібліогр. довід. / НАН України, Ін-т укр. археографії та джерелознавства ім. М. С. Грушевського, Бердян. держ. пед. ун-т, НДІ іст. урбаністики. — Київ: [б. в.], 2013. — ISBN 978-966-02-6972-9 (загальний).

Том 1. — 2013. — 382 с., іл. — ISBN 978-966-02-6973-6 (т. 1) (PDF); Т. 2 / Упоряд. Ігор Лиман. — 2016. — 495, [11] с. : фот. — ISBN 978-966-02-7970-4 (т. 2) (PDF)
- Лексикон античної словесності / За рад. М. Борецького та В. Зварича. — Дрогобич: Коло, 2014. — 730 с. — ISBN 9786176420972[63]
- Сходознавство і візантологія в Україні в іменах: бібліогр. слов./ упоряд.: Е. Г. Циганкова, Ю. М. Кочубей, О. Д. Василюк; редкол.: Матвєєва Л. В. (голов. ред.) [та ін.]. К.: Ін-т сходознавства ім. А. Ю. Кримського НАН України, 2011. — 260 с. — ISBN 978-966-02-6137-2 (PDF-файл)
- Усі видатні постаті історії України: довідник / П. В. Остапенко. — Х. : Торсінг плюс, 2006. — 351 с. — (Іду на урок).
- Видатні постаті українського державотворення: довідник / Т. В. Михайлів, Т. А. Михайлів. — Харків: Основа, 2014. — 125 с. ; 21 см. — (Бібліотека журналу «Історія та правознавство» ; вип. 1 (121)). — Бібліогр. : 124—125 (29 назв). — ISBN 978-617-00-1998-1
- Національні лідери України. Золотий фонд нації: довід.-біогр. вид. / упоряд. В. В. Болгов ; Українська конфедерація журналістів, Інститут біографічних досліджень — Київ: Ін-т біогр. дослідж., 2013. — 312 с. : іл., портр. ; 31 см. — ISBN 978-966-8178-63-4
- Вчені інституту історії України: біобібліографічний довідник / С. І. Білокінь [та ін.] ; ред. В. А. Смолій [та ін.] ; Нац. акад. наук України, Ін-т історії України. — К. : [б.в.], 1998. — 425 с. — (Українські історики ; вип. 1. — ISBN 966-02-0022-6). — ISBN 966-02-0021-8
- Українські історики XX століття: біобібліографічний довідник / О. Г. Бажан [та ін.] ; голов. ред. В. А. Смолій ; Нац. акад. наук України, Ін-т історії України. — К. ; Л. : [б.в.], 2003. — 396 с. : фотоіл. — (Серія «Українські історики» ; вип. 2, ч. 1). — ISBN 966-02-0021-8 (серія). — ISBN 966-02-2742-6 (Вип. 2). — ISBN 966-02-2743-4 (Ч. 1)
- Українські історики XX століття: біобібліографічний довідник / Р. І. Бондаренко [та ін.] ; голов. ред. В. А. Смолій ; Нац. акад. наук України, Ін-т історії України. — К. : [б.в.], 2004. — 388 с. — (Серія "Українські історики ; вип. 2, ч. 2). — ISBN 966-02-0021-8 (Серія). — ISBN 966-02-2742-6 (Вип. 2). — ISBN 966-02-2744-2 (Ч. 2)
- Українські історики. Біобібліографічний довідник / НАН України. Інститут історії України. — Випуск 3. — Київ: Інститут історії України, 2010. — 344 с. — ISBN 978-966-02-0021-8 (серія). — ISBN 978-966-02-5212-7 (вип. 3) (PDF-файл)
- Галицька еліта: [довідк.-біогр. вид.] / [упоряд. Я. Білейчук ; редкол. : С. Б. Гавриш та ін.]. — К. : Вид-во Логос Україна, 2010. — 136 с. : іл. — ISBN 978-966-96993-5-0
- Відомі поляки в історії Вінниччини: Біографічний словник / Колесник В. — Вінниця: ВМГО «Розвиток», 2007. — 1008 с., іл.
- Видатні поляки і Харків: біогр. слов. (1805—1918) / Любов Жванко. — Харків: Золоті сторінки, 2018. — 407 с. : кольор. іл., портр. — Текст укр., пол. — Парал. тит. арк. пол. — Бібліогр.: с. 365—402.
- Праведники народів світу: довідник / [упоряд.: Є. А. Врадій та ін. ; за ред. І. Я. Щупака ; вступ. ст.: М. Ф. Маринович, І. Я. Щупак] ; Укр. ін-т вивч. Голокосту «Ткума». — Дніпро: Ліра: Укр. ін-т вивч. Голокосту «Ткума», 2016. — 220, [1] с. : табл. ; 23х30 см. — (Академічна серія «Українська бібліотека Голокосту»). — Бібліогр. в підрядк. прим. — 400 пр. — ISBN 978-966-383-769-7
- Біографічний словник моїх знайомих / І. П. Крип'якевич ; [упоряд., передм. М. І. Мороз] ; Київ. нац. ун-т ім. Тараса Шевченка. — Київ, 2017. — 143 с. : іл. — Бібліогр. в прим.: с. 93–138.
- Охтирка в особистостях. 1654—2014 / Євген Мегера. — Суми: Еллада, 2017. — 185 с. : фот. — Бібліогр.: с. 180—182.

##### Історія України (загальна)
- Україна: хронологія розвитку / НАН України. Інститут історії України. — К., 2007—2011.[64]

Том 1. З давніх часів до пізньої античності. — К. : КВІЦ, 2007. — 544 с. : іл.
Том 2. Давні слов'яни, Київська Русь. — К. : КРІОН, 2009. — 544 с. : іл.
Том 3. Від Батиєвої навали до Люблінської унії. — К. : КРІОН, 2009. — 696 с. : іл.
Том 4. На порозі Нового часу. Від Люблінської унії до кінця XVIII століття. — К. : КРІОН, 2009. — 608 с: іл.
Том 5. Імперська доба. Від VIII століття до 1917 року. — К. : КРІОН, 2011. — 560 с. : іл.
Том 6. Новітня історія. 1917—2010 p. — К. : КРІОН, 2011. — 832 с. : іл.
- Довідник з історії України: в 3-х т. / Інститут історичних досліджень ЛНУ ім. І. Франка ; ред. І. З. Підкова, Р. М. Шуст — К. : Генеза, 1993—1999. (онлайн-версія)[65]

Т. 1 : (А-Й) — 1993. — 239 с. — ISBN 5-7707-5190-8
Т. 2 : (К-П) — 1995. — 435 с. — ISBN 5-7707-8552-7
Т. 3 : (Р-Я) — 1999. — 686 с. — ISBN 966-504-237-8
- Довідник з історії України. А — Я / Інститут історичних досліджень ЛНУ ім. І. Франка ; упоряд. та наук. ред. І. З. Підкова; ред. І. З. Підкова, Р. М. Шуст. — 2-ге вид., доопрац. і доп. — К. : Генеза, 2001. — 1136 с. — ISBN 966-504-179-7[66]
- Довідник з історії України / Олександр Миколайович Уривалкін. — Київ: КНТ, 2015. — 1007, [1] с.
- Малий словник історії України / В. Смолій, С. Кульчицький, О. Майборода та ін. — К. : Либідь, 1997. — 464 с. — ISBN 5-325-00781-5 (онлайн-версія; PDF-файл)
- Історія України: словник-довідник для студентів вищих навчальних закладів / М. В. Яцюк, Л. М. Жванко, О. Л. Рябченко, Г. Г. Фесенко; за ред. М. В. Яцюка; Харк. нац. акад. міськ. госп-ва. — Х. : ХНАМГ, 2010. — 247 с. (Текст онлайн)[67][68]
- Історія України: короткий тлумачний словник / Національний технічний ун-т України «Київський політехнічний ін-т» ; уклад. О. В. Лихолат, А. О. Лихолат ; відп. ред. О. А. Підлісна. — К. : Політехніка, 2004. — 62 с.
- Джерела з історії Південної України. Том 1. Адміністративний устрій Південної України (середина XVIII — перша половина XIX століття) / Упорядники: А. Бойко, В. Козирєв, В. Мільчев, І. Савченко, Н. Сурева. Передмова: І. Савченко. — Запоріжжя: РА «Тандем — У», 2005. — 528 с.

Т. 4 Православна церква на півдні України (1775—1781) / Запорізьке наук. т-во ім. Я. Новицького, Ін-т укр. археографії та джерелознавства ім. М. — Запоріжжя: Тандем-У, 2004. — 559 с.
Том 5. Книга 1. Частина 1. Мемуари та щоденники / Упорядники: А. Бойко, С. Плохій. Передмови: С. Плохій, А. Бойко, В. Чоп, В. Мільчев. — Запоріжжя: РА «Тандем — У», 2005. — 484 с.
Том 5. Книга 2. Частина 1. Мемуари та щоденники / Упорядники: А. Бойко, С. Плохій. Передмови: С. Плохій, А. Бойко, В. Чоп, В. Мільчев. — Запоріжжя: РА «Тандем — У», 2005. — 516 с.
Т. 6. Степова Україна у Законодавчій комісії 1767 року / Упорядник: Н. Сурева. Наук. ред. А. Бойко. — Запоріжжя, 2008. — 336 с.
Т. 7. Канцелярія Новосербського корпусу / Упорядники: В.Мільчев, О. Посунько / Передмови: С. Гаврилович, С. Лалич, В. Мільчев, О. Посунько — Запоріжжя, 2005. — 442 с.
Том 8. Формування митної мережі Південної України (1775—1819) / Упорядник Ю. Головко. Передмова: Ю. Головко. — Запоріжжя: «Тандем — У», 2007. — 608 с.
Том 9. Мемуари та щоденники. Частина 2 / Упорядники: А. Бойко, В. Мільчев. — Запоріжжя: РА «Тандем-У», 2006. — 632 с.
Т. 10. Описи Степової України останньої чверті XVIII — початку XIX століття / Упорядник: А. Бойко — Запоріжжя: ЗНТН, 2009. — 434 с. ISBN 978-966-02-4988-2
- Українське державотворення: Невитребуваний потенціал: Словник-довідник / За ред. О. М. Мироненка. — К. : Либідь, 1997. — 560 с. — ISBN 5-325-00767-Х
- Історія України: навч.-практ. довід. : повний курс / О. А. Корягіна. — Харків: Торсінг плюс, 2012. — 240 с. : іл., табл., портр. ; 24 см. — Алф. покажч. : с. 236—237. — Імен. покажч. : с. 238—239. — 3 000 пр. — ISBN 978-617-030-475-9
- Довідник про табори, тюрми та гетто на окупованій території України (1941—1944) / Упор. М. Дубик. — К. : Наукова книга, 2000. — 304 с. — ISBN 966-504-188-6

##### Козацтво
- Гетьмани України: Довідкове вид. / Ред. Т. М. Телітенко. — К. : Україна, 1995. — 113 с.

##### Архівознавство
- Архівістика: Термінологічний словник / ГАУ при КМ України. УДНДІАСД; Авт.-упорядн. : К. Є. Новохатський, К. Т. Селіверстова та ін. — К., 1998. — 106 с. — ISBN 966-7250-02-04 (онлайн-версія)
- Архівні установи України: Довідник. Т. 1. Державні архіви / Держкомархів України. УНДІАСД; Редкол. : Г. В. Боряк (голова), І. Б. Матяш, Г. В. Папакін. — 2-е вид., доп. — К., 2005. — 692 с. — ISBN 966-625-029-2 (PDF)
- Архівні установи України: довідник. Т. 2 : Наукові установи, музеї, бібліотеки: у 2 кн. Кн. 2 : Полтавська, Рівненська, Сумська, Тернопільська, Харківська, Херсонська, Хмельницька, Черкаська, Чернівецька, Чернігівська області, міста Київ та Севастополь / Держ. архів. служба України, УНДІАСД ; упоряд. : С. Артамонова, А. Майстренко, Л. Одинока, Р. Романовський ; редкол. тому: О. Гаранін, О. Мельниченко, Ю. Прилепішева, Н. Христова. — К., 2012. — XXVII, 602 с.
- Архівні установи України: довідник. Т. 2 : Наукові установи, музеї, бібліотеки: у 2 кн. Кн. 1: Національна академія наук України, Автономна Республіка Крим, Вінницька, Волинська, Дніпропетровська, Донецька, Житомирська, Закарпатська, Запорізька, Івано-Франківська, Київська, Кіровоградська, Луганська, Львівська, Миколаївська, Одеська області / Держкомархів України, УНДІАСД; упоряд. : С. Артамонова, А. Майстренко, Л. Одинока, Р. Романовський; редкол. тому: І. Матяш (голова), О. Мельниченко, Ю. Прилепішева, Н. Христова. — К., 2010. — XXVIII, 604 с.
- Архівна україніка в Канаді: довідник / Укл. : І. Матяш, В. Романовський, М. Ковтун та ін. — К., 2010. — 882 с.[69][70][71][72]
- Українські архівісти (XIX—XX ст.): Біобібліографічний довідник / Держкомархів України. УНДІАСД; Упоряд. : І. Б. Матяш (кер.), С. Л. Зворський, Л. Ф. Приходько та ін. — К., 2007. — 752 с. — ISBN 978-966-625-050-9 (PDF-файл)
- Українські архівісти: біобібліограф. довід. : у 3 вип. / Голов. архів. упр. при Кабінеті міністрів України, УДНДІАСД, Ін-т укр. археографії та джерелознавства ім. М. C. Грушевського. — К., 1999—2003.

Вип. 1 : XIX cт. — 1930-ті рр. / Упоряд. О. М. Коваль [та ін.] ; відпр. ред. В. С. Шандра. — К. : 1999. — 367 с. — ISBN 966-7250-09-01
Вип. 2 : (1940-1960-ті рр.) / Упоряд. Т. В. Портнова ; ред. кол. Г. В. Боряк [та ін.]. — К. : 2002. — 254 с. — ISBN 966-625-001-2
Вип. 3 : (1970-1990-ті роки) / Упоряд. Л. М. Федорова ; ред. кол. В. В. Бездрапко [та ін.]. — К. : 2003. — 284 с. : іл. — ISBN 966-625-034-9
- Документознавство: словник-довідник термінів і понять / Швецова-Водка Г. М. — К. : Знання, 2011. — 319 с.
- Документознавча термінологія: Навч. посіб. для студ. / М. В. Комова; Нац. ун-т «Львів. політехніка». — Л., 2003. — 167 c. — Бібліогр. : 109 назв.

#### Культурознавство, мистецтвознавство, етнографія та етнологія
- Історія української культури / За загал. ред. І. Крип'якевича. — 4-те вид., стереотип. — К. : Либідь, 2002. — 656 с. ISBN 966-06-0248-0. (онлайн-версія)
- Історія української культури: навч.-метод. комплекс / Нац. техн. ун-т України «Київ. політехн. ін-т». — К. : НТУУ «КПІ», 2013.

Вип. 1 : Видатні діячі української культури: біогр. слов. (від А до Я) / [упоряд. С. О. Костилєва]. — 2013. — 200 с. : іл.
- Історія української культури: словник-довідник: навч. посіб. для студентів вищ. навч. закл. / В. В. Анісімов ; Національний банк України, Ун-т банківської справи (м. Київ). — К. : УБС НБУ, 2014. — 320 с.
- Історія української культури: слов. термінів і персоналій / [авт.-уклад. : Л. В. Анучина та ін.] ; за ред. Л. В. Анучиної, О. А. Стасевської, О. В. Уманець. — Вид. 2-ге, випр. та допов. — Х. : Право, 2013. — 254 с. — 300 пр. — ISBN 978-966-458-530-6
- Історія української культури. Словник-довідник: Навчальний посібник для здобувачів вищої освіти / Букач В. М., Бакланова Н. М. — Одеса: видавець Букаєв В. В., 2021. — 216 с.
- Історія культури в термінах і назвах: словник-довідник / Ж. О. Безвершук. — К. : Вища школа, 2003. — 400 с. — ISBN 966-642-195-X
- Культура України: тезаурус і персоналії / Авт.-уклад. : В. О. Лозовой (керівник) та ін. ; за ред. Л. В. Анучиної, О. А. Стасевської, О. В. Уманець. — Харків: Право, 2014. — 273, [1] с.
- Культура в термінах від «а» до «я». Культурологічна абетка: Навч. посібник для студентів університету / Стеценко В. І. — Львів: Видавничий центр ЛНУ імені Івана Франка, 2006. — 208 с.
- Культурологія: термінолог. слов. / П. Е. Герчанівська ; відп. ред. С. М. Суходольська. — Київ: Нац. акад. кер. кадрів культури і мистецтв, 2015. — 439 с.
- Короткий культурологічний словник-довідник / З. В. Гіптерс ; Національний банк України, Львівський банківський ін-т. — Л. : ЛБІ НБУ, 2004. — 127 с. : іл.
- Новітній термінологічний словник з культурології і мистецтвознавства / Савельєв В. П., Повторева С. М. — Львів: Піча С. В. : Новий Світ-2000, 2017. — 300 с. : портр. — ISBN 978-966-97585-3-8
- Термінологічний словник з культурології / Міжрегіон. акад. упр. персоналом ; [авт.-уклад. : Н. Ю. Больша, Н. І. Єфімчук]. — Київ: МАУП, 2004. — 141 с. — Бібліогр. : с. 141. — ISBN 966-608-439-2 (онлайн-перегляд)
- Культурологічний словник-довідник / З. В. Гіптерс. — Київ: Професіонал, 2006. — 328 с. — ISBN 966-370-010-6[73]
- Словник-довідник з культурології / Уклад. Р. Д. Шестопал. — Вінниця: Нова Книга, 2007. ― 184 с. ― ISBN 978-966-382-078-1
- Етнокультурологія. Словник-довідник / Маєвська Л. М. ― Житомир: ЖДУ, 2007. ― 392 с.[74]
- Довідник з культурології / Ж. В. Деркач, В. В. Таран. — Черкаси: Черкаський ЦНТЕІ, 2005. — 74 с.
- Словник основних понять і термінів з теорії етнології / Степан Павлюк. — Львів: Інститут народознавства, 2008. — 256 с.
- Словник з естетики / Петрушенко О. П. — Львів: Магнолія 2006, 2009. — 353 с.
- Українська та зарубіжна культура: Тематичний словник: Навч. посіб. для студ. вищ. навч. закл. / М. В. Кордон, В. І. Муляр ; Житомирський держ. технологічний ун-т. — Житомир: ЖІТІ, 2003. — 426 с.
- Українська та зарубіжна культура: словник культурологічних термінів / Зотов В. М., Клімачова А. В., Таран В. О. — К. : ЦУЛ, 2009. — 264 с.
- Короткий термінологічний словник з української та зарубіжної культури / М. М. Корінний та ін. — К. : Україна, 2000. — 184 с.
- Англо-український термінологічний словник з мистецтвознавства: [понад 2 000 термінів та виразів] / Оксана Ярославівна Присяжнюк, Наталія Олександрівна Коваль ; Одес. нац. ун-т ім. І. І. Мечникова. — Одеса: Букаєв Вадим Вікторович, 2020. — 157 с.
- Мистецтвознавство: короткий тлумачний словник / С. А. Ничкало. — К. : Либідь, 1999. — 207 с.
- Словник мистецьких термінів / Галина Сотська, Тетяна Шмельова ; Ін-т пед. освіти і освіти дорослих НАПН України, Житомир. держ. ун-т ім. Івана Франка. — Житомир: ЖДУ ім. І. Франка, 2014. — 50 с. ; 21 см. — 300 пр. — ISBN 978-966-485-173-9
- Словник митців-педагогів України та з України у світі (1850—1950) / Ростислав Шмагало; В. о. ЛНАМ. — Львів: Українські технології, 2002. — 144 с. : 176 іл. — ISBN 966-666-036-9[75]
- Словник педагогіки художньої культури та менеджменту мистецтва: терміни, поняття, дефініції / Р. Т. Шмагало, І. Л. Гнатишин ; Львів. нац. акад. мистецтв, Ф-т історії та теорії мистецтва. — Львів : ЛНАМ, 2012. — 159 с. — ISBN 978-966-8734-22-9
- Архітектура і монументальне мистецтво: Терміни та поняття / Тимофієнко В. І. ІПСМ АМУ. — К. : ІПСМ АМУ; Головкиївархітектура, 2002. — 472 с.
- У пам'яті народній: історико-архітектурний довідник / Редакція УРЕ, Українське товариство охорони пам'яток історії та культури. — К. : УРЕ, 1975.
- Майстри народного мистецтва Української РСР: Довідник / Долінська М. — К. : Мистецтво, 1966. — 157 с.; 28 л. іл. — На обкл. авт. не зазнач.
- Словник-довідник співака: навчальний посібник: видання друге / Балдинюк Д. І., Балдинюк Н. А. — Умань: Софія, 2015. — 108 с.[76]
- Вокальний словник-довідник / упоряд. : М. В. Катеринчук, С. І. Кефа. — Чернівці: Букрек, 2014. — 70 с. ; 21 см. — 200 пр. — ISBN 978-966-399-558-8
- Українські хори та дириґенти / Бурбан М. — Дрогобич: Коло, 2007. — 672 с. — 2-ге вид.[63]
- Легенди хутора Надія: довід. з історії укр. хореогр. мистецтва / Анатолій Кривохижа. — Кіровоград: Центр.-Укр. вид-во, 2013. — 146 с. : іл., портр. ; 21 см. — 100 пр. — ISBN 978-966-130-028-5
- Історія українського мистецтва : у 6-х т. / гол. ред. М. Бажан. — К. : УРЕ, 1966—1973.
- Мистецтво України: біографічний довідник / Упорядн. : А. В. Кудрицький, М. Г. Лабінський. За ред. А. В. Кудрицького. — К. : «Українська енциклопедія» ім. М. П. Бажана, 1997. — 700 с.
- Мистецтво: терміни та поняття: енцикл. вид. : у 2-х т. / С. Д. Безклубенко. — К. : Ін-т культурології НАМУ, 2008—2010.

Т. 1 : А–Л. — 240 с. : кольор. іл. — ISBN 978-966-2241-06-8 (онлайн-перегляд)
Т. 2 : М–Я. — 256 с. : кольор. іл. — ISBN 978-966-2241-16-7 (онлайн-перегляд)
- Термінологія сучасного мистецтва. Означення, неологізми, жаргонізми сучасного візуального мистецтва України: словник-довідник // Вишеславський Г., Олег Сидор-Гібелинда. — Париж-Київ: Видавництво «Терра інкогніта», 2010,  — 416 С. ISBN 978-966-96839-2-2
- Мистецтвознавці України: довідник (1991—2010) / М-во освіти і науки України, ДВНЗ «Прикарпат. нац. ун-т ім. В. Стефаника», Ін-т мистец., Каф. дизайну і теорії мистец. ; упоряд. І. Я. Матоліч. — Київ: Приорітети, 2014. — 124 с.
- Українські митці у світі. Матеріали до історії українського мистецтва XX ст. / Автор-упорядник Г. Г. Стельмащук. — Львів: Апріорі, Львівська національна академія мистецтв (Науково-дослідний сектор), 2013. — 520 с.[79]
- Митці степової України (кінця XIX — початку XX століття) / Боса І. О. ІМФЕ ім. М. Т. Рильського НАН України. — К. : ІМФЕ ім. М. Т. Рильського НАН України, 2013. — 133 с. — ISBN 978-966-02-6710-7
- Декоративно-ужиткове мистецтво: словник / ред. Я. П. Запаско ; Львівська національна академія мистецтв, Науково-дослідний сектор, Кафедра історії і теорії мистецтва. — Л. : Афіша, 2000. — ISBN 966-7760-28-6.[80]

Т. 1 : А — К / Я. П. Запаско [та ін.]. — [Б. м.]: [б.в.], 2000. — 366 с. : іл. — ISBN 966-7760-29-4
Т. 2 : Л — Я / Я. П. Запаско [та ін.] ; заг. ред. Я. П. Запаско. — [Б. м.]: [б.в.], 2000. — 399 с. : іл. — ISBN 966-7760-30-8
- Народні художні промисли УРСР: Довідник / Р. В. Захарчук-Чугай, О. І. Никорак, Г. Г. Стельмащук ; Інститут мистецтвознавства, фольклору та етнографії ім. М. Т. Рильського. Львівське відділення. — К. : Наукова думка, 1986. — 142 с. : іл.
- Словник українського сакрального мистецтва / Михайло Станкевич, Софія Боньковська, Роман Василик, Людмила Герус, Ростислав Забашта; В. о. НАН України. Ін-т народознавства; Наук. ред. Михайло Станкевич. — Львів : Інститут народознавства НАН України, 2006. — 288 с. — ISBN 966-02-3970-X[81]
- Словник основних термінів та понять риторики / Г. М. Сагач. — К. : МАУП, 2006. — 280 с.
- Біографічний довідник до історії українців Канади / Ред. М. Марунчак. — Вінніпеґ: УВАН в Канаді, 1986. (djvu-файл)
- Українська діаспора: збірник. Ч. 5 / Ін-т соціології АН України. Ред. Енциклопедії Укр. Діаспори (США); Ред. В. Євтух (Укр.), В. Маркусь (США). — К. : Інтел, 1994 ; Чикаго: Інтел, 1994. — 180 с.
- Словник етнографічних (етнологічних) понять і термінів / Шаповал Л. І. ; Полтав. нац. пед. ун-т ім. В. Г. Короленка. — Вид. 2-ге, змін. та допов. — Полтава: АСМІ, 2016. — 294 с. : портр. ; 20 см. — Бібліогр.: с. 289—294 (82 назви). — Алф. покажч.: с. 273—288. — 100 пр. — ISBN 978-966-182-431-6.
- Українська минувшина. Ілюстрований етнографічний довідник. 2-е вид. А. П. Пономарьов, Л. Ф. Артюх, Т. В. Косміна та ін. — К.: Либідь, 1994. — 256 с. — ISBN 5-325-00592-8 (читати онлайн)
- Бойківське сузір'я. Словник персоналій Бойківщини: народилися бойками; мешкали на Бойківщині; прислужилися бойкам / Кляшторна Н. — Івано-Франківськ: Лілея-НВ, 2012. — 80 с. : іл. — ISBN 978-966-668-291-1[82]
- Словник термінів міжкультурної комунікації / Бацевич Ф. С. — К. : Довіра, 2007. — 205 с.
- Морфологія культури: тезаурус / За ред. Лозового В. О. — Х. : Право, 2007. — 384 с.
- Словник — довідник ювелірного і колекційного каміння / Р. Вовченко, О. Матковський, І. Бакуменко та ін. — Львів: Видавничий центр ЛНУ імені Івана Франка, 2006. — 166 с.

##### Кіно
- Український біографічний кінодовідник / Н. М. Капельгородська та ін. ; Ін-т мистецтвознав. та етнології ім. М. Т. Рильського НАН України, Голов. упр. культури і мистец. Київ. міськ. держ. адмін. — К. : АВДІ, 2001. — 735 с. — ISBN 966-7785-04-1
- Кіномистецтво України в біографіях: кінодовідник / Н. Капельгородська [та ін.] ; Держ. ком. телебачення і радіомовлення України, Ін-т мистецтвознав., фольклористики та етнології ім. М. Т. Рильського НАН України, Музей-майстерня та Благод. меморіал. фонд Івана Кавалерідзе. — К. : АВДІ, 2004. — 712 с. — ISBN 966-7785-12-2
- Миславський В. Н. Кінословник. Терміни, визначення, жарґонізми / пер. з рос. С.В. Мірошніченко, ред. А.Ф. Парамонов. — Харків, 2007. — 328 с. — ISBN 966-8246-59-4.
- Випробування творчістю: Молоді режисери українського кіно / Брюховецька Л. — К. : Мистецтво, 1985. — 133 с. : іл.

##### Музейництво
- Громадські музеї Львівщини: Довідник: У 2 т. / Авт.-упоряд. : Л. Перейма, Я.Огоновська, М. Зобків, Г. Івановська; Наук. ред. : О. Роман, Л. Перейма, О.Перелигіна; Літ. ред. Я. Тучапський; Худ.-тех. ред. Ю. Поляков; Відп. за вип. Б. Чайковський; Львівський історичний музей. — Львів: Проман, 2007.[83]

Т. 1. — Л. : [б.в.], 2007. — 243 с. : іл. — Бібліогр. : с. 242. — ISBN 978-966-96146-4-3
Т. 2. — Л. : [б.в.], 2007. — 243 с. : іл. — Бібліогр. : с. 241—242. — ISBN 978-966-96146-4-3
- Короткий словник музейних термінів / упоряд. О. Бабенко; відп. ред. О. Бабенко. — Кіровоград: Центрально-Українське вид-во, 2001. — 120 с.
- Природнича музейна термінологія: Словник-довідник / [авт.-уклад. Климишин О. С.] — Л., 2003. — 244 с.
- Словник-довідник термінології музейництва / Роман Микульчик, Петро Слободян, Єлізавета Діденко, Тарас Рак. — Л. : Вид-во Львівської політехніки, 2012. — 128 с. — 1 електрон. опт. диск (CD-ROM)[84]
- Словник-довідник музейного працівника / Овчарова О., Яушева-Омельянчик Р., Сургай Л. — К. : Кий, 2013. — 464 с., іл.[85]

##### Музичне мистецтво
- Дударі: [біогр. нариси виконавців] / Богдан Жеплинський [та ін.]. — Львів: Растр-7, 2017. — 109 с. : іл., нот. іл., портр. ; 24 см. — Бібліогр.: с. 108 (19 назв) та в тексті. — 100 пр. — ISBN 978-617-7359-91-2
- Діячі української музичної культури: Матеріали до біо-бібліогр. словника // Медведик П. / ЗНТШ: Праці Музикознавчої комісії. — Л., 1993, 1996, тт. CCXXVI, CCXXXII.
- Українські композитори: довід. школяра / упоряд. В. Островський. — Т. : Навчальна книга — Богдан, 2008. — 52 с.
- Зарубіжні композитори: довідник школяра / упоряд. В. Островський. — Т. : Навчальна книга — Богдан, 2009. — 52 с. : іл.
- Українські композитори: біо-бібліограф. довід. / М. Дитиняк. — Едмонтон: КІУС, 1986. — (Серія Довідників № 14). — 160 с. (PDF-файл)
- Українські композитори Київської школи / Ред.-упор. М. Гаврилюк. — Буенос-Айрес, 1997.
- Українські радянські композитори / О. Білокопитов. — Х., 1934.
- Спілка композиторів УРСР: Довідник / Уклали А. Муха, Н. Сидоренко. — К. : Муз. Україна, 1968. — 275 с.
- Спілка композиторів УРСР: Довідник / В. Польовий, Н. Сидоренко, А. Муха. — К. : Муз. Україна, 1973. — 350 с.
- Сучасні композитори України: довідник: вип. 1 / Муха А. І. — О., 2002.
- Композитори України та української діаспори: Довідник / Муха А. І. — Київ: Музична Україна, 2004. — 352 с. — ISBN 966-8259-08-4
- Композитори світу в їх зв'язках з Україною: довідник / авт.-упоряд. А. І. Муха. — К. : [б.в.], 2000. — 88 с.
- Композитори Буковини: довідник-посібник / Чернівецький національний ун-т ім. Юрія Федьковича ; уклад. А. В. Плішка. — Чернівці: Рута, 2006. — 67 с.
- Композитори Волині: довідник / упоряд. М. Стефанишин, Л. Максименко ; Національна Ліга українських композиторів (НЛУК), Волинський Академічний Дім. — Луцьк: Видавництво «Волинська обласна друкарня», 2000. — 40 с.
- Музичне мистецтво. Портрети та біографії композиторів / Л. Галкіна ; упоряд. Н. В. Чиренко. — Київ: Вид. гр. «Шкіл. світ», 2015. — 200 с. — (Бібліотека «Шкільного світу»).
- Контрабасисти України: Біогр. словник / Б. Столярчук. — Рівне, 1992.
- Короткий словник діячів української музичної культури / Б. Водяний, Г. Олексин, М. Ціж. — Тернопіль, 1992.
- Легенди химерного краю. Українська рок-антологія / О. Євтушенко. — К.; Тернопіль, 2006. (читати онлайн)
- Музика: Словник-довідник / Ю. Юцевич. — Тернопіль, 2003.
- Тлумачний словник музично-вокальних термінів / Уклад. Д. О. Нікітін, В. М. Кавун. — К.; Ірпінь: Перун, 2019. — 448 с. — ISBN 978-617-7709-40-3
- Короткий вокально-хоровий термінологічний словник: для студентів денної та заочної форми навчання напряму підгот. 014 «Середня освіта (Музичне мистецтво)» та 025 «Музичне мистецтво» / Мукачів. держ. ун-т ; уклад. Е. К. Куцин. — Мукачево: МДУ, 2018. — 73 с.
- Словник музичних термінів / [уклад.: В. Тимків, О. Подручна]. — Київ: Карпенко В. М., 2017. — 311 с. : іл. ; 21 см. — На звороті тит. арк.: В рамках проекту «Український простір». — Бібліогр.: с. 310—311. — ISBN 978-617-7071-50-0
- Музична культура України і документальний кінематограф (за матеріалами ЦДКФФА України імені Г. С. Пшеничного): довідник / авт.-упоряд. О. Литвинова ; [голов. ред. Г. Скрипник] ; НАН України, ІМФЕ ім. М. Т. Рильського, ЦДКФФА України імені Г. С. Пшеничного. — К. : ІМФЕ, 2014. — ISBN 978-966-02-7118-0
- Музичний словник: Репринтне відтворення видання 1933 року / 3. Лисько. — К., 1994.
- Музичне товариство імені М. Д. Леонтовича (1921—1931): біографічний словник: наук. довід. / Олена Бугаєва ; [наук. ред. В. I. Попик] ; Нац. акад. наук України, Нац. б-ка України ім. В. І. Вернадського. — К., 2015. — 348 с. — ISBN 978-966-025159-5 (серія). — ISBN 978-966-02-7511-9
- Обличчя музики: Творчі портрети українських зірок / О. Євтушенко. — Київ: Автограф, 2004. — 221 с.
- Піаністи України: у 2 вип. / О. Снєгірьов. — К., 1997, 1998.
- Словник-довідник з інструментознавства: навч. посіб. / В. К. Лебедєв; Вінниц. держ. пед. ун-т ім. М. Коцюбинського. — Вінниця: Нова кн., 2010. — 164 c.
- Словник музикантів України / Лисенко. — К., 2005.
- Словник муз. термінології / Ін-т укр. наук. мови УАН. — К. : Держвидав України, 1925.
- Фонографічна культура: довідник рок-журналіста, рекорд-продюсера та колекціонера / Синєокий О. В. — К. : КНТ, 2014. — 343 с.
- Словник вокальних термінів / Ніжин. держ. пед. ун-т ім. М. В. Гоголя ; [підгот. Н. Д. Даньшина]. — Ніжин: [б. в.], 2001. — 74 с.
- Хоровий словник / підгот. Ж. М. Володченко [та ін.] ; Ніжинський держ. педагогічний ун-т ім. Миколи Гоголя. — Ніжин: [б.в.], 2000. — 164 с.
- Хоровий словник: довідник-посібник / уклад. А. В. Плішка ; Чернівецький національний ун-т ім. Юрія Федьковича. — Чернівці: ЧНУ, 2009. — 70 с.
- Хорознавчий лексикон / Ірина Апалькова. — Канів: Склянка Часу, 2011. — 108 с. — Бібліогр. : с. 103—104.
- Баянно-акордеонне мистецтво України на зламі XX—XXI століть: довідник / А. А. Семешко. — Т. : Навчальна книга — Богдан, 2009. — 244 с. : іл.
- Львівська школа баянно-акордеонного мистецтва: довідник / Андрій Душний, Богдан Пиц ; Дрогоб. держ. пед. ун-т ім. Івана Франка. — Дрогобич: Посвіт, 2010. — 215 с. : іл.
- Світова баянно-акордеонна література на зламі XX—XXI століть: бібліогр. довід. / Анатолій Семешко. — Вінниця: Нова Книга, 2015. — 307 с.
- Музиканти Кам'янеччини: біографічно-репертуарний довідник / М. А. Печенюк ; худ. ред. І. С. Підгурний ; ред. Л. Г. Яропуд. — Хмельницький: Поділля, 2003. — 480 с.
- Чеські музиканти в Україні: біобібліогр. слов. / М-во культури і туризму України, Харк. держ. акад. культури; [уклад. В. М. Щепакін]. — Х. : ХДАК, 2005. — 248 с.

##### Образотворче мистецтво
- Тлумачний словник-довідник понять і термінів із сучасного образотворчого мистецтва: для вивч. курсу з дисципліни «Сучасне образотворче мистецтво» для студ. VI курсу за напрямом підгот. 0202 Мистецтво, спец. 8.02020501 / МОН України, ЧНУ ім. Б. Хмельницького. — Черкаси: Видавництво ЧНУ ім. Б. Хмельницького, 2013. — 76 с.
- Словник термінів образотворчого мистецтва: навч. посіб. / О. Л. Шевнюк. — Вид.2-е, випр. і допов. — К. : НПУ ім. М. П. Драгоманова, 2015. — 100 с. — ISBN 966-931-052-1.
- Біографічний довідник / Нац. спілка художників України, Чернігів. обл. орг. ; [авт. передм. та упоряд. А. К. Адруг]. — 2001. — (Електрон. текст. дані (1 файл : 2,21 Мб))
- Косівські різьб'ярі / Бірюков М. — Л. : Кн.-журн. вид-во, 1954. — 32 с.
- Короткий академічний словник сучасних українських керамологів (культурна керамологія) / О. М. Пошивайло ; НАН України, Ін-т керамології — від-ня Ін-ту народознавства НАН України, Нац. музей-заповідник укр. гончарства в Опішному. — 2-ге вид. — Опішне: Українське Народознавство, 2009. — 312 с.: іл.
- Словник-довідник художників, що працювали на Україні в XIV—XVIII ст. / Жолтовський П. М. — Б. м., 1963. — 232 с. — Окремий відбиток з «Матеріали з етнографії та мистецтвознавства» (Вип. 7–8).
- Словник художників України / Ред. кол. : Бажан М. П., Афанасьєв В. А., Білецький П. О. та ін. — К. : Гол. ред. Укр. Рад. Енциклопедії, 1973. — 267 с.
- Довідник членів Спілки художників СРСР по Українській РСР / Упоряд. В. Ф. Мальцева, О. І. Баранова; Відп. ред. Є. А. Афанасьєв. — К., 1986. — 276 с.
- Довідник членів Спілки художників України / Ред.-упоряд. А. В. Гусарова. — К., 1998. — 181 с. — До 60-річчя заснування Спілки художників України.
- Українські радянські художники. Довідник / Упоряд. Р. О. Доскалова та ін.; Відп. ред. І. І. Верба; Спілка художників України. — К. : Мистецтво, 1972. — 563 с.
- Художники Києва: Живопис, графіка, скульптура, декор.-приклад. мистец. : Творчо-біогр. довід. / [Упоряд. С.Журавель ; Редрада: Бугаєнко І. та ін.]. — К. : ІПРЕЗ, 2000. — 199 с. : кольор. іл. — (Творча Україна; Вип. 1).
- Художники України: Живопис, графіка, скульптура, декор.-приклад. мистец. : Творчо-біогр. довід. : [містить 155 творч.-біогр. довідок] / [Ред. : Бугаєнко І. та ін.]. — К. : ІПРЕЗ, 2001. — 221, [1] с. : кольор. іл. — (Творча Україна; Вип.2).
- Художники Харкова: Довідник / Редколегія: М. М. Безхутрий (автор текстів і упорядник), В. В. Сизиков, Г. О. Томенко та ін.; Харківське обл. упр. культури, Харківське відділення Спілки художників та художнього фонду України, Харківський художній музей. — Х., 1967. — 175 с. : іл.

##### Театр
- Національний академічний театр опери та балету України імені Тараса Шевченка: історія і сучасність / Ю. О. Станішевський ; фотогр. В. Ландарь та ін. ; НАН України, Ін-т мистецтвознав., фольклористики та етнології ім. М. Т. Рильського, Київ. муніцип. укр. акад. танцю. — К. : Музична Україна, 2002. — 734 с. : фотогр. — Назва обкл. : Національна опера України. — 3000 пр. — ISBN 966-95024-4-6[86]* THEATRICA: Лексикон / Олександр Клековкін ; Ін-т проблем сучас. мистецтва НАМ України. — К. : Фенікс, 2012. — 800 с. (PDF-файл)
- Театрально-драматичний словник XX ст. / А. Г. Баканурський, В. В. Корнієнко. — К. : Знання України, 2009.
- THEATRICA: АНТИТЕАТР: Ідеї. Винаходи. Форми: Хронолексикон / Клековкін О. Ю. ІПСМ НАМ України. — К. : Арт Економі, 2012.
- THEATRICA: Histrionia: Лексикон / Клековкін О. Ю. ІПСМ НАМ України. — К. : Арт Економі, 2011. — 216 с. — ISBN 978-966-2576-24-5
- THEATRICA: Морфологія: Лексикон / Клековкін О. Ю. ІПСМ НАМ України. — К. : Арт Економі, 2011. — 446 с.
- THEATRICA: Практика сцени. Лексикон / Клековкін О. Ю. ІПСМ НАМ України. — К. : АртЕк, 2010. — 448 с.
- THEATRICA: Старовинний театр у Європі від початків до кінця XVIII століття: Лексикон / Клековкін О. Ю. — К. : «АртЕк», 2009. — 600 с. — ISBN 966—505–229–2
- THEATRICA: Українські старожитності. XVI — початок XX ст. : Матеріали до словника / Клековкін О. Ю. ІПСМ НАМ України. — К. : Арт Економі, 2011. — 424 с. — ISBN 978-966-2576-11-5
- Тлумачний словник театральних термінів / Петро Мрига ; М-во освіти і науки України ; Тернопільський нац. пед. ун-т ім. В. Гнатюка. — Тернопіль: [б. в.], 2011. — 240 с. : іл.
- Український тлумачний словник театральної лексики / Дятчук. В. В., Барабан. Л. І. — К. : Вид. центр «Просвіта», 2002. — 152 c. — ISBN 9667551687

##### Фольклористика
- Український фольклор: словник-довідник / Сивачук Н. П. та ін. — Умань: ПП Жовтий, 2010. — 140 с.[87]
- Українська фольклористика. Словник-довідник / Укладання і загальна редакція Михайла Чорнопиского. — Тернопіль: Підручники і посібники, 2008. — 448 с. — ISBN 978-966-07-1323-9

##### Хореографія
- Хореографічне мистецтво України у персоналіях: Біобібліогр. довід. : хореографи, артисти балету, композитори, диригенти, лібретисти, критики, художники / В. Д. Туркевич. — Київ: Біографічний інститут НАН України, 1999. — 223 c. — ISBN 966-7236-09-9

#### Літературознавство
- Давня українська література. Словник-довідник / Укл. Білоус Б., Білоус П., Савенко О. ; за ред. Білоуса П. — К. : Академія, 2015. — 208 с. — ISBN 978-966-580-345-4 (серія). — ISBN 978-966-580-466-6
- Українська література XX століття: довідник / Н. І. Бернадська. — К. : Знання-Прес, 2007. — 259, [13] с. : іл., табл., портр. ; 21 см. — ISBN 978-966-311-069-1
- Література і мистецтво Буковини в іменах: словник-довідник / Микола Богайчук. — Чернівці: Букрек, 2005. — 312 с. — ISBN 966-8500-64-4.
- Універсальний літературний словник-довідник / Олефіренко С. М., Олефіренко В. В., Олефіренко Л. В. — Донецьк: ТОВ ВКФ «БАО», 2007. — 432 с. — ISBN 966-338-556-1[88]
- Словник літературних термінів / В. М. Лесин, О. С. Пулинець. — К. : Радянська школа, 1971. — 487 с.
- Літературознавчий словник-довідник /За ред. Р. Гром'яка. — К. : ВЦ «Академія», 1997. — 752 с. — ISBN 966-580-003-5 DjVu-файл
- Сучасний словник літератури і журналістики / Гетьманець М. Ф., Михайлин І. Л. — Харків: Прапор, 2009. — 384 с.
- Лексикон порівняльного та загального літературознавства / Гол. ред. А. Волков ; Буковинський центр гуманітарних досліджень. — Чернівці: Золоті литаври, 2001. — 634 с. — ISBN 966-7577-88-0 (PDF-файл)
- Лексикон античної словесності / За ред. М. Борецького та В. Зварича. — Дрогобич: Коло, 2014. — 730 с. — ISBN 9786176420972
- Словник античної міфології / Укл. І. Я. Козовик, О. Д. Пономарів. Вступ. ст. А. О. Білецького. — Київ: Наукова думка, 1985. — 236 с. (онлайн-доступ)
- Словник античної мітології / Упоряд. Козовик І. Я., Пономарів О. Д. — Тернопіль: Навчальна книга — Богдан, 2006. — 312 с. — ISBN 966-692-873-6
- Античний світ у термінах, іменах і назвах: Довідник з історії та культури Стародавньої Греції та Риму / Лісовий І. А. — Львів: Вища школа, 1988. — 200 с.
- Антична література: довідник / [О. П. Буркат, Р. С. Бєляєв, Н. О. Вишневська та ін.] ; за ред. С. В. Семчинського. — К. : Либідь, 1993. — 319 с. — ISBN 5-325-00177-9
- Професійний довідник учителя літератури / Куцінко О. Г. — Х. : Основа, 2012. — 381, [3] с. : табл. — (Серія «Професійний довідник»). — ISBN 978-617-00-1163-3[89]
- Зарубіжна література: від античних часів до сьогодення. Словник-довідник школяра / Матюшкіна Т. П. — Х. : Нова тема, 2009. — 336 с.[90]
- Словник футуризму / Юрій Садловський ; Ін-т л-ри ім. Т. Г. Шевченка НАН України. — Т. : Навчальна книга — Богдан, 2013. — 127, [8] с. : іл. — Бібліогр. : с. 100—117. — ISBN 978-966-10-3590-3
- Світова література: навч.-практ. довід. : повний курс / І. В. Корсунова, Л. Ф. Бойко. — Харків: Торсінг плюс, 2012. — 287 с. : іл., табл., портр. ; 24 см. — Імен. покажч. : с. 285. — Предм. покажч. : с. 286. — 2 000 пр. — ISBN 978-617-030-472-8
- Наратологічний словник / О. М. Ткачук ; ред. В. Г. Дончик. — Т. : Астон, 2002. — 174 с.
- Словник образотворчих засобів. Тропи та стилістичні фігури: методичні рекомендації до курсу з теорії літератури / В. Ф. Святовець; редкол. В. В. Різун (голова), Б. І. Черняков та ін.; за ред. — К. : Видавництво Інституту журналістики, 2003. — 178 с.
- Тезаурус до курсу «Теорія літератури» / Василь Іванишин. — Вид. 2-ге, виправл. — Дрогобич: Відродження, 2007. — 107, [1] с. ; 20 см. — Бібліогр.: с. 102—108 (176 назв). — ISBN 978-966-538-177-8

##### Літературознавство персоналій
- Десять років української літератури (1917—1927): Біобібліографічний покажчик / А. Лейтис, М. Яшек; Ред. С. Пилипенко. — К., 1928. — Т. 1.
- Письменники України: біобібліографічний довідник / Упорядник В. П. Павловська, Л. Ф. Бубнова, Л. М. Сіренко. — К. : Український письменник, 2006. — 514 с.
- Письменники України: Довідник / Упоряд. Д. Г. Давидюк, Л. Г. Кореневич, В. П. Павловська; Ред. Г. П. Бідняк. — Д. : ВПОП «Дніпро», 1996. — 397 с.
- Українські письменники: біо-бібліографічний словник: у 5 т. / ред. О. І. Білецький. — Харків: Прапор, 2005 — .

Т. 1 : Давня українська література (XI—XVIII ст.) / уклад. Л. Є. Махновець. — Перероб. вид. — Харків: Прапор, 2005. — 976 с. — ISBN 966-8690-20-6
- Українські письменники: біографії, огляди творчості, літературні напрямки і течії, літературознавчий словник: [довідник] / [відп. за вип. та худож. ред. Преварська Марія Іванівна ; обкл. Гарницька Надія Володимирівна]. — Київ: Велес, 2013. — 366, [1] с. — Бібліогр. у кінці розд. — ISBN 966-8263-43-X
- Українські поети: [довідник]: біографії, огляди творчості, поч. вірш. літ. в Україні, усна нар. творчість, теорія віршування / [М. І. Преварська]. — Київ: Велес, 2015. — 285, [2] с. : іл.
- Словник української літератури / Хінкулов Л. — К. : Вид-во АН УРСР, 1948.

Т. 2, ч. 1: Письменники Радянської України / За ред. і передмов. О. І. Білецького. — 587 с.
- Українські письменники: Біо-бібліогр. словник: У 5-ти т. / АН УРСР, Ін-т літератури Т. Г. Шевченка; Уклав Л. Є. Махновець; Редкол. О. І. Білецький (голова) [та ін.]. — К. : Держлітвидав УРСР, 1960—1965.

Т. 1: Давня українська література (XI—XVIII ст.ст.) / Укл. та передм. Л. Є. Махновець. — 1960. — 979 с.
Т. 2: Дожовтневий період (XIX — поч. XX ст.): А-М / Укл. М. Пивоваров, Г. Сингаївська, К. Федоритенко; Відп. ред. Є. П. Кирилюк. — 1963. — 752 с.
Т. 3: Дожовтневий період (XIX — поч. XX ст.): Н-Я / Укл. М. Пивоваров, Г. Сингаївська, К. Федоритенко; Відп. ред. П. К. Волинський. — 1963. — 806 с.
Т. 4: Радянська література: А-К / Укл. О. І. Черкашин, Н. Ф. Колосова, Т. Г. Шерстюк; Відп. ред. Л. М. Новиченко. — 1965. — 845 с.
Т. 5: Радянська література: Л-Я / Укл. О. І. Черкашин, Н. Ф. Колосова, Т. Г. Шерстюк; Відп. ред. С. А. Крижанівський. — 1965. — 856 с.
- Письменники Радянської України: Довідник / Упоряд. О. В. Килимник, О. І. Петровський; Відп. ред. П. Ю. Шабатин. — К. : Рад. письменник, 1976. — 416 с.
- Письменники Радянської України. 1917—1987: Біобібліогр. довідник / Авт.-упоряд. В. К. Коваль, В. П. Павловська. — К. : Рад. письменник, 1988. — 719 с. : фото.
- Українські письменники діаспори: Матеріали до біобібліогр. сл. Ч. 1. А — К / ред. : В. Кононенко; Нац. парлам. б-ка України. — К., 2006. — 196 c.

Українські письменники діаспори: Матеріали до біобібліогр. слов. Ч. 2. Л — Я / ред. : В. Кононенко; Нац. парлам. б-ка України. — К., 2007. — 252 c.
- Усі українські письменники: довідник / упоряд. : Ю. І. Хізова, В. В. Щоголева. — Харків: Торсінг плюс, 2005. — 384 с. : іл. — (Іду на урок). — ISBN 966-670-578-8
- Словник літературознавчих термінів Івана Франка / Пінчук С. П., Регушевський Є. С. — Київ: «Наукова думка», 1966. — 273 с.[91]
- Фразеологія перекладів Миколи Лукаша: словник-довідник / Нац. акад. наук України, Ін-т мовознавства ім. О. О. Потебні. — К. : Довіра, 2003. — 735 с.
- Письменники Буковини: Посібник для учнів 5–11 кл. та вчителів укр. літератури / М. А. Богайчук, Р. Й. Дуб. — Чернівці, 1998. — 208 с.
- Літературно-мистецькі грані Буковини: словник-довідник / [авт.-упоряд.] О. Довгань ; наук. ред. Я. М. Вишпінська. — Чернівці: Місто, 2016. — 255 с.
- Література і мистецтво Буковини в іменах: словник-довідник / М. А. Богайчук. — Чернівці: Букрек, 2005. — 311 с. — ISBN 9668500644, 9789668500640.

###### Літературознавство Гоголя
- 250 крилатих слів і зворотів М. В. Гоголя (українсько-російський тлумачний словник) / Л. П. Дядечко, О. В. Петренко, Ю. Ф. Прадід. — Сімферополь: ФОП Лемешко К. О., 2012. — 236, 584 с. — Кн.-«переверт» укр. та рос. мовами. Назва рос. мовою : 250 крылатых слов и выражений Н. В. Гоголя (русско-украинский толковый словарь). — ISBN 978-966-2568-36-3[92][93]

###### Літературознавство Шевченка
- Шевченківський словник
- Т. Г. Шевченко в колі сучасників: словник персоналій / Г. І. Марахов. — К. : Дніпро, 1976. — 150 с.

##### Літературознавство за регіонами
- Літературне Закарпаття у XX столітті: Біобібліогр. покажчик / Хланта І. В. Закарпатське обл. держ. адміністрація; Управління культури, Закарпатська держ. обл. універсальна наук. б-ка. — Ужгород: Закарпаття, 1995. — 962, [4] с.

###### Літературознавство Івано-Франківської області
- Літературне Прикарпаття: Довідник / Упоряд. В. Т. Полєк; Відп. ред. П. Г. Нісонський, М. Т. Донченко. — Л. : Каменяр, 1964. — 155 с. : іл.

###### Літературознавство Кіровоградської області
- Літературний словник Кіровоградщини / Авт.-упоряд. Л. Куценко; Кіровоградська організація Спілки письменників України. — Кіровоград, 1995. — 126 с.

###### Літературознавство Полтавської області
- Літературно-мистецька Полтавщина: довідник / М. І. Степаненко. — Гадяч: Вид-во «Гадяч», 2013. — 500 с.[94]
- Літературознавча Полтавщина: довідник / М. І. Степаненко. — Полтава, 2015.

###### Літературознавство Харківської області
- Літературна Харківщина: Довідник / Ред. М. Ф. Гетьманець. — Х. : Майдан, 1995. — 367 с.
- Літературна Харківщина: Довідник / За заг. ред. М. Ф. Гетьманця. — Х. : Вид-во ХДПУ, 1996. — 111 с.

#### Мас-медіа, видавнича справа, бібліотечна справа
- Поліграфія та видавнича справа. Російсько-український тлумачний словник. = Полиграфия и издательское дело. Русско-украинский толковый словарь / уклад.: Б. В. Дурняк, О. В. Мельников, О. М. Василишин, О. Г. Дячок. — Львів: Афіша, 2002. — 449, [3] с. : іл., табл. — Бібліогр.: с. 439—450. — ISBN 966-7760-79-0
- Словник-довідник основних видавничих термінів (для практики наукових установ) / Переклад і упорядк. А. І. Радченко. Наук.-вид. рада НАН України. — К. : Академперіодика, 2009. — 72 с. — ISBN 978-966-360-127-4
- Тлумачний словник термінів з видавничої, поліграфічної та пакувальної справи: тлумачний словник термінів з видавничої, поліграфічної та пакувальної справи: навч. посібник / П. М. Таланчук [ та ін. ] ; МОН України ; Відкритий міжнар. ун-т розвитку людини «Україна» ; Наук. тов-во ім. Т. Г. Шевченка у Львові та ін. — Київ ; Львів: Університет «Україна», 2006. — 664 с. — ISBN 966-797925-3
- Зведений словник термінів з інформаційної, бібліотечної та архівної справи / [М. М. Головченко та ін.] ; М-во освіти і науки України, Тавр. нац. ун-т ім. В. І. Вернадського, Навч.-наук. ін-т муніцип. упр. та міськ. госп-ва, Каф. інформ. діяльн. та документознавства. — Херсон: Олді-плюс, 2020. — 165 с.
- Хто є хто у видавничій і бібліотечній справі: Довідник / Книжкова палата України. — К. : Книжкова палата України, 1999. — 156 с.
- Хто є хто в українських мас-медіа: Довідник / Уклад. та ред. Г. Андрущак та ін. — К. : К. І. С., 1997—1999.

Вип. 1. — 1997. — 547 с.
Вип. 2: Інф. станом на липень 1999 р. — 1999. — 554 с.
- Українська преса в Україні та світі XIX—XX ст. : Історико-бібліографічне дослідження. Том 1: 1812—1890 рр. / Укладачі першого тому М. Романюк (керівник проекту), М. Галушко, Л. Сніцарчук. Науково-дослідний центр періодики Львівської наукової бібліотеки ім. В. Стефаника НАН України. — Львів: Оріяна-Нова, 2007.[95]
- Український тлумачний словник електронних видань / Тетяна Киричок. — Київ: НТУУ «КПІ», 2012. — 127, [1] с., [6] л. фот. — Бібліогр.: с. 126—127. — ISBN 978-966-622-535-4
- Інформаційний простір України: Словник-довідник законодавчих термінів: довідково-навчальне видання / автор-укладач Я. О. Чепуренко; Національний педагогічний університет імені М. П. Драгоманова. — К. : Освіта України,2008. — 544 с. (doc-файл)
- Словник коментаторського мовлення / Тамара Мандич ; [наук. ред. О. Карабута ; Херсон. держ. ун-т]. — Херсон: ХДУ, 2020. — 112 с.
- Українська видавнича справа у персоналіях (XVI ст. — середина XX ст.): бібліогр. слов.-довід. / За заг. ред. Губи Л. О. — Дніпропетровськ: Ліра, 2016. — 214 с. : іл. — Бібліогр. в кінці ст. — 100 екз.
- Англо-український тлумачний словник редакційно-видавничої комп'ютерної термінології / В. Е. Шевченко; Ред. Т. В. Ковтуненко; КНУТШ. — Київ: Либідь, 2006. — 320 с. — ISBN 966-06-0439-4
- Медіалінгвістика: словник термінів і понять / Л. І. Шевченко, Д. В. Дергач, Д. Ю. Сизонов ; Київський нац. ун-т імені Тараса Шевченка, Ін-т філології. — К. : ВПЦ «Київський ун-т», 2014. — 326 с.
- PR та маніпуляції: практ. слов. / Н. Б. Яцко ; ред. : В. М. Карпенко, К. Кузьменко. — Київ: Вадим Карпенко, 2015. — 472 с.
- Український словник медіакультури / О. Т. Баришполець ; Нац. акад. пед. наук України, Ін-т соц. і політ. психології ; літ. ред. Т. А. Кузьменко. — Київ: Міленіум, 2014. — 196 с.
- Український словник-довідник екранних медіа / Рутковський О. К. : ІМФЕ ім. М. Т. Рильського НАН України, 2007. — 304 с. — ISBN 978-966-02-4557-0
- Інформаційні ресурси: словник законодавчої та стандартизованої термінології / Нац. акад. пед. наук України, Держ. наук.-пед. б-ка України ім. В. О. Сухомлинського. — К. : Нілан-ЛТД, 2012. — 284 с.
- Термінологічний словник: тележурналістика / Уклад. В. І. Шульгіна ; Київ. міжнар. ун-т, Ін-т журналістики, Каф. соц. комунікацій. — Київ, 2015. — 157 с.
- Словник журналіста: терміни, мас-медіа, постаті / Ред. Бідзіля Ю. М. — Ужгород: Закарпаття, 2007. — 224 с. — ISBN 966-347-040-2.[96]
- Журналістика: словник-довідник / Михайлин І. Л. — К. : Академія, 2013. — 320 с.
- Журналістика у термінах і виразах: довідник / ред. кол. : Здоровега В. Й. (голов.), Кибальчич В. М., Курганський І. П. та ін. — Львів: Вища школа, Вид-во при Львів. держ. ун-ті, 1974. — 295 с.
- Поліграфія та видавнича справа: російсько-український тлумачний словник / уклад. : Б. В. Дурняк, О. В. Мельников, О. М. Василишин, О. Г. Дячок. — Л. : Афіша, 2002. — 456 с.
- Український тлумачний словник видавничо-поліграфічної справи / уклад. : П. О. Киричок, О. М. Величко, С. Ф. Гавенко [та ін.] ; за заг. ред. — К. : Видавництво НТУУ «КПІ», 2011. — 896 с. — ISBN 978-966-622-390-9
- Словник книгознавчих термінів / уклад. : В. Я. Буран, В. М. Медведєва, Г. І. Ковальчук, М. І. Сенченко ; наук. ред. : Н. О. Петрова, Г. М. Плиса, Т. Ю. Жигун ; Кн. палата України. — К. : Аратта, 2003. — 160 с. — Бібліогр. : с. 7–8. — ISBN 966-647-44-6
- Книгознавство. Термінологічний словник: редакційно-видавнича справа, журналістика, поліграфія, видавничий бізнес, інформаційно-бібліотечна діяльність: навчальне видання / за загал, ред. В. О. Жадька. — Київ: ВПК «Експрес-Поліграф», 2012. — 304 с. (PDF-файл)
- Стратегічні комунікації: [словник] / Т. В. Попова, В. А. Ліпкан ; за заг. ред. В. А. Ліпкана. — К. : ФОП О. С. Ліпкан, 2016. — 400 с. — ISBN 978-966-2439-53-3[97]
- Англо-український словник-довідник бібліотечно-інформаційної термінології / Н. В. Стрішенець. — К. : НБУВ, 2004. — 329 с.
- Англо-український тлумачний словник редакційно-видавничої комп‘ютерної термінології / В. Е. Шевченко. — К. : Либідь, 2006. — 320 с. — ISBN 966-06-0439-4.
- Норми української науково-технічної мови. Тлумачний словник термінів з видавничої, поліграфічної та пакувальної справи: навч. посіб. для студ. вищ. навч. закл. / П. М. Таланчук [та ін.] ; Відкритий міжнародний ун-т розвитку людини «Україна», Наукове товариство ім. Т. Шевченка у Львові, ДП «Український науково-дослідний і навчальний центр проблем стандартизації, сертифікації та якості». — К. : Університет «Україна»: Наукове товариство ім. Т. Шевченка у Львові ; Л. : ДП УкрНДНЦ2006. — 664 с.
- Історія української бібліотечної справи в іменах (кінець ХІХ ст. — 1941 р.): матеріали до бібліографічного словника / авт.-уклад. Л. В. Гарбар ; редкол.: Г. В. Боряк, Л. А. Дубровіна (голова), В. І. Попик [та ін.] ; НАН України, Нац. б-ка України ім. В. І. Вернадського, Ін-т рукопису. — Київ, 2017. — 616 с.
- Короткий тлумачний словник термінів з УДК / Держ. наук. установа «Книжкова палата України імені Івана Федорова» ; [укладачі: М. Й. Ахвердова, Т. Е. Калініна, Н. І. Коханевська та ін.]. — Київ: Держ. наук. установа «Книжкова палата України імені Івана Федорова», 2011. — 27, [1] с. : табл. — Бібліогр.: с. 27. — ISBN 978-966-647-176-8

#### Математика
- Біографічний словник діячів у галузі математики / О. І. Бородін, А. С. Бугай; Відп. ред. Й. І. Гіхман. — К. : Рад. школа, 1973. — 551 с. : іл.
- Довідковий математичний словник: Для студ. вузів екон. спрямування / Г. Я. Дутка; Нац. банк України. — Л., 1998. — 95 c.
- Довідник з елементарної математики. Арифметика, алгебра / К. І. Швецов, Г. П. Бевз. — К. : Наукова думка, 1967. — 408 с.[98]
- Довідник з елементарної математики. Геометрія, тригонометрія, векторна алгебра / П. Ф. Фільчаков. — К. : Наукова думка, 1967.[99]
- Довідник з елементарної математики, механіки та фізики / Галушка І. М. та ін. Ред. : Максимова С. Г. — K. : Наукова думка, 1996. — 192 c. — ISBN 966-00-0014-6[100]
- Короткий тлумачний математичний словник / Бугай А. С. — К. : Радянська школа, 1964. — 428 с.[101]
- Математика: навч.-практ. довід. : повний курс / О. І. Каплун. — Харків: Торсінг плюс, 2012. — 252, [1] с. : іл., табл.; 24 см. — Алф. покажч. : с. 243—248. — 2 000 пр. — ISBN 978-617-030-473-5
- Математика. Тлумачний словник-довідник / Тадеєв В. О. — Тернопіль: «Навчальна книга — Богдан», 1999. — 160 с. — ISBN 966-7437-51-5[102][103] (PDF)
- Математичний мінілексикон / Латка Ф. Пер. зі словац. М. Панів, І. П. Сироїд. — Львів: Світ, 1990. — 103 с.
- Систематичний словник української математичної термінології / Чайковський М. — Берлін: Видавництво української молоді, 1924. — 116 с.[104]* Тлумачний словник з математики і механіки: Звіт про НДР (закл.) / КНУТШ. Механіко-математичний фак.; Керівник НДР М. Моклячук. — Київ, 2005. — 942 с. (коротко про видання)
- Тлумачний словник з основ математики та інформатики / Б. І. Бойко [та ін] ; ред. О. К. Закусило. — К. : Науковий світ, 2000. — 316 с. — ISBN 966-7722-82-1
- Шкільний тлумачний словник-довідник з математики / Тадеєв В. — Т.: Навч. кн. — Богдан, 1999. — 158 с.: фотоілюстр.

##### Математика. Словники-перекладачі
- Англійсько-український словник з математики та кібернетики: біля 50 000 / уклад. Є. Мейнарович, М. Кратко — К.; Ірпінь: ВТФ «Перун», 2010. — 568 с. — ISBN 978-966-569-275-1[105]

#### Медицина
- Мікробіологія, вірусологія, імунологія, інфекційні хвороби: словник / уклад. Г. К. Палій [та ін.] ; ред. Г. К. Палій, В. Г. Палій. — 2. вид., перероб. і доп. — К. : Здоров'я, 2004. — 296 с. — ISBN 50311-01349-4
- Тлумачний словник-довідник з анатомії, фізіології, патології дітей з основами генетики: навч. посіб. для студ. пед. ф-тів ун-тів / уклад. : О. А. Біда, Л. І. Прокопенко, Г. В. Луценко та ін. — Черкаси: Видавництво ЧНУ ім. Б. Хмельницького, 2011. — 170 с.
- Тлумачний словник поширених медичних термінів. Навчальний посібник / Крупін В. П., Зіменковський А. Б., Регеда М. С. та ін. — Львів: Ліга-Прес, 2004. — 414 с.
- Тлумачний словник медичних термінів для лікарів, науковців, студентів медичних навчальних закладів / Н. П. Литвиненко, Н. В. Місник. — К. ; Ірпінь: Перун, 2010. — 848 с.
- Тлумачний словник медичних термінів (російською, латинською та українською мовами) / Місник Н. В. Литвиненко Н. П. — Ірпінь: Перун, 2018. — 847 с. — ISBN 978-966-569-273-7
- Фізіологічні терміни: тлумач. слов. : слов. для студентів та викладачів вищ. навч. закл. МОЗ України / Степан Несторович Вадзюк, Олександр Георгійович Родинський. — 3-тє вид, перероб. і допов. — Тернопіль: ТНМУ: Укрмедкнига, 2020. — 203 с. (PDF-файл)
- Успадковані та набуті синдроми в офтальмології: епонім. слов.-довід. / Ольга Мельник. — Чернівці: Місто, 2013. — 191 с. : іл. — Бібліогр.: с. 187—189. — ISBN 978-617-652-052-8
- Базовий термінологічний глосарій за програмою з клінічної фармації. Науково-довідкове видання / А. Б. Зіменковський, В. М. Пономаренко, О. Р. Піняжко, Т. Г. Калинюк. За наук. ред. В. М. Пономаренка. — Львів; Київ: Ліга-Прес, 2004. — 446 с. — ISBN 966-8293-47-9
- Новітній глосарій з клінічної фармації: Навч. посіб. / Під заг. ред. проф. А. Б. Зіменковського. — Львів: Кварт. — 2013. — 517 с.
- Термінологічний словник: Епідеміологія. Біологічна безпека: навчальний посібник (ВНЗ I—IV р. а.) / Н. О. Виноград. — К. : Медицина, 2016. — 136 с. — ISBN 978-617-505-460-4[106]
- Термінологічний словник: Біологічна безпека. Епідеміологія. Паразитологія: [понад 1500 термінів і понять: навч. посіб.] / Н. О. Виноград. — 2-ге вид., перероб. і допов. — Вінниця: Нова Книга, 2019. — 308 с. — Текст укр., рос., англ. — ISBN 978-966-382-756-8
- Терміни та поняття в паразитології: словник-довідник / П. Я. Кілочицький, Н. П. Кілочицька. — К. : Київський ун-т, 2014. — 112 с.
- Наркотичні засоби, психотропні речовини та прекурсори: слов.-довід. для працівників правоохор. органів / уклад. : В. Ю. Шепітько [та ін.]. — Харків: Апостіль, 2016. — 402 с.
- Довідник онколога / ред. : Я. В. Шаврик; Львів. держ. мед. ун-т ім. Д.Галицького. — 2-е вид., доповн., переробл. — Л. : Гал. вид. спілка, 2001. — 127 c.
- Загальна гігієна: словник-довідник / І. І. Даценко, В. Г. Бардов, Г. П. Степаненко та ін.; за заг. ред. І. — Л. : Афіша, 2001. — 244 с.
- Словник медичних термінів для зубних техніків / Гороховська О. М., Назар С. Л. — Львів: Новий світ-2000, 2016. — 158 с.
- Геронтологія: словник-довідник / Е. В. Крайніков. — К. : Вид. Паливода А. В., 2010. — 351 c.
- Нефрологія: Термінологічно-тлумачний словник / Іванов Д. Д., Кушніренко С. В., Пиріг Л. А., Ротова С. О., Таран О. І. — К. : Вид. Заславский А. Ю., 2017. — 116 c. — ISBN 978-617-632-076-0 (PDF-файл)
- Тлумачний словник з клінічної токсикології: [понад 1000 слів і словосполучень] / Ю. І. Марков, С. М. Недашківський, О. А. Лоскутов. — Київ: Коляда О. П., 2018. — 151 с. — Бібліогр.: с. 148—151. — ISBN 978-966-2043-05-1
- Словник-довідник психіатричних термінів: навчальний посібник для студентів медичних вищих навчальних закладів IV рівня акредитації / Г. М. Кожина, Г. О. Самардакова, В. І. Коростій та ін. — Х. : ХНМУ, 2012. — 162 с.[107]
- Судова психіатрія: термінологічний словник-довідник / Укл. Бачеріков А. М., Білецький Є. М., Хоміцька З. М. — Х. : ФОП Вапнярчук Н. М., 2007. — 213, [2] с. — 1 000 пр. — ISBN 966-8184-71-8
- Тератологічний тлумачний словник / [В. С. Пикалюк та ін. ; уклад. В. С. Пикалюк] ; Східноєвроп. нац. ун-т ім. Лесі Українки, Буковин. держ. мед. ун-т. — Луцьк: Вежа-Друк, 2019. — 575 с. — Назва обкл. : Тлумачний тератологічний словник. — ISBN 978-966-940-248-6
- Словник медичних термінів для зубних техніків / Гороховська О. М., Назар С. Л., Жуковська Л. О., Заяць Т. І., Нечипор Н. О., Микулець С. С., Кушинська Г. Б. — Львів: Новий Світ — 2000, 2018. — 158 с. — ISBN 978-966-418-289-5
- Тлумачний словник з невідкладної медичної допомоги / І. С. Зозуля, Ю. І. Марков. — Київ, 2009. — 144 c.
- Медицина в Україні: біобібліогр. словник. Додатк. вип. XVIII — перша половина XIX ст. / М-во охорони здоров'я України, Держ. наук. мед. б-ка. — К. : Телеоптик, 2002. — 136 с.
- Медицина в Україні: біобібліогр. словник. Вип. 2. Друга половина XIX. Літери А —К / М-во охорони здоров'я України, Держ. наук. мед. б-ка. — К. : Фітосоціоцентр, 2005. — 616 с.
- Українські лікарі. Біобібліографічний довідник. Кн 1. : Естафета поколінь національного відродження / П. Пундій. — Львів-Чикаго, 1994. — 327 с.
- Хто є хто в охороні здоров'я і медицині України. — К. : Три І, 1998.

Вип. 1. — 306 с.
- Видатні гістологи: біограф. довід. / О. І. Дєльцова [та ін]. — Коломия: Видавничо-поліграфічне товариство «Вік», 2001. — 141 с.: іл. — ISBN 966-550-146-1

##### Ветеринарія
- Довідник ветеринарних препаратів / В. М. Горжеєв, І. Я. Коцюмбас, Ю. М. Косенко та ін. — Львів: Афіша, 2013. — 1595 с. : табл. — ISBN 978-966-325-195-0
- Тлумачний словник епізоотологічних термінів: навч. посіб. під час підготов. бакалаврів напряму 6.110101 «Ветеринар. медицина» у вищ. навч. закл. II—IV рівнів акредитації Мін-ва аграр. політики / В. Я. Атамась, С. І. Масленікова. — О. : М. П. Черкасов, 2009. — 148 с.

##### Медицина. Словники-перекладачі
- Російсько-український медичний словник професійної мови фахівців з внутрішніх хвороб (із тлумаченням термінів) : 20 000 слів / М. Присяжнюк. — К. : Akademia, 1995. — 512 с.
- Російсько-український тлумачний словник хірургічної термінології: навч. посіб. / Б. Дмитрієв [и др.] ; Одеський медичний ін-т ім. М. І. Пирогова. — О. : [б.в.], 1994. — 381 с.
- Українсько-російсько-англійсько-латинський терапевтичний тлумачний словник / Т. Д. Никула, В. О. Мойсеєнко. — К. : Задруга, 2007. — 235 с.
- Українсько-російський та російсько-український термінологічний словник з дерматовенерології / [уклад. : О. Б. Петрова, А. М. Дащук]. — Харків: [б. в.], 2013. — 74, [1] с. ; 21 см. — ISBN 978-617-7044-49-8

#### Мовознавство
- Українська класична філологія: бібліографія, історія, персоналії (XVIII—XXI століття): довідник / Леонід Павленко, Леся Звонська ; Київ. нац. ун-т ім. Тараса Шевченка. — Київ: Київський університет, 2014. — 319 с.
- Словник лінгвістичних термінів / Д. І. Ганич, І. С. Олійник. — К. : Вища школа, 1985. — 360 с. (онлайн-версія)
- Українська мова. Короткий тлумачний словник лінгвістичних термінів / За ред. Єрмоленко С. Я. — К. : Либідь, 2001. — 224 с. — ISBN 966-06-0177-8 (онлайн-версія)
- Словник лінгвістичних термінів / Кротевич Є., Родзевич Н. За заг. ред. С. В. Кротевича. — К. : Вид-во АН УРСР, 1957. — 236 с.
- Словник лінгвістичних термінів: лексикологія, фразеологія, лексикографія / М. І. Голянич, Р. І. Стефурак, І. О. Бабій; Прикарпат. нац. ун-т ім. В. Стефаника. — Івано-Франківськ: Сімик, 2011. — 272 c. (онлайн-версія)
- Лінгвістичний аналіз тексту: слов. термінів / М. І. Голянич, Н. Я. Іванишин, Р. Л. Ріжко, Р. І. Стефурак; ред. : М. І. Голянич; Прикарпат. нац. ун-т ім. В. Стефаника. — Івано-Франківськ: Сімик, 2012. — 391 c.
- Історія української мови: словник-довідник / ідея, упорядкування та окремі статті В. В. Денисюка. — Умань: Візаві, 2013. — 387 с. (PDF-файл)
- Український словотвір у термінах. Словник-довідник / Вакарюк Л. О., Панцьо С. Є. — Тернопіль: Джура, 2007. — 260 с.
- Етимологічний словник літописних географічних назв Південної Русі / Відп. ред. О. С. Стрижак. — К. : Наукова думка, 1985. — 256 с. (DjVu-файл) (онлайн-версія)
- Риторичний словник / З. Куньч ; Київська міська державна адміністрація, Український науково-виробничий центр «Рідна мова». — Київ: Рідна мова, 1997. — 341 с. — ISBN 5-7707-9737-2
- Мовознавча Полтавщина: довідник / М. І. Степаненко. — Полтава: ПП Шевченко Р. В., 2014. — 568 с.[108]
- Морфологія. Термінологічний словник-довідник / Захлюпана Н., Кузьма І., Кутня Г., Труш О. (укл.). — Львів, 2014. — 225 с. (PDF-файл)
- Українські мовознавці та письменники-мовотворці: довідник / НДІ українознав. ; за ред. С. Я. Єрмоленко; кер. проекту: П. П. Кононенко, А. Ю. Пономаренко. — Київ: [б. в.], 2008. — 347 с.
- Хто є хто з термінологів: Міжнар. довідник / Пономаренко Л. О. — Міжнар. орг. з уніфікації термінологічних неологізмів та ін. — Житомир: АСА, 1998. — 191 с.
- Українська народнопісенна ввічливість: тлумач. слов. етикет. слів, фразеологізмів і виразів / Наталя Журавльова ; Запоріз. нац. ун-т. — Запоріжжя: Запоріз. нац. ун-т, 2019. — 611 с. — ISBN 978-966-599-573-9
- Граматично-стилістичний словник Шевченкової мови = Grammatical and stylistic lexicon of Shevchenko's poetry / Митрополит Іларіон; Ін-т дослідів Волині. — Вінніпег: Накладом Т-ва «Волинь», 1961. — 256 с. : іл.[109] (PDF-файл)
- Історичний словник українського язика: Т. 1. А-Ж. Зош. 1, А-Г / уложили: Е. Тимченко … [та ін.] ; Українська академія наук, Комісія на уложення історичного словника українського язика. — Київ ; Харків: Державне видавництво України, 1930 (онлайн-версія): Історичний словник українського язика: Т. 1. А-Ж. Зош. 2, Г-Ж / уложили: Е. Волошин, К. Лазаревська, Г. Петренка ; Науково-дослідний інститут мовознавства (Київ). Словниковий сектор. — К. : Українська радянська енциклопедія, 1932 (онлайн-версія)
- Словник-довідник з української лінгводидактики: [навч.-посіб.] / [М. І. Пентилюк, О. М. Горошкіна, Н. В. Мордовцева та ін.] ; за заг. ред. М. Пентилюк. — К. : Ленвіт, 2015. — 320 с.

#### Наукові установи
- Відділення економіки НАН України: іст.-біогр. довід. / НАН України. — Київ: Академперіодика, 2014. — 237, [5] с. : іл., портр. ; 23 см. — 150 пр. — ISBN 978-966-360-247-9
- Національна академія педагогічних наук України 1992—2017 роки (біографічний довідник) / Нац. акад. пед. наук України ; [уклад.: В. І. Луговий та ін. ; редкол.: В. Г. Кремень (голова) та ін.]. — Київ: Вид. дім «Сам», 2017. — 272 с. : кольор. фот.
- НАПрН України: довідник / відп. за вип. О. О. Погрібний. — вид. 5-е, перероб. та допов. — Х. : Право, 2011. — 424 с.

#### Педагогіка й соціальна робота
- Понятійно-термінологічний білінгвальний словник: соціальна педагогіка = Terminology bilingual dictionary: social pedagogy / авт.-уклад. : С. М. Ситняківська, І. В. Літяга ; Житомир. держ. ун-т ім. Івана Франка. — Житомир: ЖДУ ім. І. Франка, 2014. — 186 c. : табл. ; 21 см. — Бібліогр. : с. 182—183 (27 назв). — Алф. покажч. термінів: с. 184—186. — 300 пр. — ISBN 978-966-485-172-2
- Український педагогічний словник / Гончаренко С. У. Гол. ред. С. Головко. — К. : Либідь, 1997. — 374 с.
- Дошкільна освіта: словник-довідник: понад 1000 термінів, понять та назв / упор. К. Л. Крутій, О. О. Фунтікова. — Запоріжжя: ТОВ «ЛІПС» ЛТД, 2010. — 324 с.
- Дошкільна лінґводидактика: словник-довідник: понад 600 термінів, понять та назв / [упоряд. : Богуш А. М., Крутій К. Л.]. — Запоріжжя: ЛІПС, 2014. — 198 с. — Бібліогр. : с. 196—198. — 100 пр. — ISBN 978-966-191-170-2
- Тлумачний словник-довідник понять і термінів з педагогіки креативності / М-во освіти і науки України, Черкаський нац. ун-т ім. Б. Хмельницького. — Черкаси: Видавництво ЧНУ ім. Б. Хмельницького, 2007. — 190 с.
- Словник термінів педагогіки, психології та шкільного адміністрування / НАН України, Ін-т енциклопедичних дослідж. НАН України. — К. : Інститут енциклопедичних досліджень, 2008. — 112 с.
- Словник-довідник педагогічних і психологічних термінів / В. М. Глазиріна, Т. М. Десятов, А. І. Кузьмінський та ін.; за ред. А. І. — Черкаси: Видавництво ЧДУ ім. Б. Хмельницького, 2002. — 112 с.
- Словник-довідник з педагогіки і психології вищої школи / Н. Є. Герасимова, Н. В. Касярум, В. М. Король, О. П. Савченко. — Черкаси: Видавництво ЧНУ ім. Б. Хмельницького, 2010. — 212 с.
- Дефектологічний словник: Навчальний посібник / За ред. Бондаря В. І., Синьова В. М. — К. : «МП Леся», 2011. — 528 с.[110]
- Український дефектологічний словник / Л. В. Вавіна, А. М. Висоцька, В. В. Засенко та ін.; за ред. В. І. Бондаря. — К. : Милосердя України, 2001. — 211 с.
- Спеціальна педагогіка: Понятійно-термінологічний словник /

за ред. академіка В. І. Бондаря. — Луганськ: Альма-матер, 2003. — 436 с.
- Словник-довідник із соціальної роботи: навч. посіб. / М-во освіти і науки України, Київ. славіст. ун-т ; уклад. : М. М. Букач, Н. В. Клименюк, В. В. Горлачук ; ред. М. М. Букач. — Миколаїв: ФОП Швець В. Д., 2015. — 384 с.
- Теорія управління соціальним розвитком: українсько-англійський глосарій: тлумачний словник / А. В. Решетніченко, С. М. Серьогін ; Національна академія держ. управління при Президентові України, Дніпропетровський регіональний ін-т держ. управління. — Д. : ДРІДУ НАДУ, 2005. — 142 с.
- Технології соціально-педагогічної діяльності: Термінологічний словник-довідник / Теслюк В. М. — К. : НАКККіМ, 2011. — 145 с.[111]
- Соціолого-педагогічний словник / авт.-уклад. : В. В. Радул, Я. В. Галета, Т. Я. Довга та ін. ; за заг. ред. В. В. Радула]. — 2-е вид. — Харків: Мачулін, 2015. — 443 с. — 300 пр. — ISBN 978-966-8768-83-5
- Українська педагогіка в персоналіях: у 2-х кн. / За ред. О. В. Сухомлинської. — К. : Либідь, 2005.
- Українська лінгводидактика в іменах. Словник-довідник. / Кочан І., Захлюпана Н. — Львів: ЛНУ імені Івана Франка, 2011. — 238 с.
- Дошкільна лінґводидактика: словник-довідник: понад 600 термінів, понять та назв / упоряд. Алла Михайлівна Богуш, Катерина Леонідівна Крутій. — Запоріжжя: ЛІПС, 2014. — 198 с.
- Кращі науково-педагогічні працівники ВНЗ України / Автор-упорядн. Болгов В. В. — К. : Вид-во «Болгов Медіа Центр», 2006. — 128 с.
- Відомі педагоги Прикарпаття (до 1939 року): Біогр. довідник / В. Полєк, Д. Дзвінчук, Ю. Угорчак; Прикарпатський ун-т ім. В. Стефаника; Худож. О. Боса. — Івано-Франківськ: Лілея-НВ, 1997—1999.
- Соціолого-педагогічний словник / уклад. : В. В. Радул, Я. В. Галета, Т. Я. Довга та ін. ; відп. ред. В. В. Радул. — 2-ге вид. — Х. : [Мачулін], 2015. — 444 с.
- Словник-довідник термінів педагогічного маркетингу / Флегонтова Н. М. — К. : Освіта України, 2008. — 80 с. — ISBN 978-966-188-000-8

#### Політологія
- Політичний словник
- Політична наука. Словник: категорії, поняття і терміни / Борис Кухта, Анатолій. Романюк, Любов Старецька [та ін.]. — Л. : Кальварія, 2003. — 500 с.
- Політологія: навч. словн-довід. для студ. / За ред. В. М. Пічі. — 2-е вид., доп. — Львів: Новий Світ-2000, 2004. — 320 с. : табл. — Бібліогр. : с. 289—297. — ISBN 966-7827-06-2
- Політологія: сучасні терміни і поняття. Короткий навчальний словник-довідник для студентів ВНЗ I—IV рівнів акредитації / Укл. Піча В. М. Ред. Климанська Л. Д., Турчин Я. Б., Хома Н. М. — Львів: Новий світ-2000, 2015. — 516 с.
- Політологічний словник: навч. посіб. для студ. вищ. навч. закл. / За ред. М. Ф. Головатого та О. В. Антонюка. — К. : Видавництво МАУП, 2005. — 792 с.
- Політологічний термінологічний словник / Київський нац. ун-т імені Тараса Шевченка. — [К.]: ВПЦ Київський ун-т, 2015. — 544 с.
- Соціально-політичний словник-довідник / авт. кол. : М. Іщенко, В. Андрущенко, М. Титарчук [та ін.] ; за ред. М. Іщенка. — К. : Відлуння, 1999. — 304 с.
- Соціальна політика. Словник: поняття, категорії, терміни / М. А. Бучин, М. П. Гетьманчук, І. П. Карий та ін. — Л. : Дослід.-вид. центр НТШ, 2008. — 274 с. — Бібліогр. : с.266-273.
- Словник із соціальної політики / Т. В. Семигіна. — К. : Києво-Могилянська академія, 2005. — 253 с.
- Парламентаризм: Словник — довідник / Шляхтун П. П. — К. : Парлам. вид-во, 2003. — 151 с.
- Міжнародний біографічний словник дисидентів країн Центральної та Східної Європи й колишнього СРСР: Т. 1 Україна Ч. 1 / Харківська правозахисна група. — Х. : Права людини, 2006. — 516 с.
- Словник геополітичних термінів та понять / Нац. ін-т проблем міжнарод. безпеки, Наук.-дослід. ін-т українознавства. — К. : Фоліант, 2008. — 208 с.
- Геополітика держав: короткий словник для журналістів / Ін-т масової інформації, Могилянська школа журналістики (НаУКМА). — К. : [Інститут масової інформації], 2007. — 213 с.
- Малий етнополітологічний словник: навч. посіб. / О. В. Антонюк, В. І. Волобуєв, М. Ф. Головатий та ін. — К. : МАУП, 2005. (PDF)
- Історія держави і права України: словник термінів і понять: [понад 140 термінів і понять] / В. В. Щукін, Н. В. Сугацька, А. М. Павлюк ; під ред. М. М. Шитюк. — Київ: Кондор, 2018. — 296 с.
- Місцеве управління: поняття, терміни, визначення: словник-довідник / Лазор О. Я., Лазор О. Д. — К. : Дакор, 2006. — 352 с.
- Місцеве самоврядування: словник-довідник: навч. посібн. / [уклад. О. М. Руденко, І. В. Козюра, Н. В. Ткаленко, О. М. Іваницька, О. В. Червякова, А. Є. Шевченко, О. В. Михайловська, Б. Н. Гечбаія]. — Київ: Кондор-Видавництво, 2016. — 182 с. — ISBN 978-617-7458-08-0 (PDF-файл[недоступне посилання з жовтня 2019])
- Публічне управління та адміністрування: словник / Чернігів. нац. технол. ун-т ; уклад. О. М. Руденко, О. В. Шершньова, В. Д. Бакуменко. — Київ: Кондор-Видавництво, 2018. — 177 с.

Т. 1 : Теорія державного управління / наук. редкол. 1-го т. : В. М. Князєв [та ін.]. — 2011. — ISBN 978-966-619-285-4. — ISBN 978-966-619-286-1 (Т. 1) (PDF-файл): Т. 2 : Методологія державного управління / наук. редкол. 2-го т. : Ю. П. Сурмін [та ін.]. — 2011. — ISBN 978-966-619-285-4. — ISBN 978-966-619-287-8 (T. 2): Т. 3 : Історія державного управління / наук. редкол. 3-го т. : А. М. Михненко [та ін.]. — 2011. — ISBN 978-966-619-285-4. — ISBN 978-966-619-308-0 (T. 3) (PDF[недоступне посилання з липня 2019]): Т. 4 : Галузеве управління / Нац. акад. держ. упр. при Президентові України, Одес. регіон. ін-т держ. упр. ; наук. редкол. 4-го т. : М. М. Іжа [та ін.]. — 2011. — ISBN 978-966-619-285-4. — ISBN 978-966-619-289-2 (Т. 4) (PDF): Т. 5 : Територіальне управління / Нац. акад. держ. упр. при Президентові України, Харк. регіон. ін-т держ. упр. ; наук. редкол. 5-го т., [уклад.]: О. Ю. Амосов [та ін.]. — Х. : Магістр, 2011. — ISBN 978-966-619-285-4. — ISBN 978-966-390-099-5 (T. 5): Т. 6 : Державна служба / Нац. акад. держ. упр. при Президентові України, Дніпропетр. регіон. ін-т держ. упр. ; наук. редкол. 6-го т. : С. М. Серьогін [та ін.]. — 2011. — ISBN 978-966-619-285-4. — ISBN 978-966-7800-79-6 (T. 6): Т. 7 : Державне управління в умовах глобальної та європейської інтеграції / наук. редкол. 7-го т. : І. А. Грицяк [та ін.]. — 2011. — ISBN 978-966-619-285-4. — ISBN 978-966-619-300-4 (T. 7): Т. 8 : Публічне врядування / Нац. акад. держ. упр. при Президентові України, Львів. регіон. ін-т держ. упр. ; наук. редкол. тому: В. С. Загорський (голова) [та ін.]. — 2011. — ISBN 978-966-619-285-4. — ISBN 978-617-644-000-0 (T. 8)
- Державне управління та державна служба: словник-довідник / Міністерство освіти і науки України, Київський національний економічний університет ім. Вадима Гетьмана. — К. : Видавництво КНЕУ, 2005. — 478 с.
- Методологія державного управління: Словник-довідник / Уклад. : В. Д. Бакуменко (кер. автор. кол.), Д. О. Безносенко, С. В. Бутівщенко та ін. ; за заг. ред. В. І. Лугового, В. М. Князєва. — К. : Вид-во НАДУ, 2004. — 196 с. (доступ до PDF-файлу на сайті Національної академії державного управління при Президентові України)
- Гендерна політика: поняття, визначення, управлінські підходи: Слов.-довід. / І. Г. Лазар; Львів. регіон. ін-т держ. упр. Нац. акад. держ. упр. при Президентові України, Західноукр. центр «Жіночі перспективи». — Л. : Ліга-Прес, 2005. — 142 c.
- Хто є хто в європейській та американській політичній науці: Малий політологічний словник / Б. Кухта, А. Романюк, М. Поліщук; За ред. Б. Кухти. — 2-е вид., перероб. і доп. — Л. : Кальварія, 1997. — 283 с.
- Як працює Європейський Союз. Довідник інституцій ЄС / Представництво Європейського Союзу в Україні. — К. : ТОВ «FGL Energy», 2011. — 48 стор. — 5000 прим. — ISBN 978-92-79-19006-3 (PDF)
- Словник-довідник Європейського Союзу / Ред. Ю. Марченко. — К. : К. І. С., 2001. — 152 с. (PDF)
- Довідник з європейської інтеграції / Під ред. Чернеги О. Б. — Львів: Магнолія 2006, 2012. — 383 с.
- Довідник з європейської інтеграції / Чернега О. Б., Бочарова Ю. Г., Горіна Г. О. та ін. ; за ред. О. Б. Чернеги ; Донец. нац. ун-т економіки і торгівлі ім. Михайла Туган-Барановського. — [2-ге вид., переробл. і доповн.]. — Донецьк: Сх. вид. дім, 2013. — 460 с. : табл. — 350 пр. — ISBN 978-966-317-204-0
- Європейська інтеграція на початку нового тисячоліття: довідник. Ч. 1 / Уклад. А. М. Круглашов, І. Озимок, Т. С. Астапенко, В. В. Руссу. — Чернівці, 2010. — 212 с. (PDF-файл): Європейська інтеграція на початку нового тисячоліття: довідник. Ч. 2 / Уклад. А. М. Круглашов, Т. С. Астапенко, В. В. Руссу. — Чернівці, 2011. — 207 с.
- Національна і міжнародна безпека у визначеннях та поняттях: словник-довідник / В. А. Ліпкан, О. С. Ліпкан. — К. : Текст, 2008. — 400 с.
- Демократія від А до Я: словник-довідник / М. П. Рагозін. — Донецьк: Донбас, 2002. — 204 с.
- Інформаційно-комунікаційні технології в публічному управлінні: словник-довідник / уклад. : В. М. Дрешпак та ін. ; за заг. ред. В. М. Дрешпака, О. В. Кравцова ; Нац. акад. держ. упр. при Президентові України, Дніпропетров. регіон. ін-т держ. упр. — Дніпропетровськ: ДРІДУ НАДУ, 2013. — 130, [1] с. ; 20 см. — Бібліогр. : с. 126—130 (83 назви). — Алф. покажч. ст. : с. 119—125. — 100 пр. — ISBN 978-617-7139-04-0

##### Дипломатія
- Словник-довідник. Міжнародні відносини. Країнознавство. Частина 1 / Киридон А. М., Мартинюк В. О., Троян С. С. — Х. : Основа, 2011. — 127 [1] c. — (Б‑ка журн. «Історія та правознавство». Вип. 04 (88)). — ISBN 978-617-00-0879-4[112]

Частина 2 / Х. : Основа, 2011. — 125 [3] c. — (Б‑ка журн. «Історія та правознавство». Вип. 05 (89)). — ISBN 978-617-00-0921-0
- Основи теорії міжнародних відносин. Словник / М. П. Гетьманчук, Л. О. Дорош, М. В. Здоровега, О. Я. Івасечко, У. В. Ільницька, О. В. Кукарцев, З. Й. Куньч, Ю. Р. Лемко, Г. І. Луцишин, Ю. Я. Тишкун, Я. Б. Турчин. — Львів: Видавництво Львівської політехніки, 2015. — 340 с. — ISBN 978-617-607-830-2[114]
- Теорія міжнародних відносин. Термінологічний словник / М. П. Гетьманчук, О. С. Івахів, О. В. Кукарцев та ін. ; [за ред. М. П. Гетьманчука]. — Л. : Тріада плюс, 2011. — 318 с. — Бібліогр. : с. 282—290 (124 назви). — ISBN 978-966-486-101-1
- Багатомовний тлумачний та перекладний словник дипломатичних термінів / [Камінська О. І., Куделько З. Б., Логвінов І. І. ; за ред. Кияка Т. Р.]. — Чернівці: Букрек, 2014. — 171 с. — ISBN 978-966-399-601-1
- Термінологічний словник-довідник з дисципліни «Історія держави і права зарубіжних країн»: навч. посіб. для студентів ВНЗ / В. Д. Гапотій, Я. В. Попенко. — Мелітополь (Запоріз. обл.): МДПУ ім. Б. Хмельницького, 2014. — 278 с. : іл., портр. — 300 пр. — ISBN 978-617-7055-47-0
- Етнократологічний словник / За ред. Антонюка О. В., Головатого М. Ф., Щокіна Г. В. — К. : МАУП, 2007. — 576 с.
- Інститути ЄС і НАТО: Глосарій основ. термінів та понять / уклад. : І. В. Артьомов [та ін.] ; М-во освіти і науки України, Закарпат. держ. ун-т, Навч.-наук. ін-т філософії та євроінтеграц. дослідж. — Ужгород, 2007. — 216 с. : табл. — ISBN 978-966-8266-77-5.

#### Психологія
- Психологічний словник / ред. : В. І. Войтко. — К. : Вища школа, 1982. — 216 с.
- Видатні психологи: [біогр. дані та наук. досягнення] / [Г. В. Ложкін, І. Л. Моначин, І. М. Періг]. — Тернопіль: Паляниця В. А., 2016. — 359, [1] с. : фот. — (Curriculum vitae*). — Бібліогр.: с. 351—360.
- Українська психологічна термінологія: словник-довідник для студ. та викл. вищ. навч. закл. / Держ. програма розвитку і функціонування укр. мови на 2004—2010 рр., Ін-т психології ім. — К. : Інформаційно-аналітичне агентство, 2010. — 302 с.
- Психологія розвитку: словник-довідник / Крайніков Е. В. — К. : Арістей, 2004. — 257 с.[115]
- Психологія: терміни, поняття, визначення: слов.-довід. / Г. В. Ложкін, І. Я. Коцан, В. А. Бараннік, В. В. Подляшаник ; за заг. ред. Г. В. Ложкіна. — Луцьк: Волин. нац. ун-т ім. Лесі Українки, 2011. — 188 с.
- Психологічний словник-довідник: навчальний посібник / Приходько Ю. О., Юрченко В. І. — К. : Каравела, 2014. — ISBN 978-966-222-924-0[116]
- Психологічний словник-довідник: Навч. посіб., 4-те вид., випр. і доп. / Приходько Ю. О., Юрченко В. І. — К.: Каравела, 2020. — 418 c.[117]
- Психологічний тлумачний словник: близько 2500 термінів / В. Б. Шапар. — Х. : Прапор, 2004. — 640 с. — ISBN 966-7880-85-0
- Психологічний тлумачний словник найсучасніших термінів: близько 3000 слів / В. Б. Шапар, В. О. Олефир, А. С. Куфлієвський, Б. І. Фурманець, В. В. Рютін; Під ред. В. Б. Шапар. — Харків: Прапор, 2009. — 672 с. — ISBN 966-16-4303-0
- Словник-довідник психолога-консультанта / уклад. : Н. В. Гаркавенко, Я. В. Чаплак, С. К. Шандрук, І. І. Солійчук; Чернів. нац. ун-т ім. Ю. Федьковича, Галиц. ін-т ім. В. Чорновола. — Чернівці: Рута, 2010. — 200 c.[118]
- Клінічна психологія. Словник-довідник / С. В. Діденко. — К. : Академвадав, 2012. — 320 с. — ISBN 978-617-572-037-0[119]
- Патопсихологія: понятійно-термінологічний словник: навч. посіб. [для студентів ВНЗ спец. «Психологія», «Соц. робота»] / Г. М. Закалик, Ю. М. Терлецька ; М-во освіти і науки України, Нац. ун-т «Львів. політехніка». — Львів: Вид-во Львів. політехніки, 2016. — 156 с. : іл. — Бібліогр. : с.150-153 (41 назва). — ISBN 978-617-607-934-7
- Соціальна психологія у термінах і поняттях: навч. посіб. / Г. М. Закалик, Ю. М. Терлецька, Н. М. Шувар. — Львів: Львівська політехніка, 2018. — 132 с. — ISBN 966-941-191-4.
- Короткий психологічний словник / За ред. проф. В. І. Войтка. — К. : Вища школа, 1976. — 191 с.
- Юридична психологія: словник-довідник / С. О. Гарькавець. — Сєвєродонецьк: вид-во СНУ ім. В. Даля, 2021. — 152 с. Режим доступу: http://dspace.snu.edu.ua:8080/jspui/handle/123456789/4108
- Словник-довідник термінів з конфліктології / Чернівецький держ. ун-т ім. Ю. Федьковича. — Чернівці: Чернівецький державний університет, 1995. — 334 с.
- Словник психологічних термінів (з глибинної психології) / За ред. С. І. Рясенко. — К., 2006. — 260 c.
- Сучасний тлумачний психологічний словник / В. Шапар. — Х. : Прапор, 2005. — 639 с. — ISBN 966-7880-85-5
- Соціально-психологічний словник / авт.-уклад. Мирослав Чапка, Уршула Контни. — Мисловіце, 2010. — 519 с.
- Англо-українсько-російський тлумачний словник психології. Приблизно 5 000 термінів / Висоцька О. — Львів: Видавничий центр ЛНУ імені Івана Франка, 2007. — 446 с.
- Тлумачний словник-мінімум з психології. Англо-українсько-російський = Psychological explanatory thesaurus. English-Ukrainian-Russian: навч. посіб. для студентів ВНЗ / [О. Б. Тарнопольський та ін.] ; за заг. і наук. ред. д-ра пед. наук, проф. О. Б. Тарнопольського ; Дніпропетр. ун-т ім. Альфреда Нобеля. — Дніпропетровськ: Дніпропетр. ун-т ім. Альфреда Нобеля, 2014. — 257 с. — ISBN 978-966-434-309-8
- Тлумачний російсько-український словник психологічних термінів / В. Й. Бродовська [та ін.] ; Південнослов'янський ін-т Київського славістичного ун-ту. — К. : Професіонал, 2007. — 512 с.

#### Релігієзнавство
- Релігії народів світу / Г. Е. Єрмановська. — К. : ПАТ "ДАК «Укрвидавполіграфія», 2014. — 319 с. : іл. — 1000 пр. — ISBN 978-966-97340-6-8
- Релігієзнавчий словник / за ред. проф. А. Колодного і Б. Лобовика. — К. : Четверта хвиля, 1996. — 392 с.
- Словник–довідник з релігієзнавства / Шевченко В. М. — К. : Наукова думка, 2004. — 560 с.
- Словник-довідник біблійних осіб, племен і народів / Костів К. — К. : Україна, 1995. — 429с.
- Біблійний довідник Геллея / Генрі Геллей. — Торонто: Всесвітня християнська місія, 1985. — 857 с.[120]
- Короткий релігієзнавчий словник / Лешан В. Ю. — Чернівці: Рута, 2007. — 128 с.
- Глосарій релігієзнавця / За ред. член-кореспондента НАПН України В. О. Балуха. — Чернівці: Наші книги, 2013. — 280 с.
- Словник біблійних слів / Рид Джепсон. — Християнське життя. — 208 с. — ISBN 093949731Х[121]
- Середньовічна церква в іменах, термінах і назвах: глосарій / Н. П. Керецман ; відп. за вип. І. М. Ліхтей ; М-во освіти і науки, Ужгород. нац. ун-т, Іст. ф-т. — Ужгород: Говерла, 2015. — 302 с. — Бібліогр. : с. 288—290.
- Юдео-християнський діалог: словник-довідник / авт. ст.: С. Д. Бреслоер, С. Дойч, Д. Блюменталь [та ін.] ; за ред.: Л. Кленицького, Д. Вайгодера ; видавці: Л. Фінберг, К. Сігов ; пер. з англ. І. Кононенко ; наук. ред. Н. Риндюк ; Нац. ун-т «Києво-Могилян. акад.», Центр дослідж. історії та культури східноєвроп. єврейства, Центр європ. гуманіт. дослідж., Ін-т реліг. наук св. Томи Аквинського. — Київ: Дух і Літера, 2015. — 296 с.
- Середньовічна церква в іменах, термінах і назвах: глосарій / Н. П. Керецман ; М-во освіти інауки, Ужгород. нац. ун-т, Іст. ф-т, Каф. історії стародав. світу і серед. віків. — Ужгород: Вид-во УжНУ «Говерла», 2015. — 301 с.
- Англо-український глосарій християнсько-богословських термінів / укл. Л. А. Закреницька; наук. ред. О. Д. Огуй. — Хмельницький: ХНУ, 2012. — 152 с.[122]

#### Соціологія
- Соціологія: короткий навчальний словник: терміни і поняття / [В. М. Піча, А. Г. Хоронжий, Л. Д. Кліманська, В. Є. Савка] ; за наук. ред. В. М. Пічі. — 3-є вид., випр., переробл. і допов. — Львів: Магнолія 2006, 2018. — 340 с. — ISBN 966-2025-32-3.
- Соціологія. Словник-довідник / Назврук М. М. — Львів: ВНТЛ, 1998. — 172 с.
- Соціологія: словник термінів і понять / Є. А. Біленький, М. А. Козловець, І. В. Саух та ін. ; за ред. : Є. А. Біленького — К. : Кондор, 2006. — 372 с.
- Соціолого-педагогічний словник / уклад.: В. В. Радул, Я. В. Галета, Т. Я. Довга [та ін.] ; відп. ред. В. В. Радул. — 2-ге вид. — Харків: Мачулін, 2015. — 444 с.
- Сучасний словник із суспільних наук / За ред. О. Г. Данильяна, М. I. Панова. — Х. : Прапор, 2006. — 432 с. — ISBN 966-8690-47-8
- Тематичний словник-довідник з соціології / За ред. В. В. Кохана; укл. : А. Александровська, Є. Буга, Ю. Ткачук та ін. — Чернівці: Чернівецький національний університет, 2009. — 112 с. (PDF-файл)
- Тлумачний словник з соціології / Джонсон Алан. — Львів: Львівський національний університет ім. І. Франка, 2003. — 480 с. — ISBN 966-613-227-3
- Хто є хто в західній та вітчизняній соціології: Навчальний соціологічний словник для студентів / Уклад. : В. М. Піча, І. І. Доцяк, Д. Є. Забзалюк та ін.; Наук. ред. В. М. Піча. — Львів: Світ, 1999. — 159 с.

#### Фармакологія
- Наркотичні та психотропні засоби і речовини: довідник / П. В. Олійник [та ін.]. — Л. ; К. : Наутілус, 2006. — 264 с. — Бібліогр.: с. 253. — ISBN 966-8574-04-4

#### Фізика
- Біографічний довідник видатних фізиків / Кордун Г. Г. — К. : Рад. школа, 1985. — 280 с. — Бібліогр. : с. 276—278.
- Довідник з оптики / Б. К. Остафійчук, М. М. Яцура, А. М. Гамарник ; за ред. Б. К. Остафійчука. — Івано-Франківськ: ДВНЗ «Прикарпат. нац. ун-т ім. Василя Стефаника», 2014. — 248 с. : іл., табл.
- Довідник з фізики для учнів / Гайдучок Г. М., Лободюк В. А., Рябошапка К. П. — K. : Радянська школа, 1981. — 241c.[123][124]
- Малий фізичний довідник: довідникове видання / Є. С. Клос, Ю. В. Караван. — Львів: Світ, 1997. — 272 с. : іл. — ISBN 5-7773-0159-2
- Прикладна фізика. Українсько-російсько-англійський тлумачний словник: [у 4 т.] / керівник проекту та голов. ред. д-р техн. наук, проф. каф. приклад. фізики НТУУ «КПІ» О. Т. Богорош ; Укр. акад. друкарства. — Львів: Укр. акад. друкарства, 2014—2015. — ISBN 978-966-322-435-0.
- Словник фізичної термінології / НАН наук України, Ін-т енциклопедичних дослідж. НАН України. — К. : Інститут енциклопедичних досліджень, 2009. — 240 с.
- Тлумачний російсько-український комп'ютерний словник з фізики: Звіт про НДР (закл.) / КНУТШ. Фізичний фак.; Керівник НДР О. Вакуленко. — Київ, 2005. — 2071 с. (коротко про видання)
- Тлумачний словник із фізики від «А» до «Я». Розд. VI. Оптика / М. Г. Александров та ін. // Фізика в школах України: наук.-метод. журн. — Харків: Основа, 2017. — № 23–24 (339—340) груд. — С. 32-4-1–32-4-8. — (Школа для вчителя ; вип. 98). — URL: http://dspace.hnpu.edu.ua/handle/123456789/2684
- Тлумачний словник із фізики від «А» до «Я». Розд. VII. Основи квантової фізики, фізика атома та атомного ядра / М. Г. Александров та ін. // Фізика в школах України: наук.-метод. журн. — Харків: Основа, 2018. — № 7–8 (347—348) груд. — С. 30-6-1–30-6-8. — (Школа для вчителя ; вип. 102). — URL: http://dspace.hnpu.edu.ua/handle/123456789/2695
- Тлумачний словник із фізики : 6644 ст. / М. О. Вакуленко, О. В. Вакуленко ; Київський національний ун-т ім. Тараса Шевченка. — К. : ВПЦ «Київський ун-т», 2008. — 768 с. — ISBN 978-966-439-038-2 (PDF-файл)
- Тлумачний словник з геофізики: Звіт про НДР (закл.) / КНУТШ. Геологічний фак.; Керівник НДР Г. Продайвода. — Київ, 2005. — 97с. : 5 рис., 1 таб.
- Українсько-англійсько-російський тлумачний словник з радіології та радіологічного захисту / Ю. В. Бездробний, В. Г. Козирський, В. А. Шендеровський. — К. : Інститут теоретичної фізики ім. М. Боголюбова, 2007. — 320 с.
- Фізика: навч.-практ. довід. : повний курс / Н. В. Столяревська. — Харків: Торсінг плюс, 2012. — 239 с. : іл., табл. ; 24 см. — Алф.-предм. покажч. : с. 233—235. — 2 000 пр. — ISBN 978-617-030-471-1
- Фізичний словник / І. І. Біленко; за ред. О. З. Жмудського. — К. : Вища школа, 1979. — 336 с.
- Фізичний словник / І. Біленко. — К. : Вища школа, 1993. — 319 с.[125][126]
- Фізичний тлумачний словник / М. О. Вакуленко, О. В. Вакуленко. — К. : Видавничо-поліграфічний центр «Київський університет», 2008. — 767 с.[127][128]
- Фізики: Довідник / Храмов Ю. О. — К. : Наук. думка, 1974. — 480 с. : іл. — Бібліогр. : с. 354—379.
- Хронологічний довідник вітчизняної фізики / М. С. Шульга. — К. : Вища шк., 1980. — 256 с. — Л-ра: с. 232—234. — Ім. покажч. : с. 235—254.

#### Філософія, мораль, етика
- Історія філософії: словник / за ред. В. І. Ярошовця. — Київ: Знання України, 2006. — 1200 c. (PDF-файл; Рецензія на словник)
- Філософський словник соціальних термінів / В. П. Андрущенко, Т. В. Андрущенко, В. Г. Антонечко та ін.; під ред. В. П. Андрущенко. — К. : Р. И. Ф., 2005. — 671 с.
- Філософський словник. Людина і світ / Назіп В. Хамітов, Світлана А. Крилова. — 2-ге вид, випр. і допов. — Київ: КНТ, 2018. — 193, [1] с.
- Філософський словник / М. О. Булатов. — К. : Стилос, 2009. — 575 c.
- Тлумачний словник основних філософських термінів / Петрушенко В. Л. — Львів: Видавництво Львівської політехніки, 2009. — 264 с. — ISBN 978-966-553-828-8
- Філософія Середних віків: словник-довідник: навч. посіб. [для студентів ОКР «Бакалавр» напряму підгот. 6.020301 «Філософія»] / Тетяна Біленко ; Дрогобиц. держ. пед. ун-т ім. Івана Франка. — Дрогобич: Дрогобиц. держ. пед. ун-т, 2014. — 67 с. ; 21 см. — (Університетська бібліотека). — 300 пр. — ISBN 978-966-384-314-8
- Словник-довідник філософських та культурологічних термінів / Полянська В. І., Боборикін В. Ю., Крижановська Н. Є. та ін. ; Миколаїв. нац. ун-т ім. В. О. Сухомлинського, Навч.-наук. ін-т історії та права, Каф. філософ. думки та культурології. — Херсон: Грінь Д. С., 2014. — 149 с. ; 21 см. — Авт. зазначено на 3-й с. — 100-річчю Миколаїв. нац. ун-ту ім. В. О. Сухомлинського присвяч. — Бібліогр. в тексті. — 300 пр. — ISBN 978-617-7123-76-6
- Словник з логіки / Повторева С. М. — Львів: Магнолія 2006, 2007. — 196 с.
- Логічний словник-довідник / С. Д. Цалін. — 4-тє вид., випр. і доп. — Х. : Факт, 2006. — 384 с. — ISBN 966-637-511-7
- Формальна логіка: короткий словник-довідник / Гасяк О. С. — Чернівці: Чернівецький нац. ун-т, 2014. — 200 с.
- Етика. Короткий навчальний словник: терміни, поняття, персоналії / Савельєв В. П. — Львів: Магнолія 2006, 2015. — 279 с.
- Тлумачний словник-довідник моральних та духовних понять і термінів: навч. посіб. для студ. вищ. навч. закл. / М-во освіти і науки України, ЧНУ ім. Б. Хмельницького. — Черкаси: Видавництво ЧНУ ім. Б. Хмельницького, 2006. — 243 с.
- Сучасний словник з етики: Словник / Тофтул М. Г. — Житомир: Вид-во ЖДУ ім. І. Франка, 2014. — 416 с. — ISBN 978-966-485-156-2 (PDF-файл)

#### Хімія
- Глосарій термінів з хімії / Укл. Й. Опейда, О. Швайка. — Донецьк: Видавництво «Вебер» (Донецька філія), 2008. — 758 с.
- Довідник з хімії / Гончаров А. І., Корнілов М. Ю. — К.: Вища школа, 1974. — 304 с.
- Довідник з хімії / Д. Д. Луцевич; За ред. Б. С. Зіменковський. — Львів: Українські технології, 2003. — 420 с. — ISBN 966-666-077-6
- Загальна хімія: Тлумачний словник-довідник [для учнів, студентів, викладачів] / Буринська Н. М. — Київ; Ірпінь. : Перун, 2010. — 176 с. — ISBN 978-966-569-251-5[129]
- Конспект-довідник з хімії / Д. Д. Луцевич, О. В. Березан. — К. : Вища школа, 1997. — 240 с. — ISBN 5-11-004678-6
- Номенклатура органічних сполук / Толмачова В. С., Ковтун О. М., Дубовик О. А., Фіцайло С. С. — Тернопіль: Мандрівець, 2011.
- Основні біохімічні поняття, визначення і терміни: Навчальний посібник для природничих факультетів педагогічних інститутів / Ф. Ф. Боєчко, Л. О. Боечко. — Київ: Вища школа, 1993. — 528 с.
- Процеси та обладнання хімічної технології: укр.-рос.-фр.-англ. тлумач. слов. / Казачинська Н. В., Сидоренко Л. М., Сидоренко С. В. ; за заг. ред. С. В. Сидоренка ; Нац. техн. ун-т України «Київ. політехн. ін-т». — Київ: НТУУ «КПІ», 2014. — 76 с. — Бібліогр. : с. 76 (15 назв). — Покажч. : с. 71—75. — 110 пр. — ISBN 978-966-622-612-2
- Російсько-українсько-англійський тлумачний словник з хімії: Понад 1600 термінів / А. М. Ніколенко. — Харків: Прапор, 1999. — 176 с. — ISBN 5-7766-0683-7
- Словник-довідник з хімії / Балух Н. М., Огороднічук Г. М., Коберська В. А. Вінницький національний аграрний університет. — Вінниця, 2014.[130]
- Сучасна термінологія і номенклатура органічних сполук / Толмачова В. С., Ковтун О. М., Корнілов М. Ю., Гордієнко О. В., Василенко С. В. — Тернопіль: Навчальна книга — Богдан, 2008.
- Термінологічний посібник з хімії: для викладачів і вчителів хімії та учнів середніх навч. закл. / М. Ю. Корнілов [та ін.] ; Київ. ун-т ім. Т. Шевченка, Ін-т змісту і методів навчання. — К. : ІЗМН, 1996. — 256 с. — ISBN 5-7763-9028-1
- Тлумачний довідник із фізичної хімії / О. А. Бєлобородова, Б. В. Єременко, М. Ю. Корнілов та ін. ; за заг. ред. М. Ю. Корнілова ; Київський нац. ун-т імені Тараса Шевченка. — К. : ВПЦ «Київський ун-т», 2013. — 208 с.
- Тлумачний термінологічний словник з органічної та фізико-органічної хімії: Українсько-російсько-англійський / Укладачі Й. Опейда, О. Швайка. НАНУ. Ін-т фізико-органічної хімії. — Київ: Наукова думка, 1997. — 532 с. — ISBN 966-00-0039-1
- Тлумачний термінологічний словник з хімічної кінетики / НАН України, Ін-т фіз.-орган. хімії та вуглехімії ; уклад. Й. Опейда [та ін.]. — Донецьк: [б.в.], 1995. — 263 с.

Тлумачний термінологічний словник з хімічної кінетики. Вид. друге, доповнене / Опейда Й., Швайка О., Ніколаєвський А. — Донецьк: Юго-Восток, 2003. — 274 с.
- Харчова хімія: Словник-довідник для напряму підготовки 6.0571.01 «Харчові технології та інженерія» / Марчак Т. В., Румянцева Ж. О. Вінницький національний аграрний університет. — Вінниця, 2016.[131]
- Хімія: навч.-практ. довід. : повний курс / Л. І. Гончаренко. — Харків: Торсінг плюс, 2013. — 288 с. : іл., табл. ; 24 см. — Алф. покажч. : с. 285—286. — ISBN 978-617-030-470-4
- Хімія. Понятійний апарат: навч. посіб. для студ. / А. С. Сегеда, О. А. Лобода. — К. : Фітосоціоцентр, 2013. — 436 с.
- Хімія: Шкільний словник-довідник / Авт.-уклад. В. О. Хрутьба. — К. : Школа, : НКП, 2006. — 240 с. —(Освіта XXI століття). — 5000 пр. — ISBN 966-661-501-0
- Хімія та процеси горіння: термінологічний словник / О. М. Щербина, Б. М. Михалічко, В. М. Баланюк. — Львів: ЛДУ БЖД, 2010. — 168 с.
- Метали: термінологічний словник: в 2 т. / ред. Б. А. Прусаков, М. С. Блантер, В. Я. Кершенбаум. — М. ; Запоріжжя: Мотор Січ, 2005. — (Міжнародна інженерна енциклопедія). — Т. 1 : А — М. — 512 с. — Т. 2 : Н — Я. — 524 с.

#### Юриспруденція, правознавство
- Довідник майбутнього адвоката / Т. В. Варфоломеєва, Н. М. Мироненко, З. В. Ромовська. — К. : Прецедент, 2010. — 1151 c.
- Юридичний словник-довідник / НАН України, Ін-т держави і права ; ред. Ю. С. Шемшученко. — Київ: Феміна, 1996. — 696 с. — ISBN 5-7707-8834-8 (онлайн)
- Юридичні терміни. Тлумачний словник / В. Г. Гончаренко [и др.] ; ред. В. Г. Гончаренко. — К. : Либідь, 2003. — 320 с.
- Багатомовний юридичний словник-довідник / І. О. Голубовська, В. М. Шовковий, О. М. Лефтерова та ін. — К. : Видавничо-поліграфічний центр «Київський університет», 2012. — 543 с. — ISBN 978-966-439-497-7 (PDF)
- Юридична психологія: словник. Навчальний посібник / Александров Д. О., Андросюк В. Г., Казміренко Л. І., Кодлубовська Т. Б. та ін. За заг. ред. Казміренко Л. І., Моісеєва Є. М. — К. : КНТ, 2008. — 224 с.
- Російсько-український тлумачний словник спеціальних термінів з судової психології та психіатрії / І. І. Лановенко [та ін.] ; Академія праці і соціальних відносин Федерації профспілок України. — К. : АПСВ, 2009. — 152 с.
- Термінологічний словник-довідник з правознавства (історико-правовий аспект / Уклад. В. М. Сотниченко. — Київ, 2015. — 84 с. (PDF-файл)
- Системно-правовий термінологічний словник-довідник з окремих галузей права: навч. посіб. для студ. заоч. форми навчання ВНЗ / В. Д. Гапотій, О. Г. Мінкова. — Мелітополь: Вид. будинок ММД, 2012. — 350 c. — Бібліогр. : с. 348—350. — укр.
- Словник юридичних термінів і понять: навч. посіб. / В. Г. Гончаренко, З. В. Ромовська, О. В. Бермічева, Л. Д. Білик, А. М. Бірюкова; ред. : В. Г. Гончаренко, З. В. Ромовська; Акад. адвокатури України. — К. : Юстініан, 2013. — 597 c.
- Словник базової термінології з адміністративного права: Навчальний посібник для ВНЗ / За ред. Коломоєць Т. О. — К. : Істина, 2010. — 240 с.
- Словник з аграрного права / Жушман В. П., Погрібний О. О., Уркевич В. Ю. За ред. Жушманана В. П. — Х. : Право, 2010. — 160 с.
- Словник фінансово-правових термінів / За ред. Воронової Л. К. — К. Алерта, 2011. — 558 с.
- Словник-довідник правових, політологічних, соціологічних та економічних термінів / Байрак І. П., Збарський В. К., Грабовський О. В., Курило В. І., Курило Л. І. — К. : Міленіум, 2008. — 296 с.[132]
- Словник термінів і понять, що вживаються у чинних нормативно-правових актах України: за станом на 1 трав. 1999 р. / відп. ред. : В. Ф. Сіренко, С. Р. Станік ; упоряд. : О. В. Богачова, К. С. Винокуров. — К. : Оріяни, 1999. — 502 с.
- Словник термінів, що вживаються в законах України: (станом на 1 жовт. 2009 р.) / [уклад.: Андрієнко В. Д. та ін.] ; М-во юстиції України, Центр прав. реформи і законопроект. робіт. — К. : Фенікс, 2009. — 986 с. — ISBN 978-966-651-769-5
- Словник термінів до навчальних курсів «Трудове право» та « Право соціального забезпечення України» / Т. З. Гарасимів. — Дрогобич: Відродження, 2003. — 176 с. — ISBN 966-538-140-7.
- Адміністративне право України: слов. термінів: навч. посіб. для студентів ВНЗ / Андрєєва Д. Є., Басов А. В., Басова Ю. Ю. та ін. ; за заг. ред. Т. О. Коломоєць, В. К. Колпакова ; Держ. ВНЗ «Запоріз. нац. ун-т». — Київ: Ін Юре, 2014. — 519 с. — ISBN 978-966-313-495-6
- Словник термінів біржового законодавства. Навчальний посібник / Укл. Телятник Л. П., Телятник В. Л. — Терн. : Астон, 2004. — 208 с.
- Словник термінів зі спортивного права / Укл. Бордюгова А. Ю. — К. Юстініан, 2007. — 144 с.
- Словник термінів інформаційного права / упоряд. А. І. Марущак ; за заг. ред. М. Я. Швеця. — К. : КНТ, 2008. — 183 с.
- Словник юридичних термінів екологічного законодавства України / уклад. А. П. Гетьман [та ін.]. — Харків: Одіссей, 2010. — 160 с.
- Словник термінів: термінологічний словник судово-трасологічної експертизи / Мазниченко Ю. О., Садченко О. О., Юсупов В. В. — К. : Талком, 2018. — 132 с. — ISBN 978-617-7685-01-1 (PDF-файл)
- Сучасний словник цивільно-правових термінів: включає терміни, введені оновленим цивільним законодавством України / Упор. Венедіктова І. В. — Х. Страйд, 2005. — 224 с.
- Словник цивільного права / Грін О. О. — Ужгород: ПП Данило С. І., 2009. — 436 с.
- Тлумачний словник з цивільного права / Акад. прав. наук України, Ін-т приват. права і підприємництва ; ред. В. М. Селіванова. — К. : [б.в.], 1998. — 225 с.
- Цивільний захист: словник-довідник / Жовнірович М. Ю., Кашин І. П. — Львів: Тріада плюс, 2009. — 200 с.
- Конституційне право: словник термінів / П. П. Шляхтун; гол. ред. В. М. Куценко, ред. О. І. Цибульська. — К. : Либідь, 2005. — 568 с.
- Тлумачний термінологічний словник з конституційного права = Explanatory Terminological Dictiory on Constitutional Law / Л. Р. Наливайко, М. В. Беляєва ; М-во освіти і науки, молоді та спорту України. — К. : Хай-Тек Прес, 2013. — 408 с.
- Історія держави і права зарубіжних країн: універс. довід. / В. Д. Яремчук ; ред. Л. І. Сідлович. — Львів: Вид-во «БОНА», 2015. — 400 с.
- Міжнародне право: словник-довідник / Перепьолкін С. М., Сироїд Т. Л., Філяніна Л. А. ; за заг. ред. Сироїд Т. Л. — Харків: Юрайт, 2014. — 403 с. ; 21 см. — Авт. зазначено перед вип. дан. — Бібліогр. : с. 355—378. — Алф.-предм. покажч. : с. 379—403. — 300 пр. — ISBN 978-966-2740-48-6
- Глосарій термінів та визначень з інтелектуальної власності: (навч. термінол. посіб.) / В. В. Калюжний ; Східноукр. нац. ун-т ім. Володимира Даля. — [2-ге вид. перероб. і допов.]. — Луганськ: Ноулідж, 2013. — 319 с. : портр. ; 14 см. — Бібліогр. : с. 310—319 (121 назва). — 100 пр. — ISBN 978-617-579-810-2
- Інтелектуальна власність в інноваційній діяльності: слов.-довід. термінів та визначень: (навч. термінол. посіб.) / В. В. Калюжний ; Східноукр. нац. ун-т ім. Володимира Даля. — Луганськ: Ноулідж, 2013. — 263 с. : портр. ; 21 см. — Бібліогр. : с. 258—263 (121 назва). — 300 пр. — ISBN 978-617-579-811-9
- Тлумачний російсько-українсько-англійський словник з інтелектуальної власності: Основні терміни: понад 2000 термінів / уклад. М. Д. Гінзбург [та ін.] ; ред. А. А. Руднік ; Науково-дослідний та проектно-конструкторський ін-т автоматизованих систем управління транспортом газу (НДПІАСУтрансгаз), Українська нафтогазова академія (УНГА). Відділення «Автоматизація технологічних процесів та виробничо-господарської діяльності». — Х. : [б.в.], 1999. — 560 с.
- Словник термінів та визначень з інтелектуальної власності: навч. посіб. / В. В. Калюжний ; Східноукр. нац. ун-т ім. Володимира Даля. — Луганськ: Ноулідж, 2013. — 172 с. ; 15 см. — Бібліогр. : с. 165—172 (104 назва). — 100 пр. — ISBN 978-617-579-665-8
- Словник-довідник основних понять та визначень українського освітнього законодавства / І. Б. Жиляєв, Б. Г. Чижевський. — К. : Нора-Друк, 2011. — 111 с.
- Службове право України: слов. термінів / М-во освіти і науки України, Запоріз. нац. ун-т ; за заг. ред. : Т. О. Коломоєць, В. К. Колпакова. — Запоріжжя: Гельветика, 2017. — 340 с
- Законотворчість: словник термінів і понять з міжнародного та європейського права / Ін-т законодавства Верховної Ради України. — К. : Атопол, 2005. — 157 с.
- Правознавство: термінологічний словник: навч. посіб. / Київ. нац. торг.-екон. ун-т ; Ю. І. Крегул, Л. М. Шестопалова ; за ред. Ю. І. Крегула. — Київ: Київ. нац. торг.-екон. ун-т, 2018. — 268 с.
- Правознавство. Словник термінів. — К.: Юрисконсульт, КНТ, 2007. — 636 с. — ISBN 978-966-2968-06-4
- Визначні юристи сьогодення / Спілка юристів України; Редкол. : Євдокимов В. О. (голова), Оніщук М. В. (відповідальний секретар) та ін. — К. : Видавничий Дім «Ін Юре», 2001. — 624 с.
- Вчені юристи України. Довідкове видання / Редкол: В. Ф. Опришко (керівник) та ін. — К. : Ін-т законодавства Верх. Ради України, 1998. — 610 с.
- Термінологічний словник з питань запобігання та протидії легалізації (відмиванню) доходів, одержаних злочинним шляхом, фінансуванню тероризму, фінансуванню розповсюдження зброї масового знищення та корупції / Чубенко А. Г., Лошицький М. В., Павлов Д. М., Бичкова С. С., Юнін О. С. — К. : Ваіте, 2018. — 826 с. (PDF-файл)

### Освіта
- Словник-довідник лексики сфери освіти: національно-європейська ідентичність: навч. посіб. / І. М. Серебрянська. — Суми: СумДУ, 2018. — 341 c. — ISBN 978-966-657-703-3
- Базовий термінологічний глосарій системи вищої медичної освіти / Москаленко В. Ф., Пономаренко В. М., Зіменковський А. Б. — Львів, 2005. — 176 с.
- Електронна освіта: термінологічний словник / [В. С. Бакіров, Л. М. Хижняк, І. О. Солдатенко та ін.] ; за ред. В. С. Бакірова ; Харківський нац. ун-т імені В. Н. Каразіна. — Х. : [ХНУ імені В. Н. Каразіна], 2016. — 164 с.
- Тлумачний словник термінів з освіти, наукознавства, стилістики та красномовства: (для студентів і аспірантів) / [уклад.: Намакштанська І. Є. та ін. ; за заг. ред. І. Є. Намакштанської, В. М. Левченка]. — Донецьк: Донбас, 2014. — 506 с. — ISBN 978-617-638-274-4

#### Шкільництво
- Усі шкільні терміни: словник-довідник / уклад. Т. К. Співак. — Харків: ФОП Співак В. Л. : Весна, 2010. — 588, [1] с. — (Словникова скарбничка). — Бібліогр. : с. 588. — ISBN 978-966-2192-67-4
- Традиції та інновації в навчанні історії в школі: дидактичний слов.-довід. / К. О. Баханов. — Запоріжжя: Просвіта, 2002. — 108 с.

#### Вищі навчальні заклади України
- Encyclopedia. Львівський національний університет імені Івана Франка: в 2 т. / Видавнича рада: І. О. Вакарчук (голова), М. В. Лозинський (заст. голови), Р. М. Шуст (заст. голови), В. М. Качмар (відп. секретар) та ін. Львів: ЛНУ імені Івана Франка, 2011. Т. І: А–К. 716 с. + 112 вкл.; Львів: ЛНУ імені Івана Франка, 2014. Т. ІІ: Л–Я. 764 с. + 224 вкл.[133] (PDF 1-го тому)
- Вчені кафедри слов'янської філології / Упоряд. Л. М. Панів; М-во освіти України, Львівський держ. ун-т ім. І. Франка, Наук. б-ка. — Л. : Вид-во ЛДУ, 1998. — 124 с. — (Біобібліогр. вчених ун-ту).
- Відомі вчені Державного Університету «Львівська політехніка» (1844—1994): Біогр. довідник / Буцко М. І. — Л. : Вид-во Держ. Ун-ту «Львів. політехніка», 1994. — 255 с. : портр.
- Львівський державний університет фізичної культури: попул. довід. / Авт. кол. : О. Полянський, М. Линець, І. Свістельник ; за заг. ред. Є. Приступи. — Л. : ЛДУФК, 2011. — 172 с.[134]
- Львівський національний медичний університет імені Данила Галицького: рік 2004 : довідник / Львів: Наутілус, 2004. — 371 с. — ISBN 966-95745-9-5
- Львівський національний медичний університет імені Данила Галицького: рік 2009 : довідник / Зіменковський Б.C., ред. — Львів: Наутілус, 2009. — 412 с. — ISBN 966-95745-9-5
- Професори Львівського національного медичного університету імені Данила Галицького: 1784—2009. / Зіменковський Б.C., Ґжеґоцький М. Р., Луцик О. Д. — Львів, Наутілус, 2009. — 472 с., 618 іл. Видання друге, доповнене і виправлене. (PDF-файл)
- Українська академія друкарства. Історико-біографічний довідник. 1930—2010 / О. В. Мельников. — Львів: Укр. акад. друкарства, 2010. — 589 с.
- Стасенко В. В. Спадкоємці першодрукаря. Словник митців випускників та викладачів кафедри графіки української академії друкарства Львів, 2010.
- Професори Київського університету: біогр. довід. / Київ. нац. ун-т ім. Т. Шевченка ; редрада: Л. В. Губерський (голова), О. К. Закусило, В. А. Бугров [та ін.] ; упоряд.: С. Ю. Алтухова, К. В. Бойко, І. В. Ващенко [та ін.]. — Київ: ВПЦ «Київ. ун-т», 2014. — 591 с. : фот.
- Золоті імена Одеського національного університету імені І. І. Мечникова (1865—2015): наук. довідник / ОНУ ім. І. І. Мечникова, Наук. б-ка ; наук. ред., авт. вступ. ст. І. М. Коваль ; упоряд. : М. О. Подрезова, В. В. Самодурова ; бібліогр. ред. А. П. Бахчиванжи. — Одеса, 2015. — 108 с.
- Одеський нац. ун-т імені І. І. Мечникова. Золоті імена Одеського національного університету імені І. І. Мечникова (1865—2015): наук. довід. — 2-ге вид., перероб. і допов. — Одеса: ОНУ ім. І. І. Мечникова, 2016. — 204, [1] с. : портр. — Бібліогр.: с. 202—205 (34 назви). — Алф. покажч. імен: с. 192—193. — ISBN 978-617-689-154-3
- Вчені вузів Одеси: Біобібліогр. довідник / М-во культури України, Одеська держ. наук. б-ка ім. М. Горького. — О., 1994—1995.

Вип.1: Природничі науки. 1865—1945; ч.1: Геологи. Географи / Упоряд. Л. М. Бур'ян. — 1994. — 96 с.
Вип.1: Природничі науки. 1865—1945; ч.2: Математики. Механіки / Упоряд. І. Є. Рикун. — 1995. — 176 с.
Вип.1: Природничі науки. 1865—1945; ч.3: Хіміки / Упоряд. Т. І. Олейникова. — 1995. — 108 с.
- Професори Одеського національного університету імені І. І. Мечникова: біографічний довідник: у 2 т. / Одес. нац. ун-т ім. І. І. Мечникова. Наук. б-ка ; гол. ред. Ігор Миколайович Коваль ; відп. ред. М. О. Подрезова ; упоряд. Олена Сергіївна Мурашко, Валентина Павлівна Пружина, Віра Володимирівна Самодурова ; редкол. В. В. Глєбов, Л. М. Голубенко, Л. М. Дунаєва. — Одеса: ОНУ, 2020.

Т. 1 : Ректори (1865—2020). — 2020. — 159 с. : іл., фотоіл., портр.
Т. 2 : Професори (2005—2020) / Т. М. Бикова, Олександр Іванович Грицук, Н. Є. Данилюк, О. В. Данилюк, А. В. Зайченко. — 2020. — 333 с. : фотоіл., портр.
- Доктори наук, професори Кам'янець-Подільського національного університету імені Івана Огієнка: довідк.-бібліогр. вид. / Кам'янець-Поділ. нац. ун-т ім. Івана Огієнка ; уклад. : І. М. Конет, В. С. Прокопчук. — Кам'янець-Подільський (Хмельниц. обл.): Абетка-Світ: Зволейко Д. Г., 2013. — 511 с. : портр. ; 21 см. — Присвяч. 95-річчю з часу заснування ун-ту. — 100 пр. — ISBN 978-617-620-096-3
- Учені вузів Української РСР / Авт. кол. : В. М. Попов, В. І. Полурез, Ю. П. Дяченко; Ред. Л. А. Дашківська та ін. — К. : Вид-во Київ. ун-ту, 1968. — 516 с. : портр.
- Ректори Харківського університету (1805—2014): біобібліогр. довід. : до 210-річчя від часу заснування ХНУ ім. В. Н. Каразіна / М-во освіти і науки України, Харків. нац. ун-т ім. В. Н. Каразіна ; уклад.: В. Д. Прокопова, Р. А. Ставинська, М. Г. Швалб [та ін.] ; редкол.: В. С. Бакіров (голова), І. К. Журавльова, І. І. Залюбовський [та ін.] ; наук. ред. С. М. Куделко ; бібліогр. ред.: С. Б. Глибицька, С. Р. Марченко, Ю. Ю. Полякова. — Харків: ХНУ ім. В. Н. Каразіна, 2015. — 192 с.
- Почесні члени Харківського університету: біогр. довід. / авт.: Б. П. Зайцев, В. І. Кадєєв, С. М. Куделко [та ін.] ; редкол.: В. С. Бакіров (голова), І. О. Гірка, І. І. Залюбовський [та ін.] ; бібліографи: В. Д. Прокопова, С. Б. Глибицька, О. С. Журавльова [та ін.] ; М-во освіти і науки України, Харків. нац. ун-т ім. В. Н. Каразіна. — Харків: ХНУ ім. В. Н. Каразіна, 2015. — 356 с.
- Видатні вихованці Харківської вищої медичної школи: біобібліогр. довід. / За заг. ред. В. М. Лісового. — Х.: ХНМУ, 2010. — 208 с., фото.
- Хто є хто: Професори національного технічного університету України «Київський політехнічний інститут»: Довідник / Редкол. : О. В. Іванченко, Р. Г. Лук'янов та ін. — К. : Освіта, 1998. — 160 с. — ISBN 966-04-0390-9
- Хто є хто в Українській фармацевтичній академії: Бібліогр. збірник / Укладачі: В. П. Черних, О. І. Тихонов, І. А. Зупанець та ін.; М-во охорони здоров'я України, Укр. фармацевтична акад. — Х. : Основа, 1998. — 323 с. — (Наука).
- Професори Київського університету: біограф. довід. / М-во освіти і науки України, Київ. нац. ун-т ім. Т. Шевченка ; гол. редкол. Л. В. Губерський. — Київ: Київ. ун-т, 2014. — 591 с.
- Кращі науково-педагогічні працівники ВНЗ України: [довідк.-біогр. вид. / авт.-упоряд. В. В. Болгов]. — К. : Болгов Медіа Центр, 2004. — 25 см.

Вип. 4. — 2007. — 127 с. : іл., портр. — 5000 пр. — ISBN 978-966-8411-81-6
- Кам'янець-Подільський коледж культури і мистецтв: історія та сучасність: [бібліогр. вид.]. Вип. 2. / уклад.: В. О. Булаєнко, Л. В. Климчук, С. С. Никитюк, О. Я. Павлюк ; літ. ред. І. Є. Червінська. — Кам'янець-Подільський: Рута, [2015]. — 180 с.

### Промисловість, підприємництво, торгівля, товарознавство
- Новітній багатогалузевий словник-довідник термінів з основ сучасного виробництва: посіб. для вчителів / В. О. Подоляк. — Вінниця: Книга-Вега, 2010. — 538 с. — ISBN 966-621-22-2
- Практичний словник виробничої термінології / НАН України, Ін-т енциклопедичних дослідж. НАН України. — К. : Інститут енциклопедичних досліджень, 2008. — 122 с.
- Сучасне наукоємне виробництво: словник-довідник / П. А. Борисенко. — Запоріжжя: Акцент Інвест-трейд, 2013. — 259 с. : іл., табл. — 16 пр. — ISBN 978-966-2602-48-VII
- Довідник товарознавця. Продовольчі товари: навч. посіб. / [С. В. Князь, А. Г. Загородній, М. В. Римар та ін.] ; за ред. С. В. Князя ; Національний ун-т «Львівська політехніка». — Л. : Вид-во Львів. політехніки, 2016. — 340 с.
- Словник-довідник з екологізації підприємництва і товарознавства: навч. посіб. / П. М. Скрипчук, І. О. Дудла, О. Ю. Судук [та ін.] ; за ред. П. М. Скрипчука ; Національний ун-т водного госп-ва та природокористування. — Рівне: [НУВГП], 2017. — 355 с. : рис., табл.
- Словник економіста та підприємця / [А. М. Туренко, І. А. Дмитрієв, О. С. Іванілов, І. Ю. Шевченко]. — Харків: ХНАДУ, 2018. — 340 с. — ISBN 966-303-710-3.
- Тлумачний словник текстильного та швейного виробництв = Visual dictionary of textiles & apparel / [Е. Ельнашар та ін.]. — Хмельницький: ХНУ, 2019. — 185 с. : іл. — ISBN 978-966-330-338-3
- Тлумачний словник термінів целюлозно-паперового виробництва / ВАТ «Український НДІ паперу» ; уклад. В. А. Сологуб. — К. : Видавничий дім «Києво-Могилянська академія», 2005. — 300 с.
- Російсько-український лимарно-сідельний тлумачний словник: навч. посіб. для студ. вищих навч. закл. / В. І. Зарецький, Н. М. Омельченко ; Київський національний ун-т технологій та дизайну. — К. : КНУТД, 2004. — 164 с.: рис.

### Сільське господарство
- Агробізнес і земельні ресурси: словник-довідник / П. О. Сухий, М. М. Лупол ; М-во освіти і науки України, Чернів. нац. ун-т ім. Юрія Федьковича. — Чернівці: ЧНУ ім. Юрія Федьковича, 2018. — 280 с. — Бібліогр.: с. 278—280. — ISBN 978-966-423-455-6
- Технічна ентомологія: українсько — англійський тлумачний словник — довідник: навч. посіб. / Мороз М. С. — Київ: Агроосвіта, 2015. — 105 с.
- Зоотехнічний словник / За ред. Д. Я. Василенка. — К. : Гол. ред. УРЕ, 1977. — 578 с.
- Довідник з вівчарства / Юрій Васильович Вдовиченко, Володимир Іванович Вороненко, Василь Миколайович Іовенко, Павло Григорович Жарук, Парасковія Іванівна Польська, ; Ін-т тваринництва степових районів ім. М. Ф. Іванова «Асканія-Нова» — Нац. наук. селекційно-генетичний центр з вівчарства. — вид. 2-ге, допов. і перероб. — Нова Каховка: ПИЕЛ, 2017. — 159 с.
- Словник морфологічних ветеринарних термінів / В. С Левчук, 0. М. Очкуренко, О. В. Федотов та ін. — К. : Вища школа, 1990. — 303 с.
- Словник з агробіології / Хоменко Л. 0. — К. : НАУ, 1998. — 689 с.
- Агроекологія: термінологічний та довідковий матеріал: навч. посіб. / В. І. Жарінов, С. В. Довгань. — К. : «Аграрна освіта», 2009. — 328 с. — ISBN 978-966-382-116-0
- Словник-довідник з агроекології і природокористування / наук. ред. О. І. Фурдичко. — 2-е вид., доп. — К. : ДІА, 2012. — 336 с. — ISBN 978-966-699-8311-89-5
- Тлумачний словник сортознавця / уклад. В. В. Волкодав [та ін.]. — К. : Алефа, 2007. — 82 с.
- Сільськогосподарська обслуговуюча кооперація: Словник-довідник / За заг. ред. Р. Я. Корінця, М. П. Гриценка, М. Й. Маліка. — Львів: НВФ «Українські технології», 2010. — 160 с. — ISBN 978-966-345-201-2.[135]
- Ілюстрований словник-довідник з дисципліни «Земельний кадастр» для студентів денної та заочної форм навчання напрямку підготовки 6.090101 «Агрономія» / Цицюра Я. Г. Вінницький національний аграрний університет. — Вінниця, 2016.[136]
- Словник-довідник з основ фахової діяльності для студентів напряму підготовки 6.090102 «Технологія виробництва і переробки продукції тваринництва» / Бережнюк Н. А., Царук Л. Л. Вінницький національний аграрний університет. — Вінниця, 2016.[137]
- Словник ветеринарно-мікробіологічних термінів / Фаріонік Т. В., Блащук В. В. Вінницький національний аграрний університет. — Вінниця, 2016.[138]
- Словник понять і термінів з фітопатології: Навч. посіб. для підготов. фахівців у вищ. аграр. закл. освіти / О. Є. Недвига. — Умань, 2001. — 302 c. — Бібліогр.: 48 назв. — ISBN 966-7659-18-6
- Ілюстрований словник-довідник з дисциплін «Геодезія», «Геодезія та землевпорядкування» для студентів денної та заочної форм навчання напрямку підготовки 6.090101 «Агрономія» та 6.090103 «Лісове і садово-паркове господарство» / Цицюра Я. Г. Вінницький національний аграрний університет. — Вінниця, 2015.[139]
- Довідник з використання хімічних препаратів в захисті рослин від бур'янів / Вергелес П. М., Окрушко С. Є., Пінчук Н. В., Буткалюк Т. О., Голюк Ю. В. Вінницький національний аграрний університет. — Вінниця, 2015.[140]
- Словник основних спеціальних понять і термінів з генетики для студентів денної та заочної форм навчання напряму підготовки 6. 090102 «Технологія виробництва і переробки продукції тваринництва» / Польовий Л. В., Поліщук Т. В. Вінницький національний аграрний університет. — Вінниця, 2015.[141]
- Вчені-селекціонери у тваринництві / Ред. : М. В. Зубець, В. П. Буркат; УААН. — К. : Аграрна наука, 1997. — 249 с. — (Українські вчені-аграрії XX ст.; Кн. 1).
- Вчені-генетики і селекціонери у галузі рослинництва / Наук. ред. Ф. Ф. Адамець; УААН. — К. : Аграрна наука, 2000. — 364 с. — (Сер. «Українські вчені-аграрії»; Кн. 4).
- Основи наукових досліджень в агрономії: тлумачний словник: навч. посіб. для підготовки фахівців зі спец. 201 «Агрономія» / Володимир Омельянович Єщенко, Петро Григорович Копитко, Максим Валерійович Калієвський, Олександр Борисович Карнаух, Юрій Іванович Накльока ; за ред. Володимир Омельянович Єщенко. — Вінниця: Рогальська І. О., 2018. — 207 с.
- Словник-довідник з тваринництва для студентів денної та заочної форми навчання агрономічного факультету напряму підготовки 6.090101 «Агрономія» / Бережнюк Н. А. Вінницький національний аграрний університет. — Вінниця, 2014.[142]
- Аграрний тлумачний словник. Землеробство. Рослинництво. Сортознавство / Уклад. А. В. Андрющенко, К. М. Кривицький, В. А. Хаджиматов, Д. Б. Рахметов, С. О. Трибель. — Київ: ТОВ «Алефа», 2010. — 260 с. — ISBN 978-966-8034-09-1
- Землеробство. Тлумачний словник: навч. посіб. для підгот. фахівців зі спец. 201 «Агрономія» / [Єщенко В. О. та ін.] ; за ред. д-ра с.-г. наук, проф. В. О. Єщенка. — Вінниця: Рогальська О. І., 2017. — 215 с. — ISBN 978-617-7556-02-1
- Українсько-російсько-англійський тлумачний словник із загального землеробства: понад 1400 термінів / В. П. Гудзь [та ін.] ; за ред. В. П. Гудзя [та ін.]. — Київ: Аграрна наука, 2017. — 389 с. — 150 прим. — ISBN 978-966-540-479-8
- Тлумачний словник з агрозоології / М. М. Плиска. — Київ: Фенікс, 2014. — 235 с. : портр. ; 21 см. — Бібліогр. : с. 234—235 (19 назв). — 300 пр. — ISBN 978-966-136-168-2
- Тлумачний словник із сільськогосподарської екології / Укладачі: Л. Л. Товажнянський, Г. І. Гринь, А. А. Лісняк та інші. — Харків: НТУ «ХПІ». — 2009. — 220 с.
- Словник-довідник зооінженерних термінів з дисципліни «Спеціалізоване м´ясне скотарство» для студентів факультету технологія виробництва і переробки продукції тваринництва, спеціальність: 7.090102 та 8.090102 «ТВіППТ»: у 2-х ч. / Вінницький національний аграрний університет. — Вінниця, 2013—2014.

Частина 1 / Скоромна О. І., Царук Л. Л., Овсієнко С. М., Льотка Г. І. — Вінниця, 2013.
Частина 2 / Мазуренко М. О., Льотка Г. І. — Вінниця, 2014.
- Довідник зооінженерних термінів / УААН, Ін-т розведення і генетики тварин ; укл. М. В. Зубець [та ін.] ; ред. М. В. Зубець, П. П. Остапчук. — К. : Аграрна наука, 1995. — 182 с. — ISBN 5-7707-7489-4
- Технологія виробництва продукції тваринництва. Словник — довідник для студентів денної форми навчання факультету механізації сільського господарства. Спеціальність: 6.050503 / Огороднічук Г. М., Шевчук Т. В., Балух Н. М. Вінницький національний аграрний університет. — Вінниця, 2014.[145]
- Біологія продуктивності сільськогосподарських тварин. Словник-довідник для студентів спеціальності 8.090102 «Технологія виробництва і переробки продукції тваринництва» / Сироватко К. М. Вінницький національний аграрний університет. — Вінниця, 2013.[146]
- Словник-довідник термінів з водних біоресурсів та аквакультури для студентів спеціальності 6.090201 «Водні біоресурси та аквакультури» / Марценюк Н. О. Вінницький національний аграрний університет. — Вінниця, 2013.[147]
- Лісові меліорації агроландшафтів: термінолог. слов. / Г. Б. Гладун, Т. О. Бойко, Л. М. Стрельчук ; М-во освіти і науки України, Херсон. держ. аграр. ун-т, Харк. нац. аграр. ун-т ім. В. В. Докучаєва ; ред. Т. О. Фітісова. — Вид. 3-тє допов. — Херсон: вид. Грінь Д. С., 2015. — 232 с.
- Вчені у галузях механізації, електрифікації та меліорації / Ред. та упоряд. : Р. Й. Целінський та ін.; Наук. ред. М. К. Лінник. — К. : Аграрна наука, 2000. — 298 с. : іл. — (Сер. «Українські вчені-аграрії XX ст.»; Кн. 3).
- Довідник хімічного складу і поживності кормів в ґрунтово-кліматичних умовах Черкаської області / М. І. Бащенко, І. А. Іонов, О. Ф. Гончар [та ін.] ; М-во аграр. політики України, Нац. акад. аграр. наук. України, Черкас. дослід. станція біоресурсів Ін-ту розведення та генетики тварин [та ін.]. — Черкаси: Черкас. дослід. станція біоресурсів ; Чорнобай (Черкас. обл.): Чорнобаїв. комун. полігр. п-во, 2013. — 260 с. : іл., табл. ; 21 см. — Бібліогр. : с. 258—259 (15 назв). — 300 пр. — ISBN 978-966-2499-11-7

### Спорт
- Малий античний олімпійський словник / І. К. Попеску; ред. : В. Авраменко та ін. — К. : Олімпійська література, 1999. — 144 с.
- Шахісти української діаспори / Безпалько П. П. — К. : Задруга, 1998. — 219 с. — Бібліогр. : с. 195 (16 назв.).
- Богатирі України / В. В. Драга, Д. Н. Котко. — К. : Здоров'я, 1972. — 155 с. : іл.
- Спортивний туризм: довідник / Войтенко С. М., Совик Л. А., Ковбій Н. М. Вінницький національний аграрний університет. — Вінниця, 2012.[148]
- Термінологічний словник із фізичного виховання і спорту / І. А. Усатова, С. В. Цаподой. — Черкаси: Видавництво ЧНУ ім. Б. Хмельницького, 2012. — 76 с.
- Словник-довідник основних термінів і понять з теорії та методики фізичного виховання і спорту / Наумчук В. І. — Тернопіль: Астон, 2013. — 95 с. ; 21 см. — Бібліогр. : с. 93—94 (21 назва). — ISBN 978-966-308-520-3
- Короткий тлумачний словник термінів галузі фізичної культури та спорту / О. В. Боровська ; Львівський держ. ін-т фізичної культури. — Львів, 2003. — 54 с.
- Словник спортивних термінів із загальної фізичної підготовки для здобувачів вищої освіти (навчальна дисципліна «Фізичне виховання»): науково-методичне видання / В. М. Лишевська, С. І. Шаповал, І. І. Петрушкевич ; М-во освіти і науки України, ДВНЗ «Херсон. держ. аграр. ун-т». — Херсон: Олді-плюс, 2020. — 207 с.
- Статистика 2017: легка атлетика / Іван Качківський ; Федерація легкої атлетики України. — Вінниця, 2018. — 592 с. : фот., табл.
- Олімпійське сузір'я України. Тренери. — К.: Олімп. л-ра, 2011. — 264 с.
- Олімпійське сузір'я України. Атлети. — К.: Олімп. л-ра, 2010. — 166 с.
- Українсько-російський, російсько-український тлумачний словник термінів спортивної боротьби / укладач Б. В. Семен. — Львів: Львів. нац. ун-т імені Івана Франка, 2008. — 226 с.

### Транспорт
- Тлумачний англо-російсько-український словник транспортних термінів: морський, річковий, інтермодальний, автодорожний, залізничний, трубопровідний транспорт: 447 термінів. — О. : Видавництво ОНМУ, 2007. — 287 с.

#### Авіація
- Авіаційно-технічний тлумачний словник-довідник з цивільної авіації: навч. посіб. для студентів ВНЗ: у 2 т. / А. В. Скрипець ; Нац. авіац. ун-т. — Київ: НАУ, 2015. — ISBN 978-966-598-959-2.

Т. 1. — 2015. — 706 с. — 100 прим. — ISBN 978-966-598-960-8 (т. 1): Т. 2. — 2016. — 735 с. — Бібліогр.: с. 732—735. — 100 прим. — ISBN 978-966-598-991-2 (т. 2)
- МЕГАкомплекс «Аеронавігація»: англо-російсько-український тлумачний словник / уклад. В. П. Бабак [та ін.]. — К. : Книжкове видавництво НАУ, 2007. — 328 с. — Альтернативна назва: Airnavigation: англо-російсько-український тлумачний словник.
- Тлумачний словник авіаційних термінів / Національний авіаційний ун-т ; уклад. Л. Ф. Верхулевська [та ін.] ; заг. ред. М. С. Кулик. — К. : НАУ, 2007. — 100 с.

#### Судноплавство
- Словник-довідник з історії мореплавства / Олена Петрівна Безлуцька ; Херсон, держ. морська акад. — Херсон: ХДМА, 2016. — 278 с.
- Тлумачний словник морської термінології / Антоніна Іванівна Ляшкевич, Мар'яна Ігорівна Бабишена ; Херсон. держ. морська акад. — Херсон: ХДМА, 2018. — 147 с.

### Харчова промисловість
- Російсько-український термінологічний словник: для студ. спец. «Технологія продуктів бродіння та виноробство» / В. А. Домарецький [та ін.] ; Український ун-т харчових технологій. — К. : [б.в.], 1994. — 138 с.
- Технологія продуктів бродіння і напоїв: українсько-російський тлумачний словник / Мелетьєв А. Є. — К.: НУХТ, 2011. — 192 с. — ISBN 978-966-612-110-6

### Довідкові видання іноземних авторів, перекладені українською
- Святе Письмо в європейській культурі: біблійний словник / А. Ланглуа, А. Ле Муане, Ф. Спіс, М. Тібо, Р. Требюшон, Д. Фуйу ; пер. з фр. З. Борисюк, Н. Лисюк. — К. : Дух і літера, 2004. — 320 с. — ISBN 966-7888-83-5. — ISBN 2-09-182072-5 (фр)[149][150]
- Короткий теологічний словник / К. Рагнер, Є. Форгміллер. Пер. з нім. — Львів: Видано накладом Івано-Франк. катехетичного духовного ін-ту, 1996. — 663 с.
- Юдео-християнський діалог: словник-довідник: пер. с англ. / За ред. Леон Кленицький, Джефрі Вайґодер; Пер. Ірина Кононенко; Наук. ред. Наталія Риндюк. — К. : Дух і Літера, 2015. — 295 с. — 500 пр. — ISBN 978-966-378-359-8 (PDF-файл)
- Словник театру / Патріс Паві; пер. з фр. Маркіян Якубяк; наук. ред. Володимир Клековкін. — Львів: Видавничий центр ЛНУ ім. І. Франка, 2006. — ISBN 966-613-433-0 (PDF-файл)
- Європейський словник філософій: Лексикон неперекладностей Том перший. Наукові керівники проекту: Барбара Кассен і Констянтин Сігов / Пер. з франц. — К. : Дух і літера, 2009. — 576 с. Мова укр. — Обкл. тверда — Форм. 84х108/16 — ISBN 978-966-378-125-9 (PDF)[151][152][153][154]

Європейський словник філософій: Лексикон неперекладностей. Том другий. Наукові керівники проекту: Барбара Кассен і Констянтин Сігов / Пер. з франц. — К. : Дух і Літера, 2011. — 488 с. Мова укр. — Обкл. тверда — Форм. 84х108/16 — ISBN 978-966-378-201-0 (PDF-уривок)
Європейський словник філософій: Лексикон неперекладностей. Том третій. Наукові керівники проекту: Барбара Кассен і Констянтин Сігов / Пер. з франц. — К. : Дух і Літера, 2013. — 328 с. Мова укр. — Обкл. тверд. — Форм. 84х108/16 — ISBN 978-966-378-290-4
- Всесвітня історія: dtv-Atlas: довідник: пер. з нім. / Герман Кіндер, Вернер Хільгеман, Манфред Гергт ; Наук. ред. пер. О. Ф. Іванов ; Худож. Рут Букор, Гаральд Букор ; Пер. О. Ф. Савчук. — Київ: Знання-Прес, 2007. — 664 с. : іл., карт. — ISBN 966-311-064-6
- Філософія: dtv-Atlas: довідник: пер. з нім. / Петер Кунцман, Франц-Петер Буркард, Франц Відман; Пер. В. Б. Демидченко; Худож. Аксель Вайс. — Пер. з 10-го нім. вид. — К. : Знання-Прес, 2002. — 270 с. : іл. — («dtv-Atlas»). — 5000 пр. — ISBN 966-7767-04-3
- Психологія: dtv-Atlas: довідник: пер. з нім. / Гельмут Бенеш ; наук. ред. пер. В. О. Васютинський ; худож. : Г. і К. фон Заальфельд. — К. : Знання-Прес, 2007. — 510 с. : іл. ; 25 см. — (Серія «dtv-Atlas»). — У підзаг. : 208 с. кольор. іл. — Бібліогр. : с. 477—496. — Імен. покажч. : с. 497—501. — Предм. покажч. : с. 502—510. — Б. т. — ISBN 966-7767-66-3
- Екологія: dtv-Atlas: пер. з нім. / Дітер Гайнріх, Манфред Гергт; Пер. В. І. Лахно; Худож. Рудольф Фанерт, Розмарі Фанерт. — Пер. з 4-го нім. вид. — К. : Знання-Прес, 2001. — 287 с. : іл. — («dtv-Atlas»). — ISBN 966-7767-02-7
- Харчування: dtv-атлас: пер. з нім. / Габі Гаубер-Швенк, Міхаель Швенк; Пер. В. І. Лахно; Наук. ред. перекладу В. Г. Передерій, Ю. Г. Григоров; Худож. Йорг Майр. — К. : Знання-Прес, 2004. — 183 с. : іл. —(«dtv-Atlas»). — ISBN 966-7767-65-5
- Короткий оксфордський політичний словник: пер. з англ. / Джефрі Андергіл, Пол Артур, Сиріл Барет, П. Берд ; За ред. І. Маклін, А. Макмілан ; Пер. В. Сидоров, Д. Таращук, І. Ященко, П. Таращук, Р. Ткачук. — Київ: Основи, 2005. — 789 с. — ISBN 966-500-184-1[158]
- Журналістика та медіа: Довідник / Зіґфрід Вайшенберґ, Ганс Й. Кляйнштойбер, Бернгард Пьорксен / Перекл. з нім. П. Демешко та К. Макєєв; за загал. ред. В. Ф. Іванова, О. В. Волошенюк. — К. : Центр Вільної Преси, Академія Української Преси, 2011. — 529 с. — ISBN 978-966-2123-32-6 (PDF-фрагмент)[159][160]
- Філософи: Довідкове видання / Пер. з нім. А. Цяпа. — Тернопіль: Навчальна книга — Богдан, 2010. — 368 с. — (Серія «Метцлер компакт»). — ISBN 978-966-10-0398-8[161]
- Німецькомовні письменники: [словник-довідник] / Пер. з нім. А. Цяпа. — Тернопіль: Навчальна книга — Богдан, 2008. — 351 с. — (Серія «Метцлер компакт»). — ISBN 978-966-10-0243-1[162]
- Літературознавство: словник основних понять / Пер. з нім. А. Цяпа. — Тернопіль: Навчальна книга — Богдан, 2008. — 279 с. — — (Серія «Метцлер компакт»). — ISBN 978-966-408-398-7[163]
- Життя тварин: ссавці, птахи, рептилії, земноводні, риби, комахи: [універсальний довідник: пер. з нім.] / А. Брем. — Харків: ВД «Школа», 2004. — 712 с. : ілюстр. — 10000 пр. — ISBN 966-8182-07-3

Т. 1. Космос, земля, наука, техніка / ред. : В. Г. Герман, С. Овсянников. — 2010. — 256 с. : ілюстр. — 5000 пр. — ISBN 978-617-526-255-9
Т. 2. Рослини, тварини / 2010. — 256 с. : ілюстр. — 5000 пр. — ISBN 978-617-526-256-6
Т. 3. Географія / ред. : Володимир Герман. — 2012. — 398 с. : ілюстр. — 2000 пр. — ISBN 978-617-526-358-7
Т. 4. Релігія, мистецтво, література / ред. : Володимир Герман. — 2012. — 256 с. : ілюстр. — 2000 пр. — ISBN 978-617-526-359-4
- Агрікола Г. Про гірничу справу в дванадцяти книгах (книги I—VI)/ Переклад і редакція В. Білецького, Г. Гайка. — Донецьк: Східний видавничий дім, 2014.
- Мисливська зброя: повний довідник / Девід Петцел, Філ Буржейлі ; пер. з англ. Дмитро Раєвський. — Київ: КМ-Букс, 2018. — [256] с. : іл.
- Довідник з фізики. Для інженерів та студентів вищих навчальних закладів: пер. з рос. / Яворський Б. М., Детлаф А. А., Лебедев А. К. — Тернопіль: Навчальна книга — Богдан, 2007. — 1040 с.[171][172]

### Інші довідкові видання
- Боротьба з тероризмом у визначеннях та поняттях: словник / Ліпкан В. А. — К. Магістр-XXI, 2009. — 162 с.
- Лісові меліорації агроландшафтів: термінологічний словник / Г. Б. Гладун, Т. О. Бойко, Л. М. Стрельчук ; Херсонський держ. аграрний ун-т, Харківський нац. аграр. ун-т імені В. В. Докучаєва. — 3-тє вид., допов. — Херсон: Видавець Грінь Д. С., 2015. — 232 с.
- Нумізматичний словник / авт.-уклад. В. В. Зварич ; відп. ред. М. Ф. Котляр ; редкол. : Г. Ю. Гербільський та ін. — Л. : Видавництво Львівського університету, 1972. — 148 с.
- Цивільний захист України: короткий словник-довідник / Ярослав Бедрій. — Тернопіль: Богдан — Навчальна книга, 2014. — 112 с. — ISBN 978-966-10-3350-3
- Довідник слідчого: довідк. вид. / В. Ю. Шепітько ; НУ «ЮАУ ім. Ярослава Мудрого». — Вид. 4–те, перероб. і допов. — Х. : Одіссей, 2013. — 232 с. — (Бібліотека слідчого).
- Словник-довідник з людинознавства / М. С. Гончаренко, В. Г. Гончаренко ; Харків. нац. ун-т ім. В. Н. Каразіна. — Харків, 2016. — 476 с.